# Specie di Epidendrum
Elenco delle specie di Epidendrum.

## A

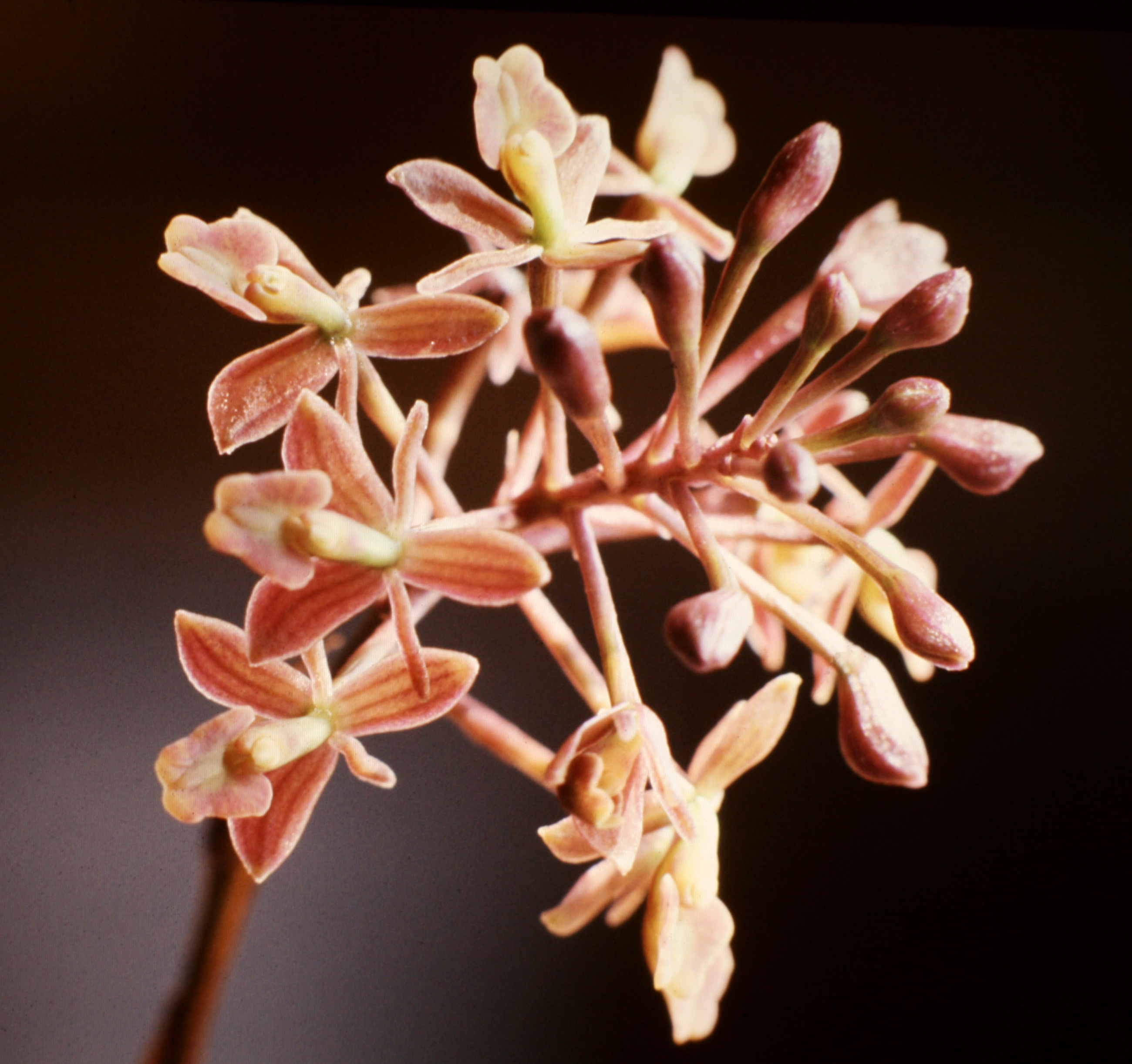
Epidendrum anceps

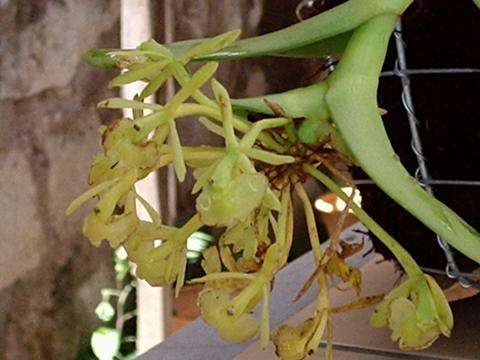
Epidendrum apaganoides

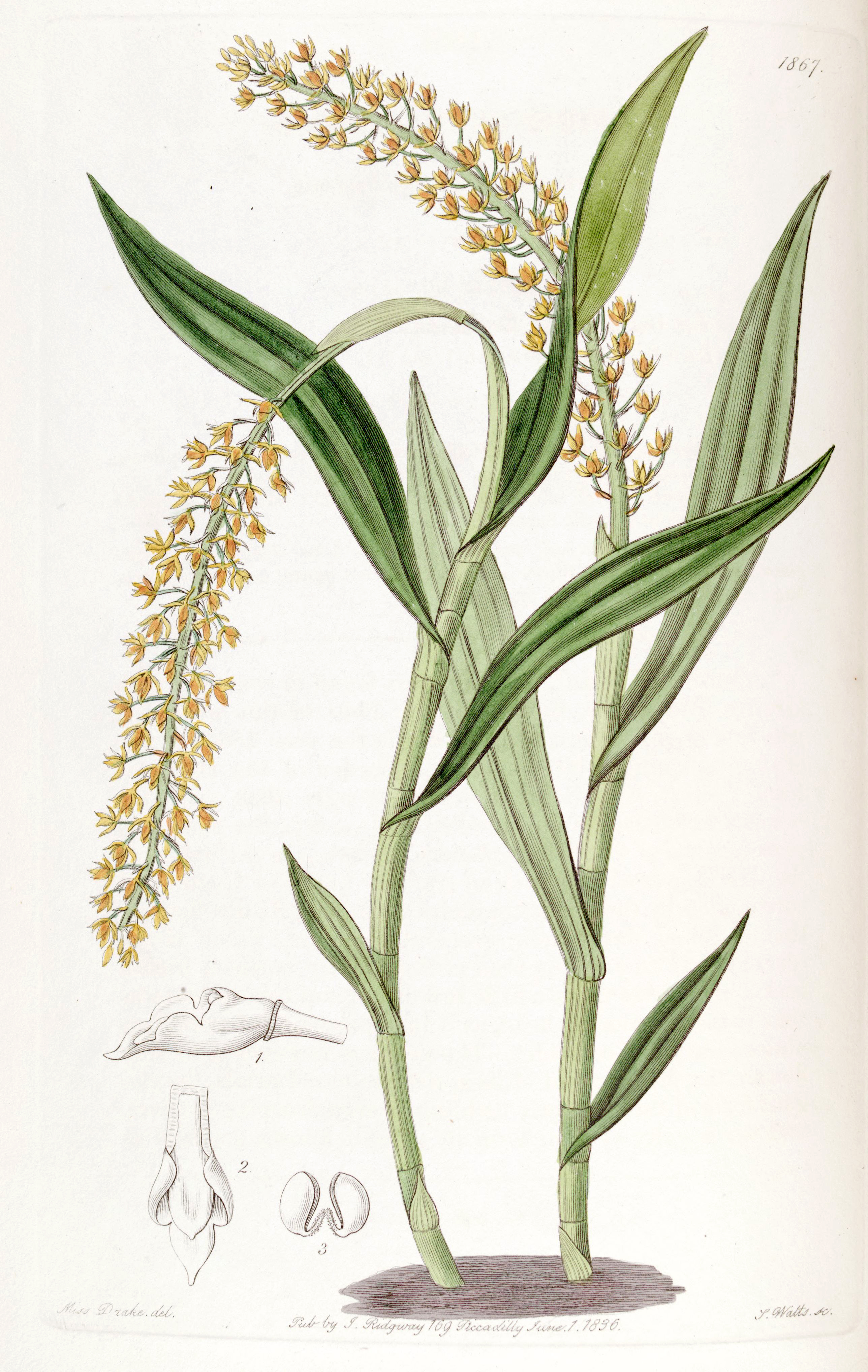
Epidendrum armeniacum

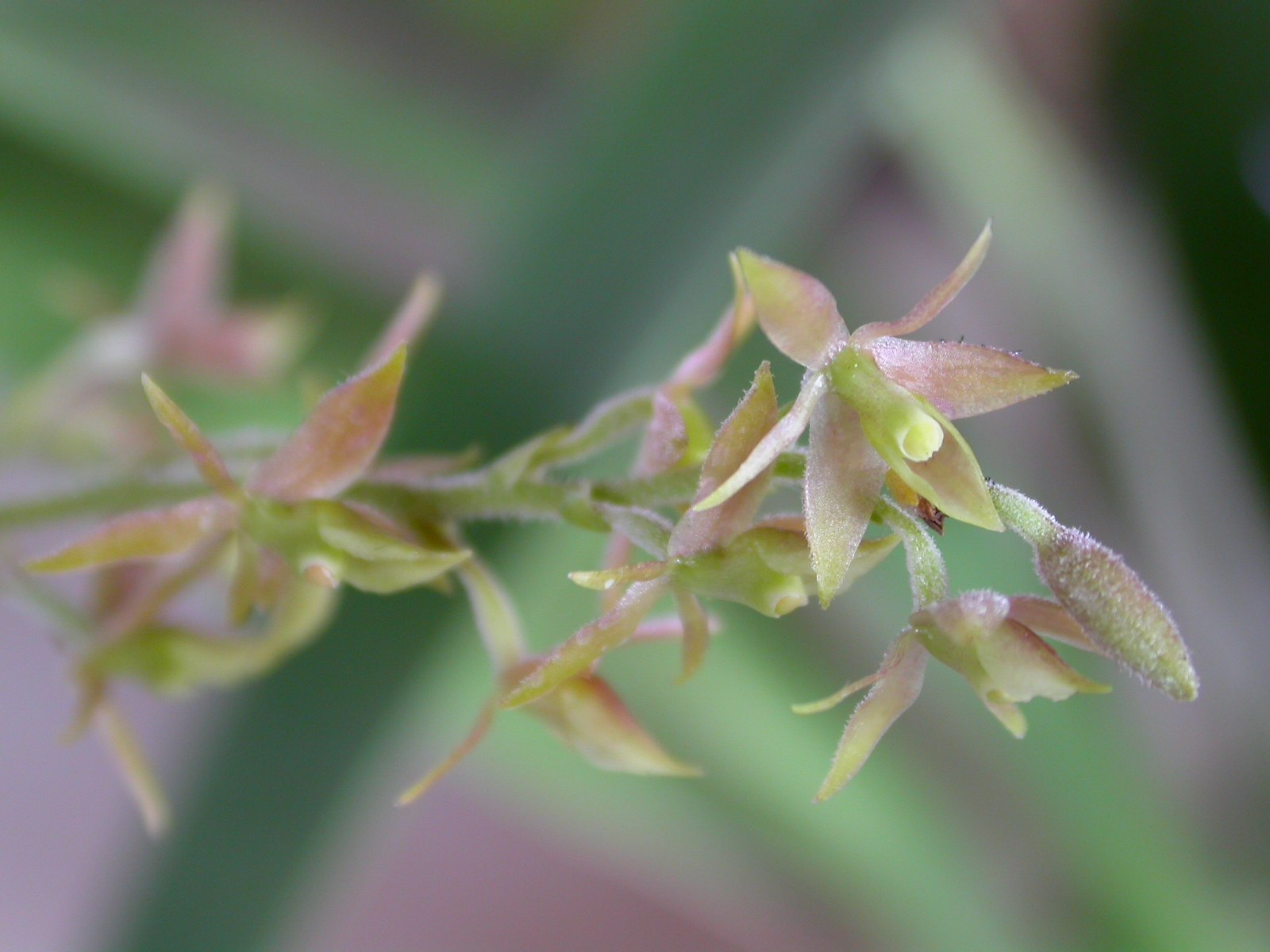
Epidendrum avicula

- Epidendrum abbottii L.Sánchez & Hágsater, 2001
- Epidendrum ackermanii Hágsater, 2004
- Epidendrum acreense (Brieger & Bicalho) Christenson, 1991
- Epidendrum acroamparoanum Hágsater & L.Sánchez, 2006
- Epidendrum acrobatesii Hágsater & Dodson, 2001
- Epidendrum acrorhodum Hágsater & Dodson, 2001
- Epidendrum acroscopeum Hágsater & Dodson, 2006
- Epidendrum acuminatum Ruiz & Pav., 1798
- Epidendrum acutissimum Lindl., 1853
- Epidendrum adamsii Hágsater & Dodson, 1993
- Epidendrum addae Pabst, 1972
- Epidendrum adenoglossum Lindl., 1841
- Epidendrum adnatum Ames & C.Schweinf., 1925
- Epidendrum adolfomorenoi R.Vásquez & Ibisch, 2003
- Epidendrum aenigmaticum Hágsater & Dodson, 2007
- Epidendrum agathosmicum Rchb.f., 1850
- Epidendrum aggregatum Lindl., 1841
- Epidendrum agoyanense Hágsater & Dodson, 1993
- Epidendrum aguaricoense Hágsater & Dodson, 2001
- Epidendrum aguirrei Hágsater, 1999
- Epidendrum alabastrialatum Pollard ex Hágsater (1978
- Epidendrum albertii Schltr., 1923
- Epidendrum albifloroides D.E.Benn. & Christenson, 1998
- Epidendrum albiforum Schltr., 1913
- Epidendrum albomarginatum Rchb.f., 1877
- Epidendrum alejandroi Archila & Chiron, 2011
- Epidendrum alexii Hágsater & Dodson, 1993
- Epidendrum alfaroi Ames & C. Schweinf., 1930
- Epidendrum alfonsopozoi Hágsater & Dodson, 2004
- Epidendrum alfredii Schltr., 1923
- Epidendrum allenii L.O.Williams, 1941
- Epidendrum allisonii Hágsater & Dodson, 2001
- Epidendrum allochronum Hágsater, 1993
- Epidendrum alopecurum Schltr., 1929
- Epidendrum alpicola Rchb.f. & Warsz., 1854
- Epidendrum alpicolonigrense Hágsater & Dodson, 2001
- Epidendrum alpicoloscandens Hágsater & Dodson, 2001
- Epidendrum alsum Ridl., 1886
- Epidendrum althausenii A.D.Hawkes, 1957
- Epidendrum alticola Ames & Correll, 1942
- Epidendrum alvarezdeltoroi Hágsater, 2001
- Epidendrum amapense Hágsater & L.Sánchez, 1993
- Epidendrum amarajiense V.P. Castro & L.C.Menezes, 2009 publ. 2010
- Epidendrum amaruense Hágsater, Collantes e E.Santiago, 2006
- Epidendrum amayense Hágsater, 1999
- Epidendrum amazonicoriifolium Hágsater, 2001
- Epidendrum amblostomoides Hoehne, 1938
- Epidendrum amblyantherum Hágsater & E. Santiago, 2009
- Epidendrum amethystinum Rchb.f., 1867
- Epidendrum ammophilum Barb.Rodr., 1881
- Epidendrum ampelospathum Hágsater & Dodson, 2004
- Epidendrum amphistomum A.Rich. in R.de la Sagra, 1850
- Epidendrum amplexicaule Lindl., 1853
- Epidendrum amplexigastrium Hágsater & Dodson, 1999
- Epidendrum ampliracemum C.Schweinf., 1952
- Epidendrum amplum D.E.Benn. & Christenson, 1998
- Epidendrum anastasioi Hágsater, 1993
- Epidendrum anatipedium L.M.Sánchez & Hágsater, 1993
- Epidendrum anceps Jacq., 1763
- Epidendrum anchinocturnum Hágsater, 1999
- Epidendrum ancirotylosum Hágsater & E. Santiago, 2004
- Epidendrum ancistronum Hágsater & Dodson, 2009
- Epidendrum anderssonii Hágsater & Dodson, 1993
- Epidendrum andinum Carnevali & G.A.Romero in G.A.Romero & G.Carnevali, 2000
- Epidendrum andreettae Hágsater & Dodson, 2004
- Epidendrum andrei Hágsater & L.Sánchez, 1999
- Epidendrum angaritae Hágsater, 1999
- Epidendrum angeloglossum Hágsater & Dodson, 2009
- Epidendrum angustatum (T.Hashim.) Dodson, 1993
- Epidendrum angustilobopaniculatum Hágsater & Dodson, 2001
- Epidendrum angustilobum Fawc. & Rendle, 1909
- Epidendrum angustisegmentum (L.O.Williams) Hágsater, 1999
- Epidendrum angustissimum Lindl., 1853
- Epidendrum anisatum Lex. in P.de La Llave & J.M.de Lexarza, 1825
- Epidendrum anitae Schltr., 1924
- Epidendrum annabellae Nir, 1994
- Epidendrum anoglossoides Ames & C.Schweinf., 1930
- Epidendrum anoglossum Schltr., 1911
- Epidendrum anthoceroides Hágsater & Dodson, 2001
- Epidendrum anthoceros Linden & Rchb.f., 1854
- Epidendrum anthropophorum Rchb.f., 1856
- Epidendrum antillanum Ackerman & Hágsater, 1992
- Epidendrum antonense Hágsater, 1993
- Epidendrum apaganoides D.E.Benn. & Christenson, 1998
- Epidendrum apaganum Mansf., 1928
- Epidendrum apatotylosum Hágsater, 2007
- Epidendrum aporoides F.Lehm. & Kraenzl., 1899
- Epidendrum appendiculatum T.Hashim., 1987
- Epidendrum apuahuense Mansf., 1930
- Epidendrum aquaticoides C.Schweinf., 1943
- Epidendrum aquaticum Lindl., 1843
- Epidendrum arachnoglossum Rchb.f. ex André, 1882
- Epidendrum arbuscula Lindl. in G.Bentham, 1842
- Epidendrum archilarum Chiron., 2011
- Epidendrum ardens Kraenzl., 1906
- Epidendrum arevaloi (Schltr.) Hágsater in R.Escobar (ed.), 1991
- Epidendrum arevaloides Hágsater & Dodson, 2004
- Epidendrum ariasii Hágsater & Dodson, 2004
- Epidendrum aristatum Ackerman & Montalvo, 1986
- Epidendrum aristisepalum Hágsater & Dodson, 2001
- Epidendrum aristoloides Hágsater & Dodson, 2001
- Epidendrum armeniacum Lindl., 1836
- Epidendrum arnoldii Schltr., 1924
- Epidendrum artelirioi Xim.Bols., 2012
- Epidendrum asplundii Hágsater & Dodson, 2001
- Epidendrum astroselaginella Hágsater & E.Santiago, 2007
- Epidendrum atacazoicum Schltr., 1921
- Epidendrum atonum Hágsater & Dodson, 2004
- Epidendrum atrobrunneum Schltr., 1924
- Epidendrum atrorugosum Hágsater, 1999
- Epidendrum atroscriptum Hágsater, 1993
- Epidendrum attenuatum Lindl., 1853
- Epidendrum atwoodchlamys Hágsater, 1999
- Epidendrum atwoodii Hágsater & L.Sánchez, 1999
- Epidendrum atypicum Hágsater & E.Santiago, 2006
- Epidendrum aureoglobiflorum Hágsater & Dodson, 2004
- Epidendrum aurigineum Barringer, 1991 publ. 1992
- Epidendrum avicula Lindl., 1841
- Epidendrum aylacotoglossum Hágsater, 2004
- Epidendrum azulense D.E.Benn. & Christenson, 1998

## B
- Epidendrum badium Hágsater, 1993

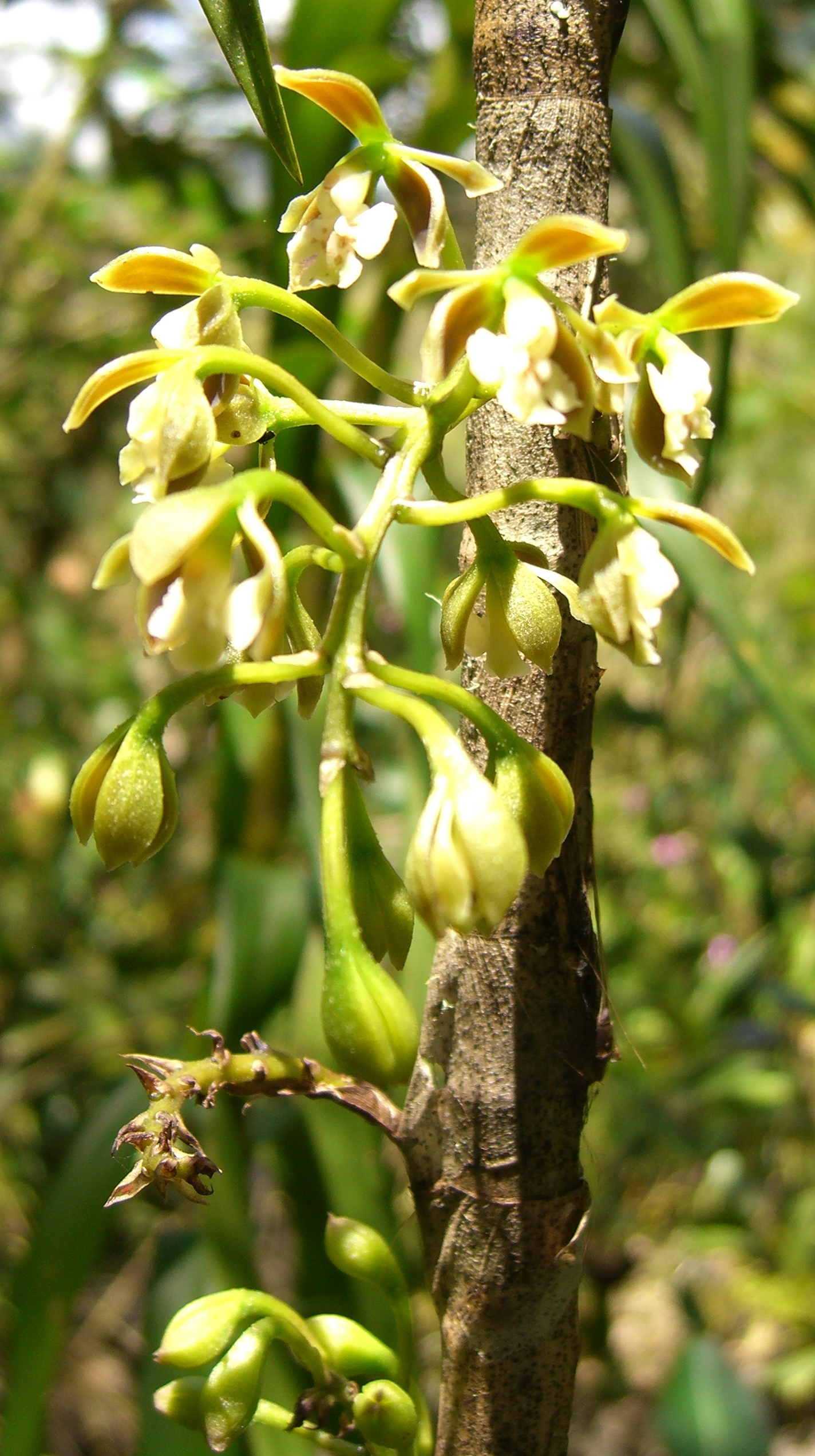
Epidendrum bambusiforme

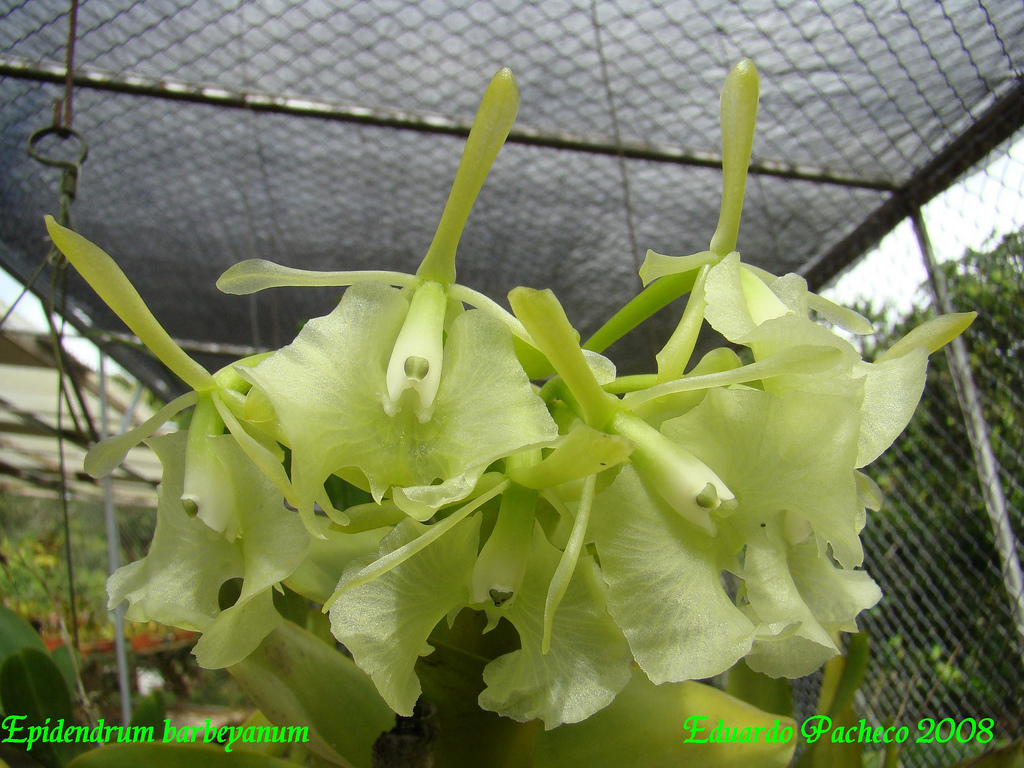
Epidendrum barbeyanum

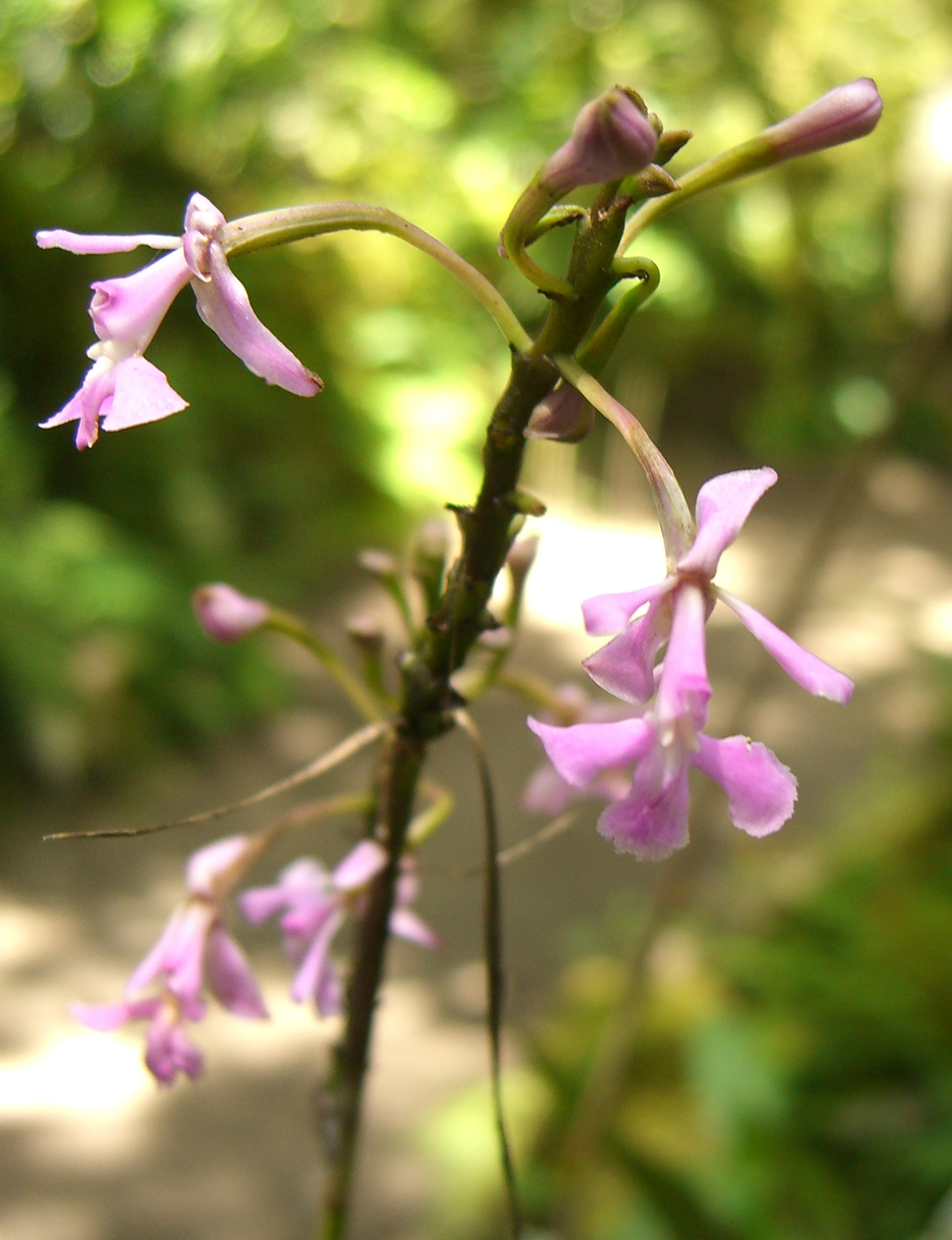
Epidendrum blepharistes

- Epidendrum baezense Hágsater & Dodson, 1993
- Epidendrum bahorucense Hágsater & L.Cerv., 2001
- Epidendrum bakrense Hágsater & G.Cremers, 1999
- Epidendrum ballonii Christenson, 2010
- Epidendrum bambusaceum Schltr., 1921
- Epidendrum bambusiforme Kraenzl., 1916
- Epidendrum bambusitricolor Hágsater & Collantes, 2010
- Epidendrum bangii Rolfe, 1907
- Epidendrum barbae Rchb.f., 1866
- Epidendrum barbaricum Hágsater & Dodson, 2001
- Epidendrum barbeyanum Kraenzl., 1895
- Epidendrum batesii Dodson, 1980
- Epidendrum baumannianum Schltr., 1920
- Epidendrum beharorum Hágsater, 1993
- Epidendrum belloi Hágsater, 1999
- Epidendrum bennettii Dodson, 1989
- Epidendrum berbicense Hágsater & L. Sanchez, 2009
- Epidendrum berkeleyi (Rolfe) Baptista, 2005
- Epidendrum bernoullii Rchb.f. ex Hágsater & L. Sanchez, 2009
- Epidendrum betimianum Barb.Rodr., 1881
- Epidendrum bianthogastrium Hágsater & Dodson, 2001
- Epidendrum bicirrhatum D.E.Benn. & Christenson, 1998
- Epidendrum bicuniculatum Hágsater & E. Santiago, 2007
- Epidendrum bidens D.E.Benn. & Christenson, 2001
- Epidendrum bifarium Sw., 1799
- Epidendrum biforatum Lindl., 1844
- Epidendrum bilobatum Ames, 1924
- Epidendrum birostratum C.Schweinf., 1943
- Epidendrum bispathulatum Hágsater, O.Pérez & E.Santiago, 2010
- Epidendrum bisulcatum Ames, 1923
- Epidendrum bivalve Lindl., 1853
- Epidendrum blancheanum Urb., 1922
- Epidendrum blepharichilum Kraenzl., 1916
- Epidendrum blepharistes Barker ex Lindl., 1844
- Epidendrum blepharoclinium Rchb.f., 1876
- Epidendrum boekei Hágsater, 2009
- Epidendrum bogotense Schltr., 1924
- Epidendrum bolbophylloides F.Lehm. & Kraenzl., 1899
- Epidendrum bolivianum Schltr., 1912
- Epidendrum bonitense Hágsater & Dodson, 1993
- Epidendrum borchsenii Hágsater & Dodson, 2001
- Epidendrum boricuarum Hágsater & L.Sánchez, 1993
- Epidendrum boricuomutelianum Hágsater & L.Sánchez, 2004
- Epidendrum boscoense Hágsater & Dodson, 2001
- Epidendrum boylei Hágsater & Dodson, 2001
- Epidendrum braccigerum Rchb.f., 1877
- Epidendrum brachyanthum Hágsater & Dodson, 2004
- Epidendrum brachyblastum Hágsater & Dodson, 2004
- Epidendrum brachybotrys Ackerman & Montalvo, 1986
- Epidendrum brachybulbum F.Lehm. & Kraenzl., 1899
- Epidendrum brachyclinium Hágsater & García-Cruz, 1999
- Epidendrum brachycorymbosum Hágsater & Dodson, 2004
- Epidendrum brachyglossum Lindl., 1844
- Epidendrum brachypodum Hágsater, 2004
- Epidendrum brachyrepens Hágsater, 1999
- Epidendrum brachyschistum Schltr., 1924
- Epidendrum brachystele Schltr., 1916
- Epidendrum bracteolatum C.Presl, 1827
- Epidendrum bracteostigma Hágsater & García-Cruz, 1999
- Epidendrum bracteosum Ames & C.Schweinf., 1930
- Epidendrum bractiacuminatum Hágsater & Dodson, 1999
- Epidendrum brassivoliforme F.Lehm. & Kraenzl., 1899
- Epidendrum brenesii Schltr., 1923
- Epidendrum brevicaule Schltr., 1921
- Epidendrum brevicernuum Hágsater & Dodson, 2001
- Epidendrum brevivenioides Hágsater & Dodson, 2001
- Epidendrum brevivenium Lindl., 1853
- Epidendrum bryophilum Hágsater & Dodson, 2001
- Epidendrum bucararicense Kraenzl., 1920
- Epidendrum buchtienii Schltr., 1912
- Epidendrum buenaventurae F.Lehm. & Kraenzl., 1899
- Epidendrum bugabense Hágsater, 1993
- Epidendrum bungerothii Schltr., 1924
- Epidendrum burtonii D.E.Benn. & Christenson, 2001

## C

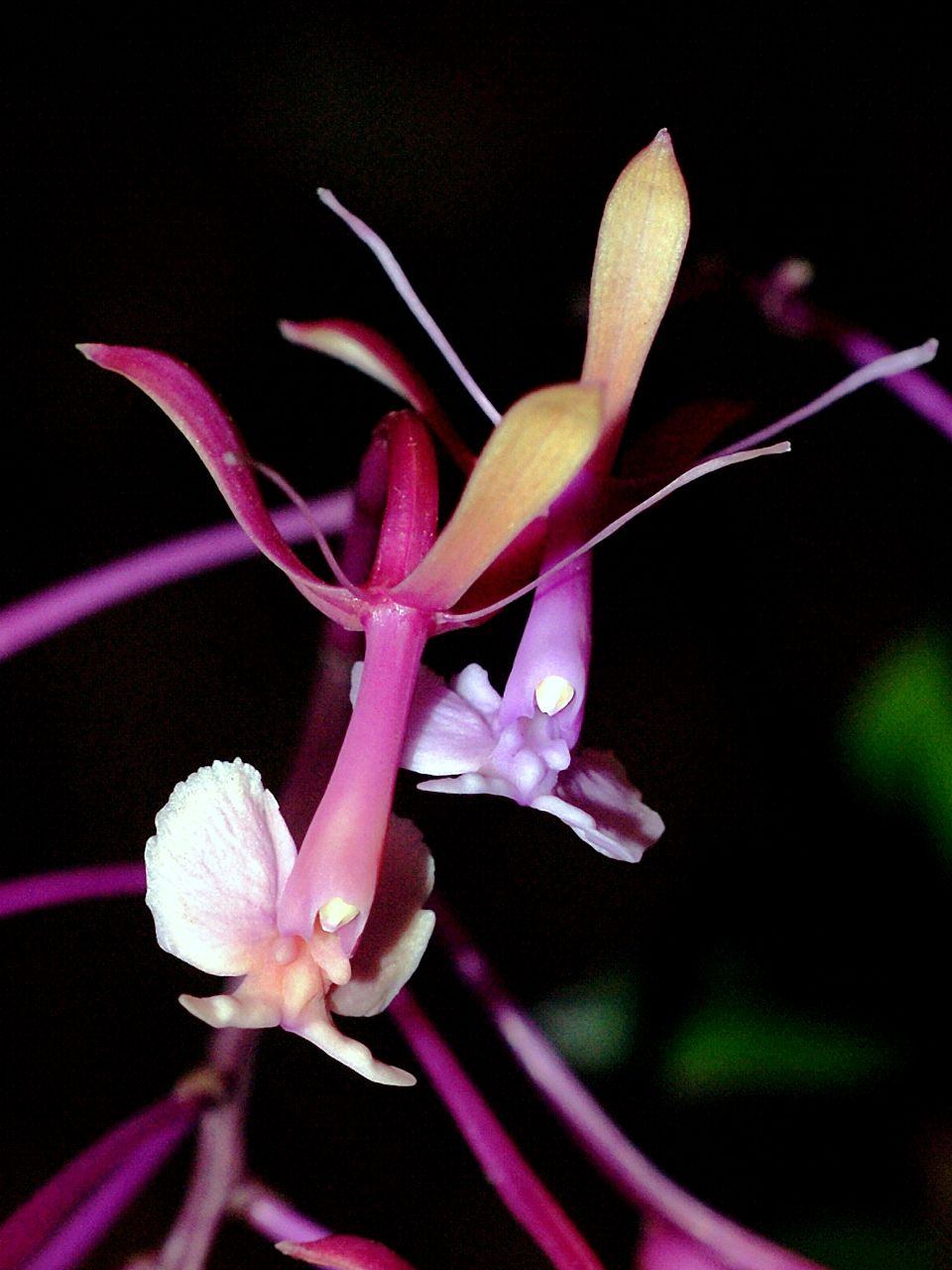
Epidendrum capricornu

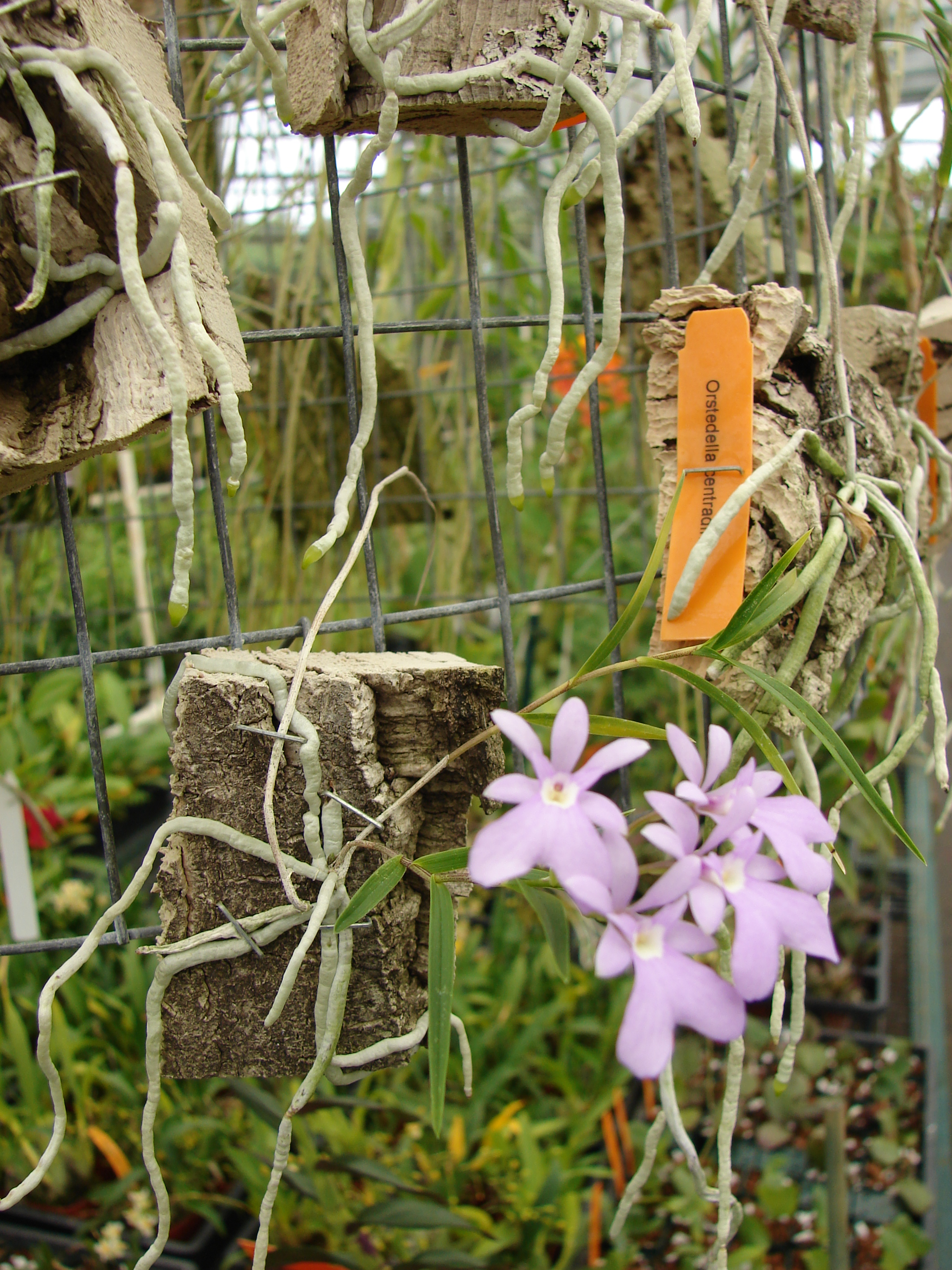
Epidendrum centropetalum

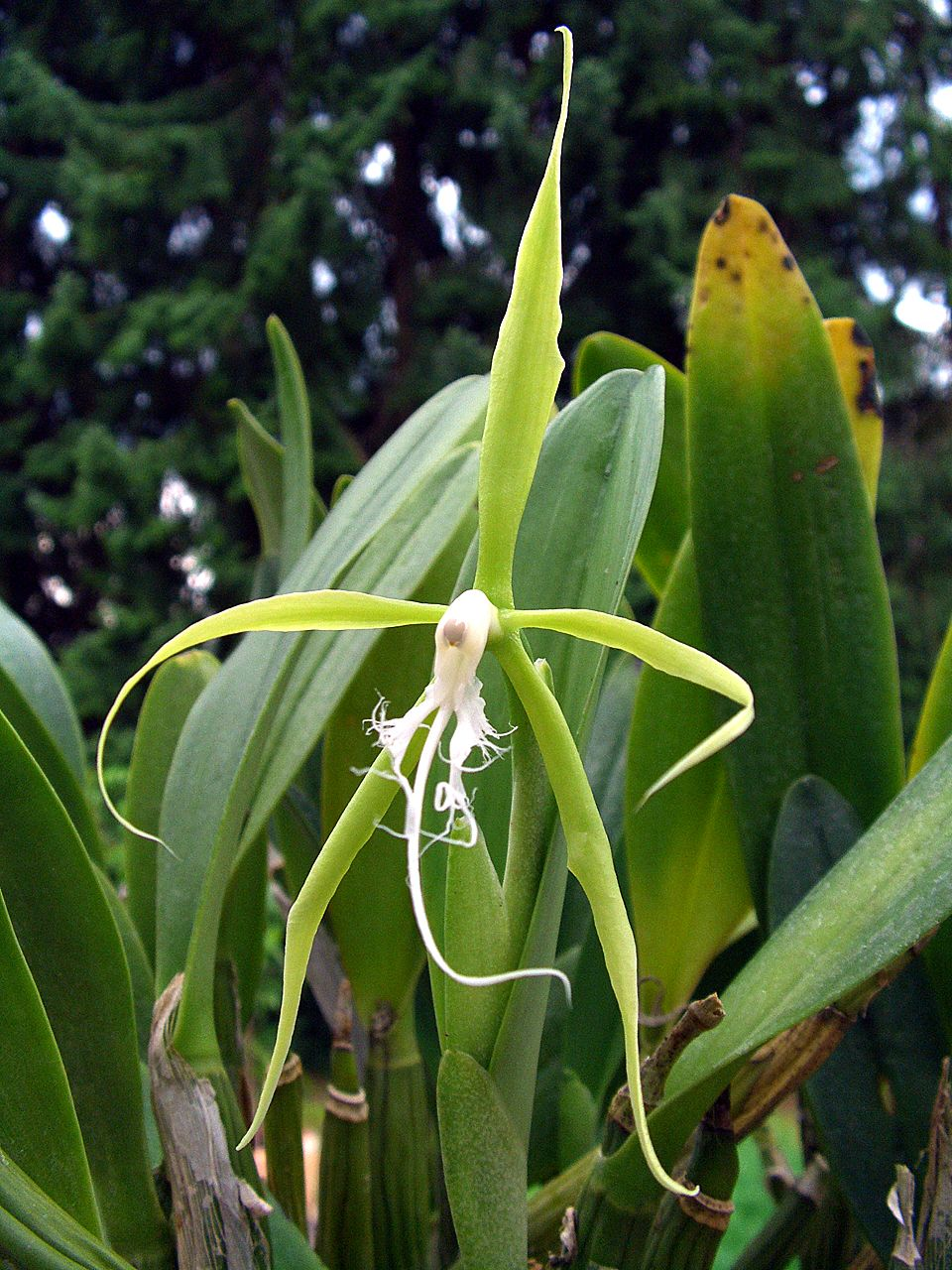
Epidendrum ciliare

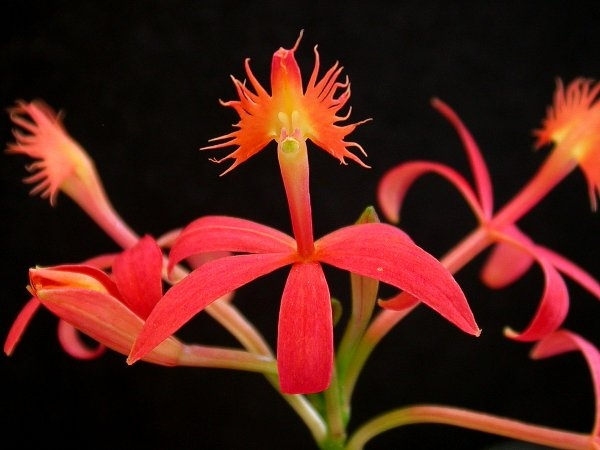
Epidendrum cinnabarinum

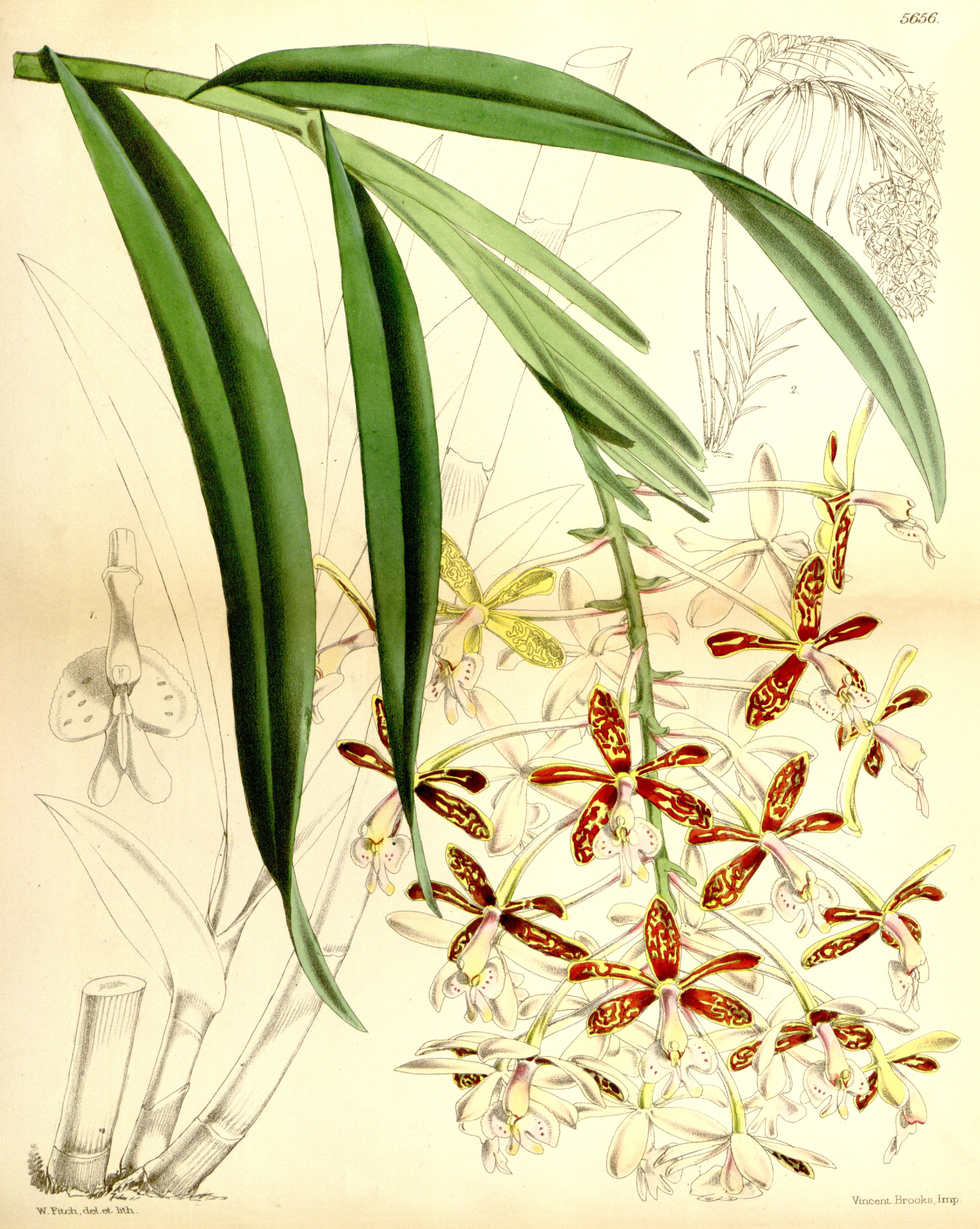
Epidendrum cnemidophorum

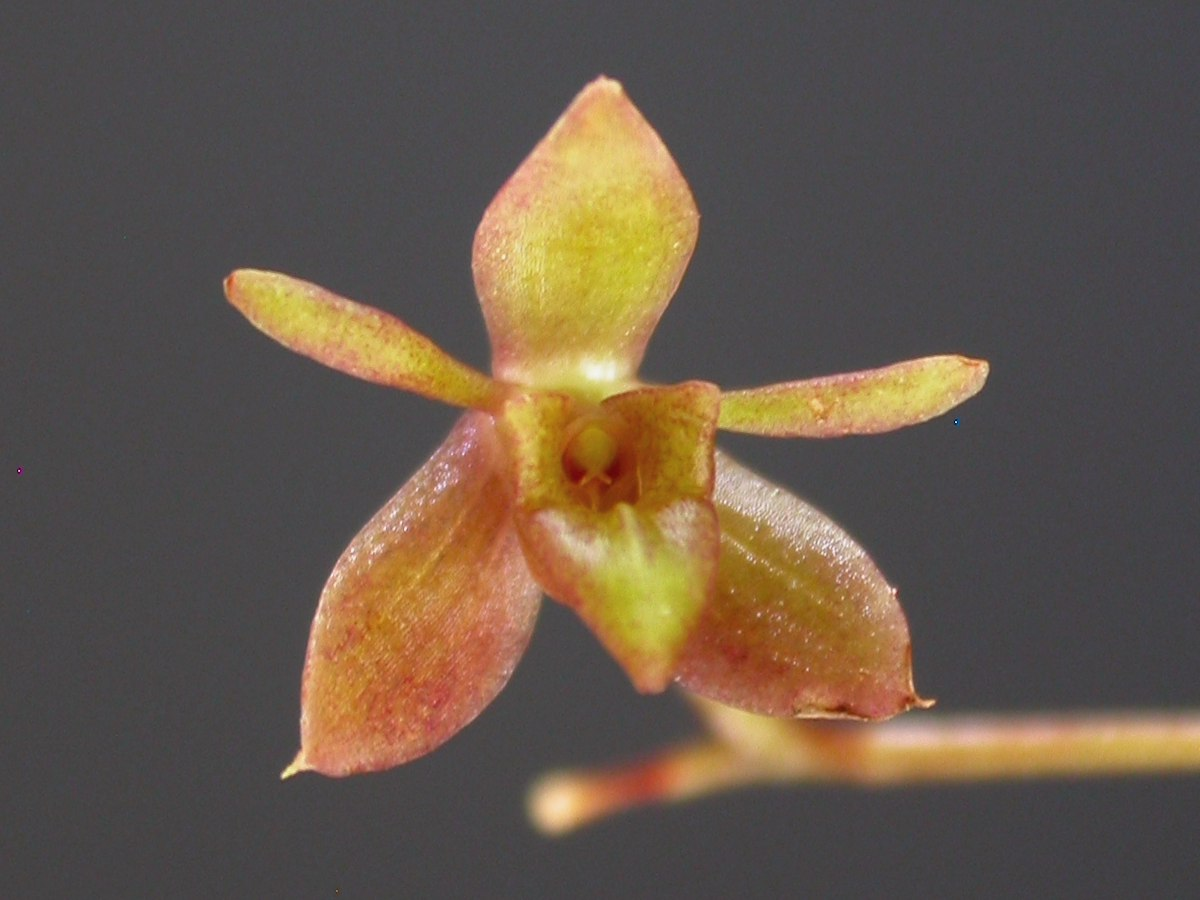
Epidendrum compressum

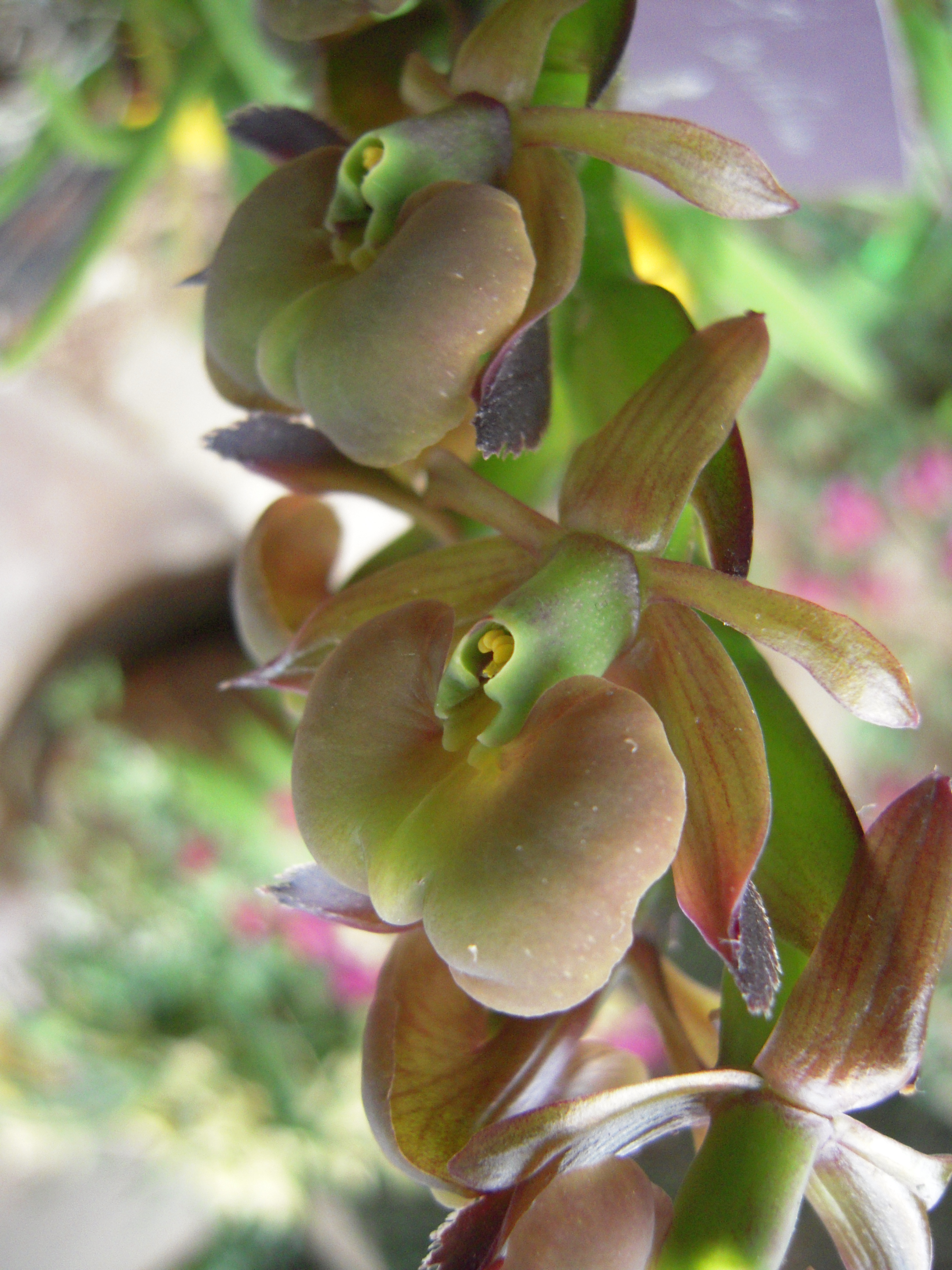
Epidendrum coriifolium

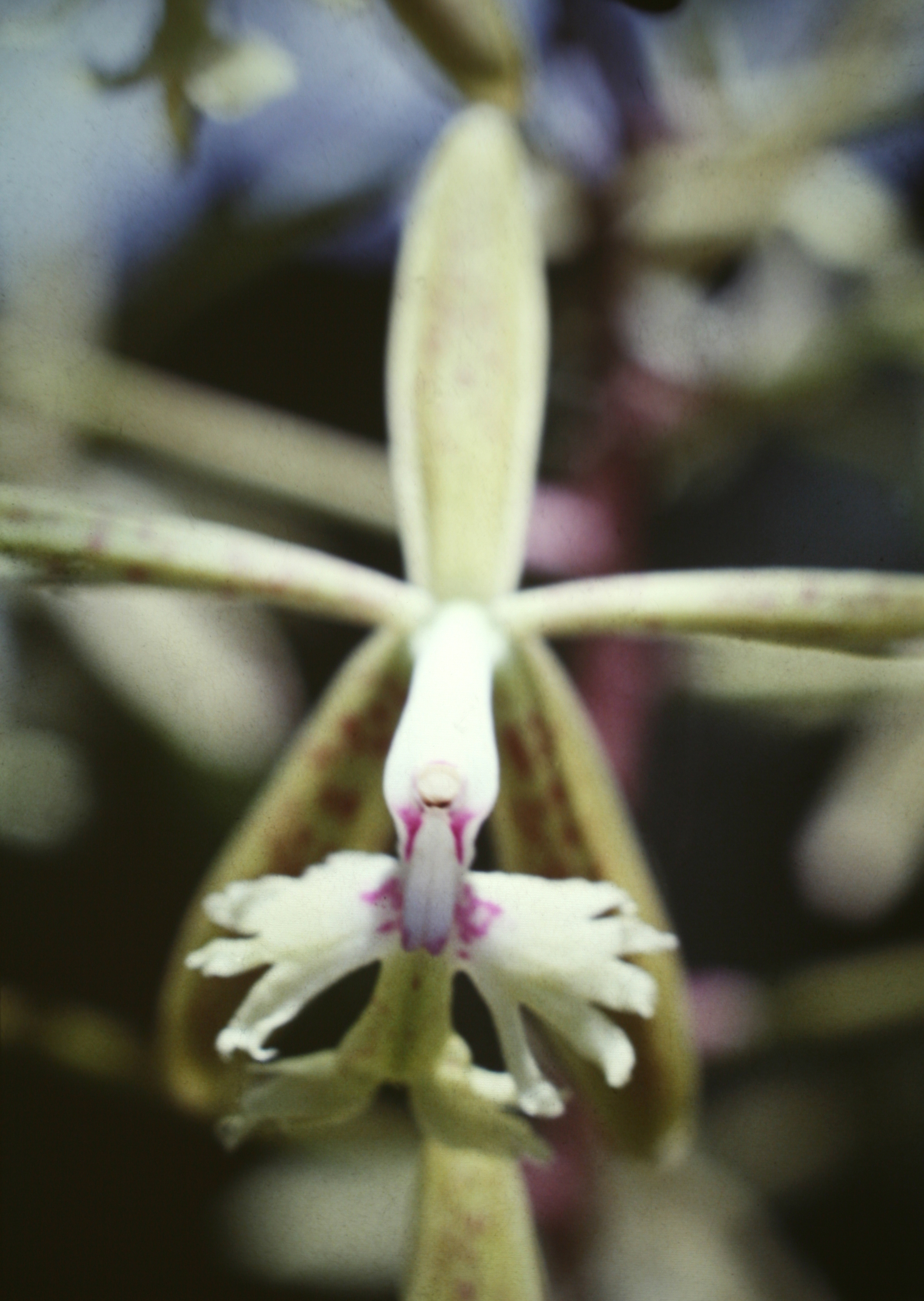
Epidendrum cristatum

- Epidendrum caeciliae P.Ortiz & Hágsater, 2005
- Epidendrum caesaris Hágsater & E. Santiago, 2007
- Epidendrum calacaliense Hágsater & Dodson, 2001
- Epidendrum calagrense Hágsater & Dodson, 2001
- Epidendrum calanthum Rchb.f. & Warsz., 1854
- Epidendrum caldense Barb.Rodr., 1881
- Epidendrum caligarium Rchb.f., 1869
- Epidendrum calimanianum V.P. Castro, 2008
- Epidendrum callobotrys Kraenzl., 1911
- Epidendrum caloglossum Schltr., 1921
- Epidendrum caluerorum Hágsater, 1993
- Epidendrum calyptratoides Hágsater & Dodson, 2001
- Epidendrum calyptratum F.Lehm. & Kraenzl., 1899
- Epidendrum camilo-diazii Hágsater & Chocce, 2010
- Epidendrum campaccii Hágsater & L.Sánchez, 1993
- Epidendrum campbellstigma Hágsater & García-Cruz, 1999
- Epidendrum campestre Lindl., 1844
- Epidendrum campii Hágsater & Dodson, 2004
- Epidendrum camposii Hágsater, 1993
- Epidendrum campyloglossum P.Ortiz & Hágsater, 1999
- Epidendrum campylorhachis Hágsater & Dodson, 2004
- Epidendrum campylostele Hágsater & R.Vásquez, 2004
- Epidendrum cancanae (P.Ortiz) Hágsater, 2005
- Epidendrum candelabrum Hágsater, 1988
- Epidendrum caparaoense W.Forst & V.C.Souza, 2007
- Epidendrum capitellatum C.Schweinf., 1943
- Epidendrum capricornu Kraenzl., 1916
- Epidendrum caquetanum Schltr., 1924
- Epidendrum carautaense Hágsater & L.Sánchez, 2009
- Epidendrum carchiense Hágsater & Dodson, 1993
- Epidendrum cardenasii Hágsater, 1999
- Epidendrum cardiobatesii Hágsater & Dodson, 2004
- Epidendrum cardiochilum L.O.Williams, 1940
- Epidendrum cardiodontatum Hágsater & Dodson, 2010
- Epidendrum cardioepichilum Hágsater, D.Trujillo & E.Santiago, 2008
- Epidendrum cardioglossum Rchb.f., 1850
- Epidendrum cardiophorum Schltr., 1911
- Epidendrum cardiophyllum Kraenzl., 1906
- Epidendrum caribiorum Ackerman & Acev.-Rodr., 2012
- Epidendrum carmelense Hágsater & Dodson, 1993
- Epidendrum carnevalii Hágsater & L.Sánchez, 1999
- Epidendrum carnosiflorum C.Schweinf., 1943
- Epidendrum carolii Schltr., 1923
- Epidendrum carpishense Hágsater, D.Trujillo & E.Santiago, 2009
- Epidendrum carpophorum Barb.Rodr., 1882
- Epidendrum cartilaginiflorum Rchb.f., 1878
- Epidendrum carvalhoi Toscano, 2000
- Epidendrum catillus Rchb.f. & Warsz., 1854
- Epidendrum cauliflorum Lindl., 1838
- Epidendrum caurense Carnevali & G.A.Romero, 1992
- Epidendrum caveroi D.E.Benn. & Christenson, 1998
- Epidendrum celicense Hágsater & Dodson, 2004
- Epidendrum centronum Hágsater & Dodson, 2009
- Epidendrum centropetalum Rchb.f., 1852
- Epidendrum cereiflorum Garay & Dunst., 1965
- Epidendrum cerinum Schltr., 1918
- Epidendrum cernuum Kunth, 1816
- Epidendrum cesar-fernandezii Carnevali & I.Ramírez, 2003
- Epidendrum chalcochromum Hágsater, 2006
- Epidendrum chanchamayodifforme Hágsater & L.Sánchez, 1999
- Epidendrum chaoticum Hágsater & E.Santiago, 2009
- Epidendrum chaparense Dodson & R.Vásquez, 1989
- Epidendrum chaquirense Hágsater & L.Sánchez, 2004
- Epidendrum charpinii Hágsater & E.Santiago, 2010
- Epidendrum chauvetii Hágsater & L.Sánchez, 1999
- Epidendrum chiguindense Hágsater & Dodson, 2004
- Epidendrum chimalapense Hágsater & Salazar, 1999
- Epidendrum chimantense Hágsater & Carnevali, 1993
- Epidendrum chinchaoense Hágsater, D.Trujillo & E.Santiago, 2009
- Epidendrum chioneoides Carnevali & G.A.Romero, 2000
- Epidendrum chioneum Lindl., 1845
- Epidendrum chiquiribambense Hágsater & Dodson, 2009
- Epidendrum chirripoense Hágsater, 1993
- Epidendrum chloe Rchb.f., 1856
- Epidendrum chlorinum Barb.Rodr., 1881
- Epidendrum chlorops Rchb.f., 1880
- Epidendrum chogoncolonchense Hágsater & Dodson, 1993
- Epidendrum chortophyllum Schltr., 1921
- Epidendrum chrysanthum Hágsater & Dodson, 2001
- Epidendrum chrysomyristicum Hágsater & E.Santiago, 2004
- Epidendrum churunense Garay & Dunst., 1965
- Epidendrum chuspipatense Hágsater & R.Vásquez, 2004
- Epidendrum ciliare L., 1759
- Epidendrum ciliipetalum Hágsater & E.Santiago, 2007
- Epidendrum cilioccidentale Hágsater & L.Sánchez, 2008
- Epidendrum cinnabarinum Salzm. ex Lindl., 1831
- Epidendrum circinatum Ames, 1924
- Epidendrum cirrhochiloides Hágsater & E.Santiago, 2008
- Epidendrum cirrhochilum F.Lehm. & Kraenzl., 1899
- Epidendrum cirrhohirtzii Hágsater & E.Santiago, 2010
- Epidendrum citrochlorinum Hágsater & Dodson, 2004
- Epidendrum citrosmum Hágsater, 1988
- Epidendrum clarkii Hágsater & E.Santiago, 2010
- Epidendrum claviculatum W.Wright, 1787
- Epidendrum cleefii Hágsater & E.Santiago, 2009
- Epidendrum cleistocoleum Hágsater & E.Santiago, 2004
- Epidendrum cleistogastrium Hágsater & Dodson, 2001
- Epidendrum clowesii Bateman ex Lindl., 1844
- Epidendrum cnemidophorum Lindl., 1853
- Epidendrum cochabambanum Dodson & R.Vásquez, 1989
- Epidendrum cochlidium Lindl., 1840
- Epidendrum cocleense Ames, F.T.Hubb. & C.Schweinf., 1936
- Epidendrum cocoense Hágsater, 1999
- Epidendrum cocornocturnum Hágsater, 1999
- Epidendrum cogniauxianum Hoehne, 1949
- Epidendrum colliculosum Hágsater & E.Santiago, 2004
- Epidendrum colombianum A.D.Hawkes, 1957).
- Epidendrum commelinispathum Carnevali & I.Ramírez, 2000
- Epidendrum commelinoides Schltr., 1920
- Epidendrum compressibulbum D.E.Benn. & Christenson, 1998).
- Epidendrum compressum Griseb., 1864
- Epidendrum concavilabium C.Schweinf., 1937
- Epidendrum condorense Hágsater & Dodson, 2004
- Epidendrum confertum Ames & C.Schweinf., 1930
- Epidendrum congestum Rolfe, 1913
- Epidendrum connatum Hágsater & E.Santiago, 2004
- Epidendrum constricolumna Hágsater, Chocce & E.Santiago, 2009
- Epidendrum convergens Garay & Dunst., 1965
- Epidendrum cooperianum Bateman, 1867
- Epidendrum coordinatum Rchb.f., 1876
- Epidendrum corallinum Hágsater, 2009
- Epidendrum cordatum Ruiz & Pav., 1798
- Epidendrum cordiforme C.Schweinf., 1940
- Epidendrum coriifolium Lindl., 1851
- Epidendrum cornanthera F.Lehm. & Kraenzl., 1899
- Epidendrum cornicallosum Foldats, 1969
- Epidendrum cornutum Lindl., 1841
- Epidendrum coronatum Ruiz & Pav., 1798
- Epidendrum corymbosum Ruiz & Pav., 1798
- Epidendrum coryophorum (Kunth) Rchb.f. in W.G.Walpers, 1862
- Epidendrum costanense Hágsater & Carnevali, 1993
- Epidendrum costatum A.Rich. & Galeotti, 1845
- Epidendrum cotacachiense Hágsater & Dodson, 2009
- Epidendrum cottoniiflorum (Rchb.f.) Hágsater, 1991
- Epidendrum coxianum Rchb.f., 1877
- Epidendrum crassinervium Kraenzl., 1905
- Epidendrum crassum C.Schweinf., 1952
- Epidendrum cremersii Hágsater & L.Sánchez, 1999
- Epidendrum crenulidifforme L.Sánchez & Hágsater, 2001
- Epidendrum crescentilobum Ames, 1923
- Epidendrum criniferum Rchb.f., 1871
- Epidendrum cristatum Ruiz & Pav., 1798
- Epidendrum croatii Hágsater, 1999
- Epidendrum croceum Ruiz & Pav., 1798
- Epidendrum cruciforme Hágsater & E.Santiago, 2006
- Epidendrum cryptanthum L.O.Williams, 1942
- Epidendrum cryptorhachis Hágsater, 2006
- Epidendrum cuatrecasasii Garay, 1956
- Epidendrum cuchibambae F.Lehm. & Kraenzl., 1899
- Epidendrum cuencanum Schltr., 1921
- Epidendrum cuicochaense Hágsater & Dodson, 2009
- Epidendrum culmiforme Schltr., 1912
- Epidendrum cuneatoides Dodson ex Hágsater, 1993
- Epidendrum cuneatum Schltr., 1912
- Epidendrum cuniculatum Schltr., 1921
- Epidendrum cupreum F.Lehm. & Kraenzl., 1899
- Epidendrum curtisii A.D.Hawkes, 1957
- Epidendrum curvisepalum Hágsater & Dressler, 1993
- Epidendrum cusii Hágsater, 1978
- Epidendrum cuyujense Hágsater & Dodson, 2001
- Epidendrum cyclolobum Hágsater & E.Santiago, 2006
- Epidendrum cyclopterum Schltr., 1920
- Epidendrum cyclotylosum Hágsater, 2004
- Epidendrum cylindraceum Lindl., 1844
- Epidendrum cylindrostachys Rchb.f. & Warsz., 1854
- Epidendrum cylindrostenophyllum Hágsater & Dodson, 2001
- Epidendrum cymbiglossum Hágsater, 1993
- Epidendrum cystosum Ames, 1934

## D

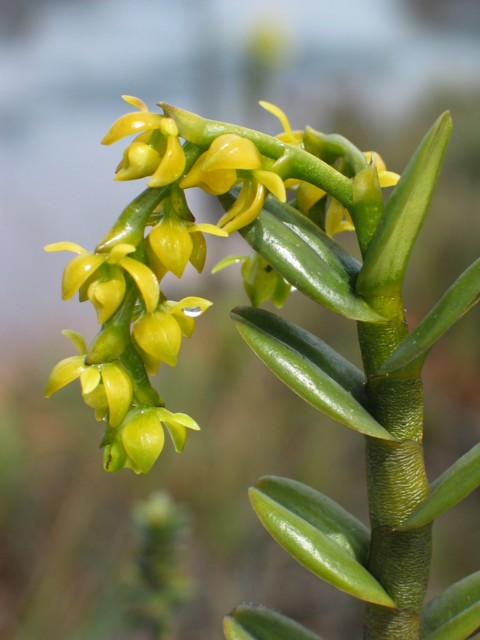
Epidendrum dendrobioides

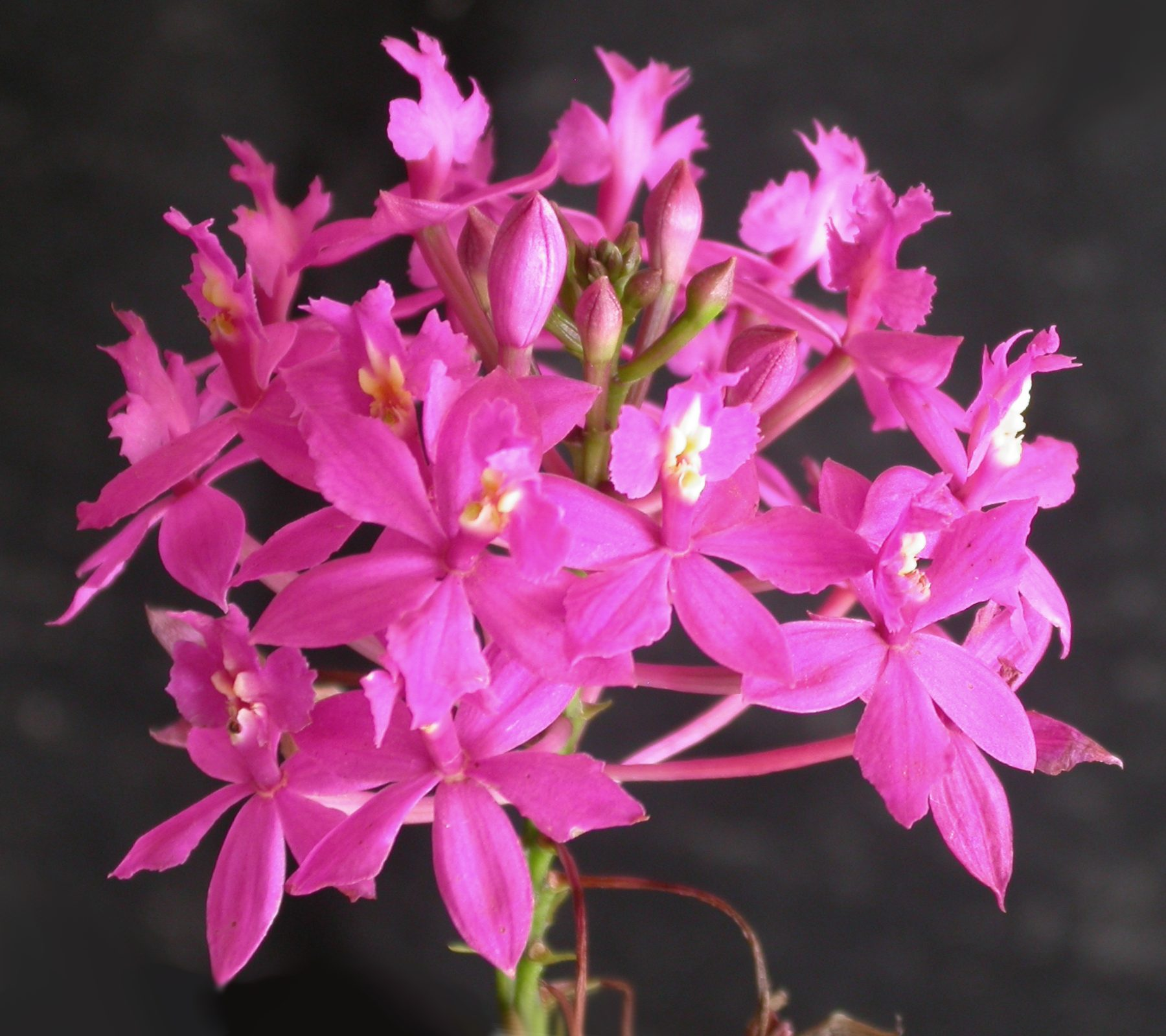
Epidendrum denticulatum

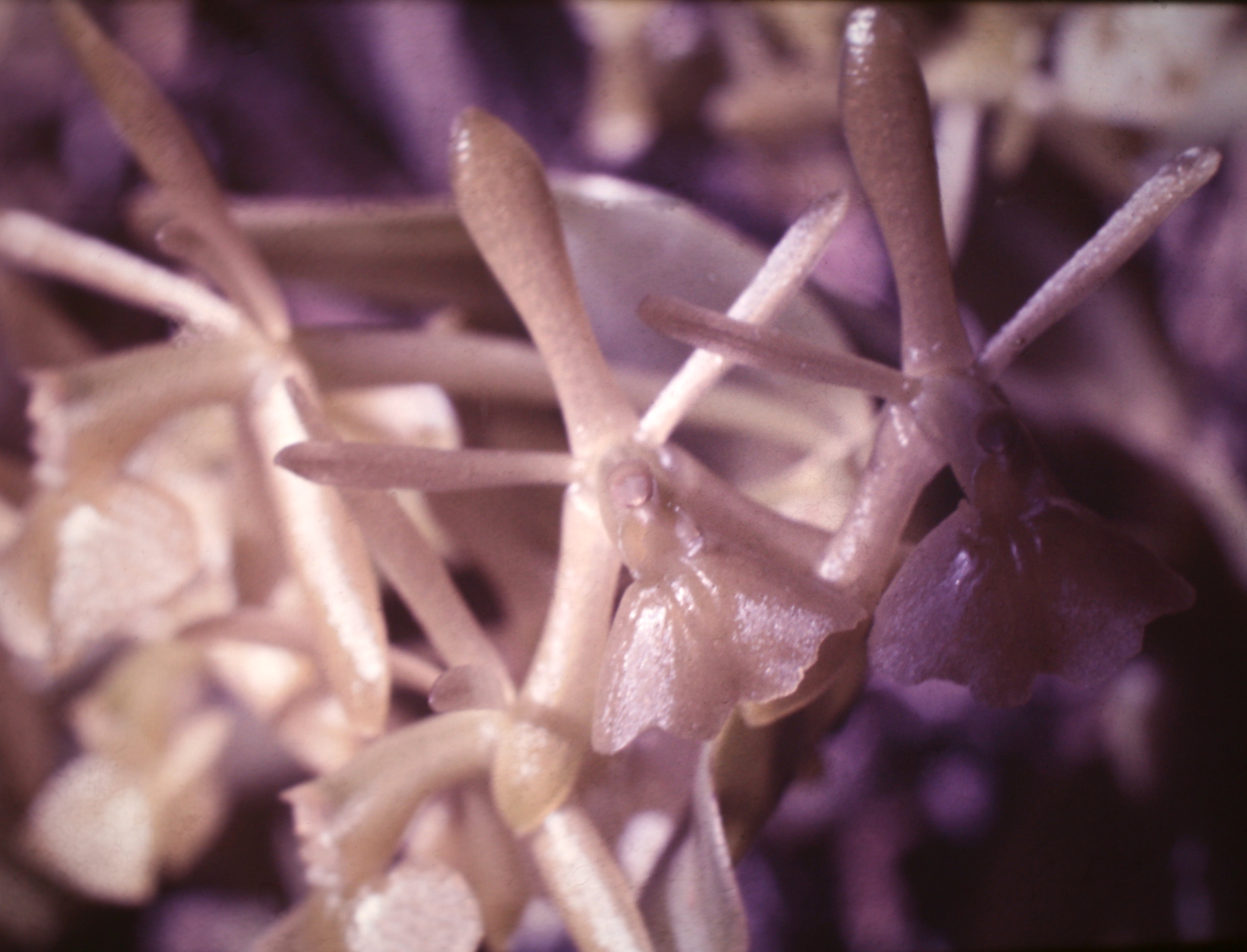
Epidendrum difforme

- Epidendrum dactyloclinium Hágsater & Dodson, 2001
- Epidendrum dactylodes Rchb.f. ex Hágsater, 2009
- Epidendrum dalessandroi Hágsater & Dodson, 2001
- Epidendrum dalstromii Dodson, 1984
- Epidendrum dasyanthum Hágsater, 2008
- Epidendrum davidsei Hágsater, 1993
- Epidendrum decurviflorum Schltr., 1920
- Epidendrum degranvillei Hágsater & L.Sánchez, 2010
- Epidendrum dejeaniae Chiron, Hágsater & L.Sánchez, 2006
- Epidendrum delcastilloi D.E.Benn. & Christenson, 1998
- Epidendrum deltogastropodium Hágsater & E.Santiago, 2004
- Epidendrum deltoglossum Garay & Dunst., 1966
- Epidendrum dendrobii Rchb.f., 1850
- Epidendrum dendrobioides Thunb., 1818
- Epidendrum densiflorum Hook., 1840
- Epidendrum densifolium Kraenzl., 1905
- Epidendrum denticulatum Barb.Rodr., 1881
- Epidendrum dentilobum Ames, F.T.Hubb. & C.Schweinf., 1935
- Epidendrum dermatanthum Kraenzl., 1905
- Epidendrum dialychilum Hágsater & Dodson, 1993
- Epidendrum dialyrhombicum Hágsater & Dodson, 2001
- Epidendrum dichaeoides Carnevali & G.A.Romero, 1992
- Epidendrum dichotomum C.Presl, 1827
- Epidendrum difforme Jacq., 1760
- Epidendrum diffusum Sw., 1788
- Epidendrum dilochioides L.O.Williams, 1940
- Epidendrum diommum Hágsater & Chocce, 2009
- Epidendrum diothonaeoides Schltr., 1916
- Epidendrum diphyllum Schltr., 1920
- Epidendrum dipus Lindl., 1845
- Epidendrum discoidale Lindl., 1853
- Epidendrum dixiorum Hágsater, 1993
- Epidendrum dodii L.Sánchez & Hágsater, 2001
- Epidendrum dodsonii Hágsater & E.Santiago, 2004
- Epidendrum dolichochlamys Hágsater & E.Santiago, 2006
- Epidendrum dolichorhachis Hágsater & Dodson, 2004
- Epidendrum dorsocarinatum Hágsater, 1984
- Epidendrum dosbocasense Hágsater, 1992
- Epidendrum dressleri Hágsater, 1987
- Epidendrum dugandianum A.D.Hawkes, 1957
- Epidendrum dunstervillei A.D.Hawkes, 1957
- Epidendrum dunstervilleorum Foldats, 1967
- Epidendrum durum Lindl., 1841
- Epidendrum dwyeri Hágsater, 1993
- Epidendrum dwyerioides Hágsater & E.Santiago, 2007

## E
- Epidendrum eburneum Rchb.f., 1867

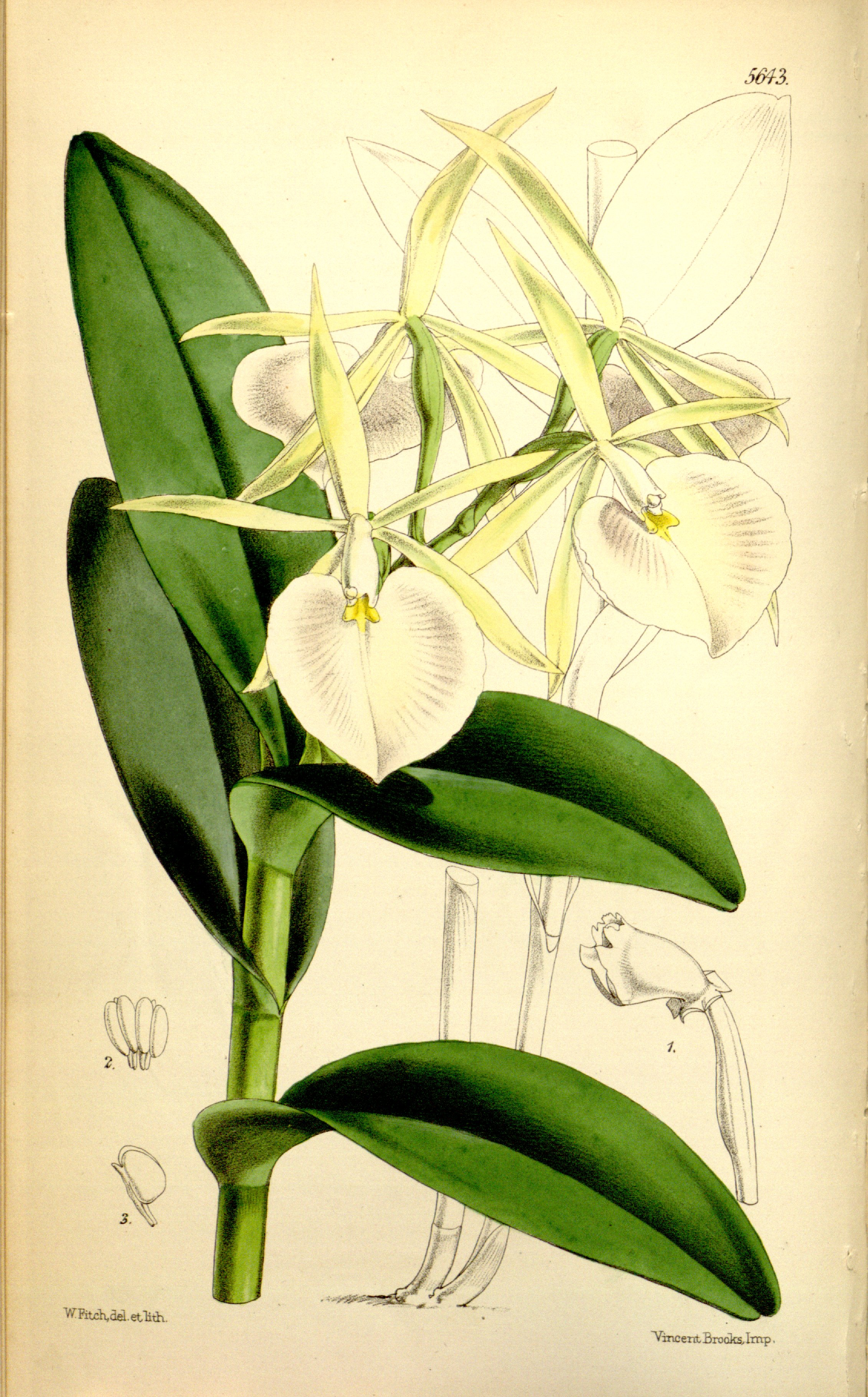
Epidendrum eburneum

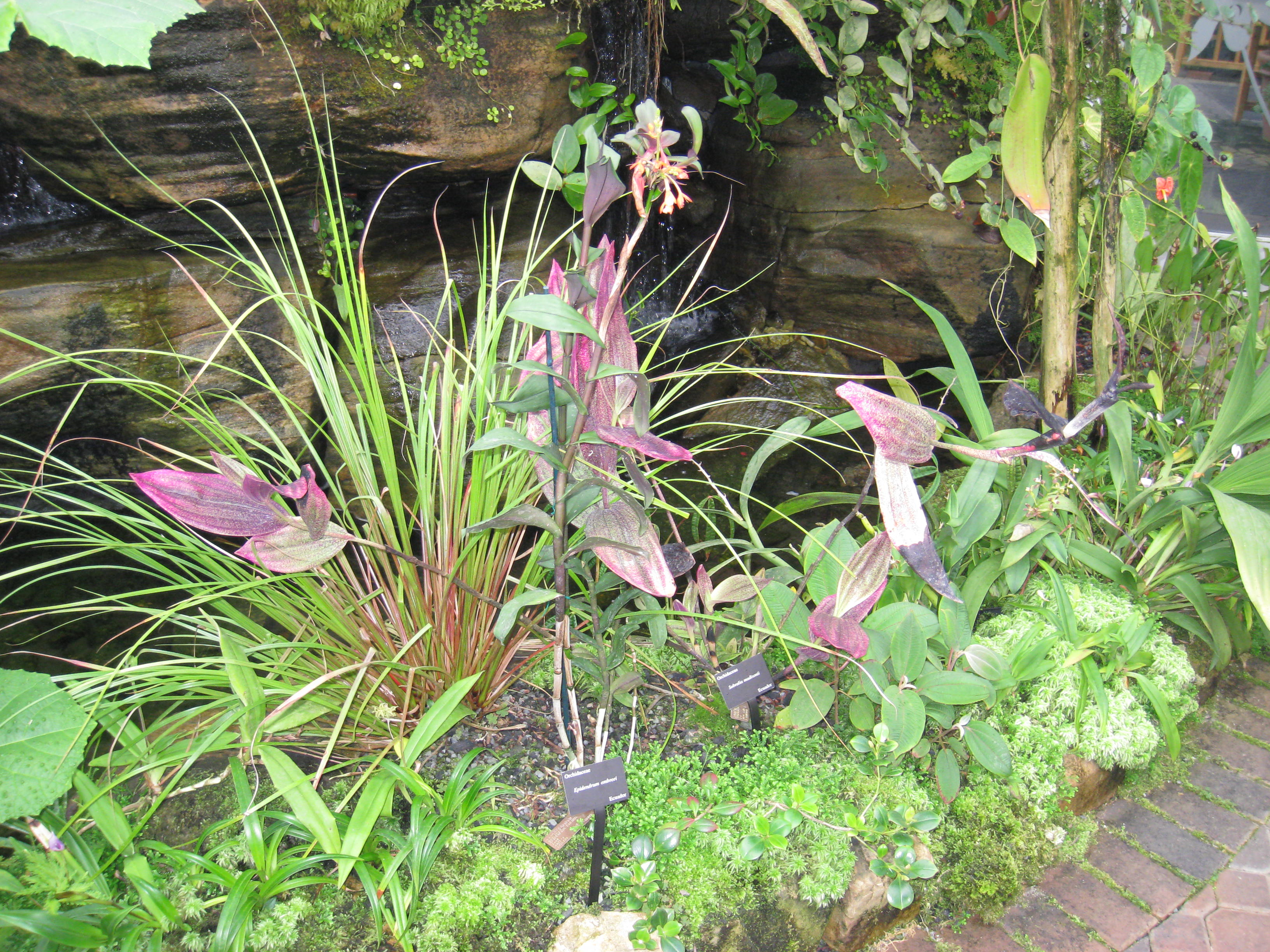
Epidendrum embreei

- Epidendrum echinatum Løjtnant, 1977
- Epidendrum edwardsii Ames, 1932
- Epidendrum elatum C.Schweinf., 1943
- Epidendrum elcimeyae Hágsater & García-Cruz, 1999
- Epidendrum elegantissimum F.Lehm. & Kraenzl., 1899
- Epidendrum elephantinum Hágsater, 2004
- Epidendrum elephantotis Hágsater & L.Sánchez, 2009
- Epidendrum elleanthodiceras Hágsater & E.Santiago, 2004
- Epidendrum elleanthoides Schltr., 1920
- Epidendrum ellemanniae Hágsater & Dodson, 2001
- Epidendrum ellipsophyllum L.O.Williams, 1941
- Epidendrum ellipticum Graham in W.J.Hooker, 1826
- Epidendrum ellisii Rolfe, 1894
- Epidendrum endresii Rchb.f., 1883
- Epidendrum englerianum F.Lehm. & Kraenzl., 1899
- Epidendrum envigadoense Hágsater, 1999
- Epidendrum epidendroides (Garay) Mora-Ret. & Garcìa-Castro, 1990, pubbl.1991
- Epidendrum erectifolium Hágsater & L.Sánchez, 1993
- Epidendrum erectum Brieger & Bicalho, 1977
- Epidendrum eriksenii Hágsater & Dodson, 1993
- Epidendrum erosum Ames & C.Schweinf., 1925
- Epidendrum erythrostigma Hágsater, 1999
- Epidendrum escobarianum Garay, 1967
- Epidendrum espiritu-santense Dodson & R.Vásquez, 1989
- Epidendrum estrellense Ames, 1923
- Epidendrum euchroma Schltr., 1924
- Epidendrum eugenii Schltr., 1920
- Epidendrum eustirum Ames, F.T.Hubb. & C.Schweinf., 1935
- Epidendrum evelynae Rchb.f., 1878
- Epidendrum exaltatum Kraenzl., 1916
- Epidendrum examinis S.Rosillo, 1984
- Epidendrum exasperatum Rchb.f., 1866
- Epidendrum excelsum C.Schweinf., 1970
- Epidendrum excisum Lindl., 1844
- Epidendrum exiguum Ames & C.Schweinf., 1930
- Epidendrum exile Ames, 1923
- Epidendrum eximium L.O.Williams, 1941

## F

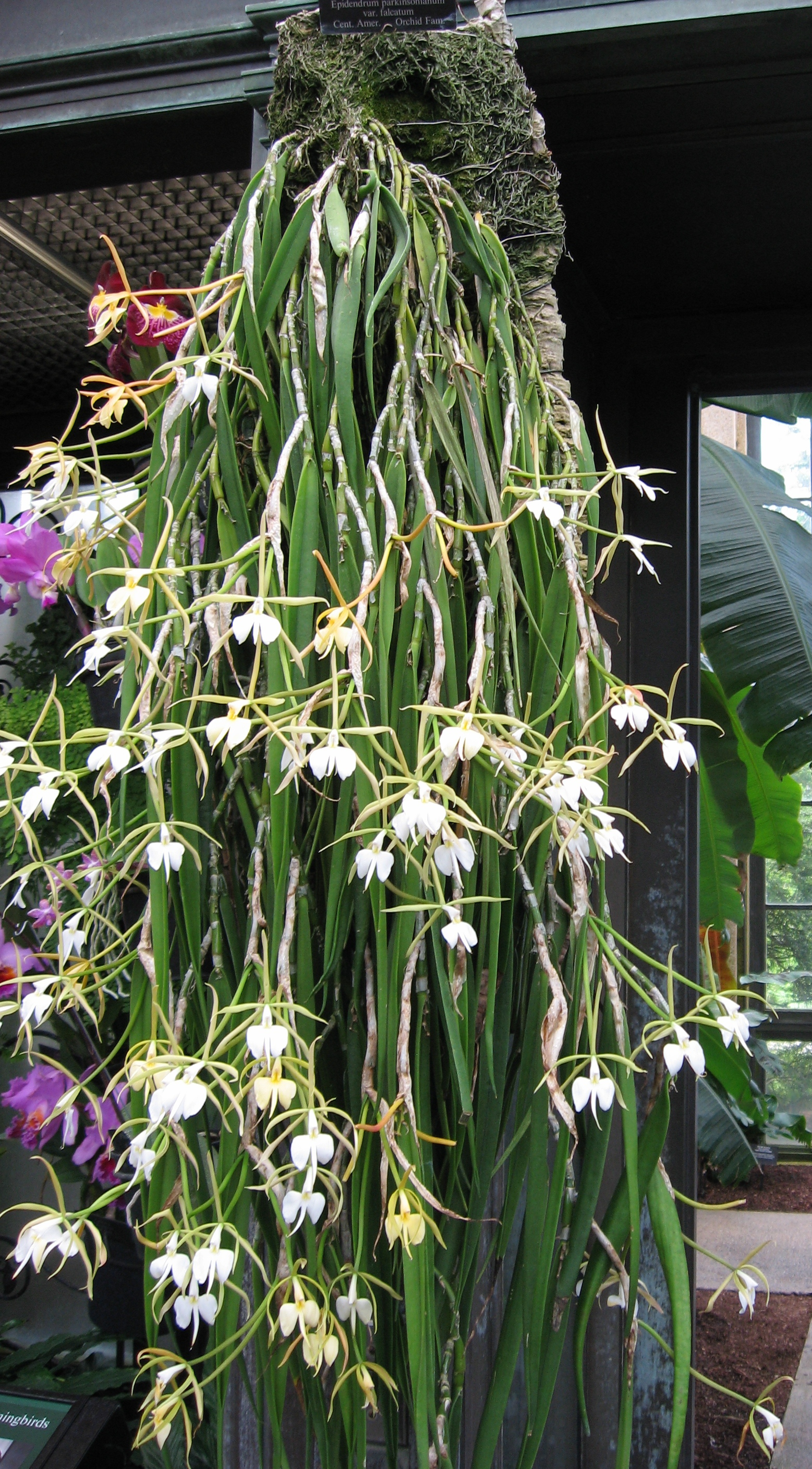
Epidendrum falcatum

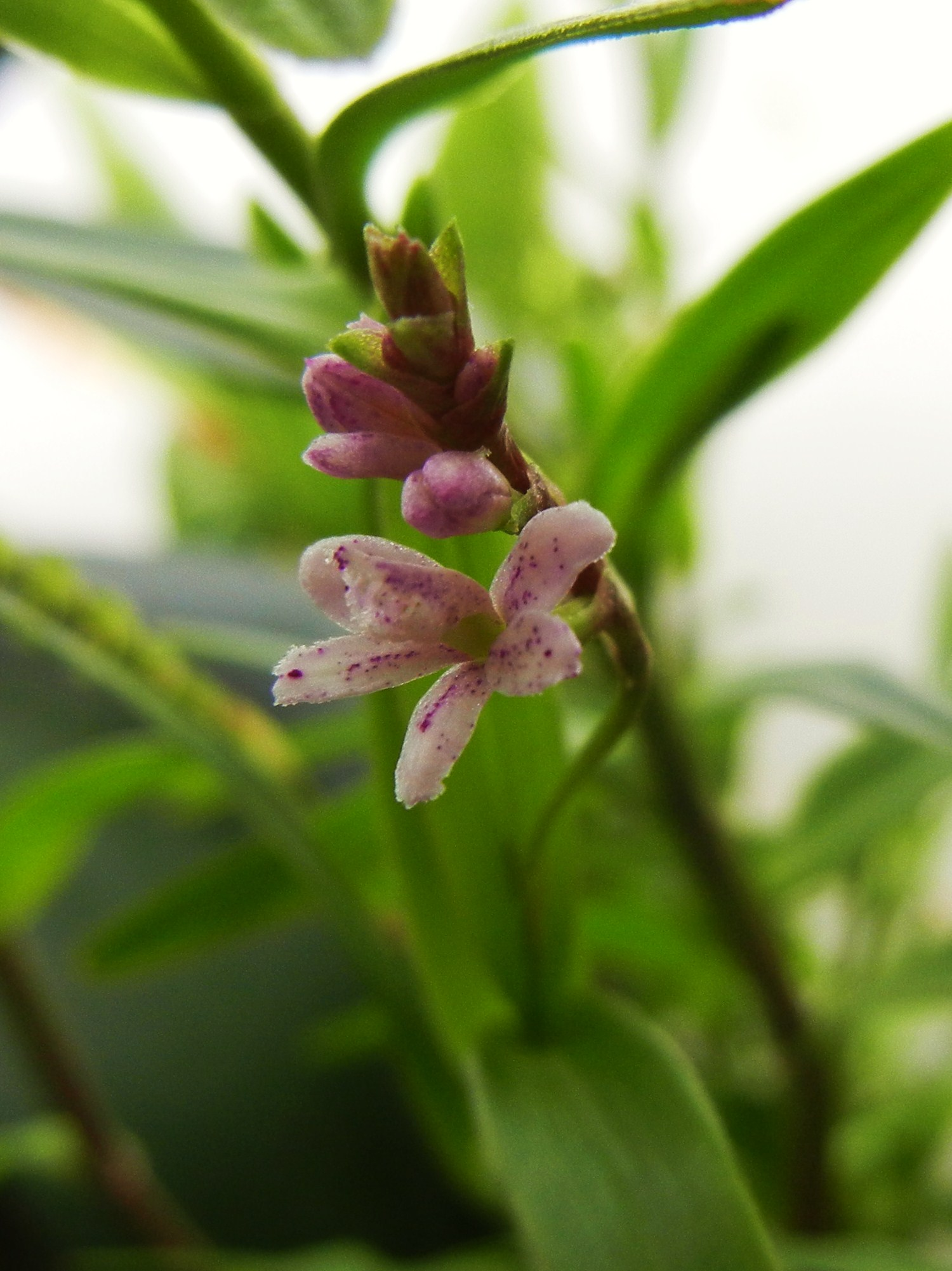
Epidendrum fimbriatum

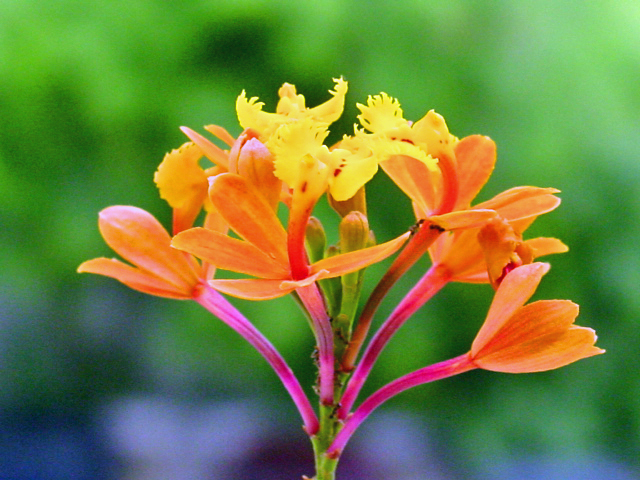
Epidendrum fulgens

- Epidendrum fagerlindii Hágsater & Dodson, 2004
- Epidendrum falcatum Lindl., 1840
- Epidendrum falcisepalum F.Lehm. & Kraenzl., 1899
- Epidendrum falsiloquum Rchb.f., 1885
- Epidendrum farallonense Hágsater, 1999
- Epidendrum farinosum R.Vásquez & Dodson, 1999
- Epidendrum ferreyrae Hágsater & Ric.Fernandez, 2007
- Epidendrum ferrugineum Ruiz & Pav., 1798
- Epidendrum festucoides Kraenzl., 1920
- Epidendrum filamentosum Kraenzl., 1920
- Epidendrum filicaule Lindl., 1831
- Epidendrum fimbriatum Kunth in F.W.H.von Humboldt, A.J.A.Bonpland & C.S.Kunth, 1816
- Epidendrum firmum Rchb.f., 1866
- Epidendrum flammeum E.M.Pessoa & M.Alves, 2012
- Epidendrum flexicaule Schltr., 1918
- Epidendrum flexuoecallosum Hágsater & E.Santiago, 2007
- Epidendrum flexuosissimum C.Schweinf., 1949
- Epidendrum flexuosum G.Mey., 1818
- Epidendrum floridense Hágsater, 1993
- Epidendrum foldatsii Hágsater & Carnevali, 1993
- Epidendrum folsomii Hágsater & E.Santiago, 2006
- Epidendrum forcipatoides Hágsater, 2001
- Epidendrum forcipatum C.Schweinf., 1970
- Epidendrum fortunae Hágsater & Dressler, 2006
- Epidendrum fosbergii Hágsater & Dodson, 2001
- Epidendrum foulquieri Chiron., 2005
- Epidendrum francisci Chocce, Hágsater & M.E.Acuna, 2009
- Epidendrum franckei Hágsater, 2004
- Epidendrum frechetteanum D.E.Benn. & Christenson, 2001
- Epidendrum friderici-guilielmi Rchb.f. & Warsz., 1854
- Epidendrum frigidum Linden ex Lindl., 1845
- Epidendrum fritzianum Hoehne, 1952
- Epidendrum fritzicardium Hágsater & E.Santiago, 2009
- Epidendrum fritzidalessandroi Hágsater & E.Santiago, 2010
- Epidendrum fritzimegalotylosum Hágsater & E.Santiago, 2009
- Epidendrum frons-bovis Kraenzl., 1905
- Epidendrum frutex Rchb.f., 1855
- Epidendrum fruticetorum Schltr., 1921
- Epidendrum fruticosum Pav. ex Lindl., 1831
- Epidendrum fruticulum Schltr., 1921
- Epidendrum fujimorianum D.E.Benn. & Christenson, 1998
- Epidendrum fulfordianum Pupulin & Karremans (2010
- Epidendrum fulgens Brongn. in L.I.Duperrey, 1834
- Epidendrum fuscinum (Dressler) Hágsater (2005)
- Epidendrum fusiforme (Lindl.) Rchb.f. in W.G.Walpers, 1862

## G
- Epidendrum gabanense Hágsater & E.Santiago, 2010
- Epidendrum gaertelmaniae Hágsater & O.Pérez, 2010
- Epidendrum galeochilum Hágsater & Dressler, 2004
- Epidendrum galeottianum A.Rich. & Galeotti, 1845
- Epidendrum garayi Løjtnant, 1977
- Epidendrum garcia-esquivelii Hágsater & L.Sánchez, 1993
- Epidendrum garciae Pabst, 1976
- Epidendrum gasteriferum Scheeren, 1974
- Epidendrum gastrochilum Kraenzl., 1906
- Epidendrum gastropodium Rchb.f. in W.G.Walpers, 1862
- Epidendrum geminatum Schltr., 1921
- Epidendrum geminiflorum Kunth in F.W.H.von Humboldt, A.J.A.Bonpland & C.S.Kunth, 1816
- Epidendrum geniculatum Barb.Rodr., 1881
- Epidendrum gentryi Dodson, 1982
- Epidendrum gibbosum L.O.Williams, 1941
- Epidendrum globiflorum F.Lehm. & Kraenzl., 1899
- Epidendrum gloria-imperatrix Hágsater & G.Calat., 2007
- Epidendrum glossaspis Rchb.f., 1876
- Epidendrum glossoceras Rchb.f. & Warsz., 1854
- Epidendrum glossoclinium Hágsater & Dodson, 2007
- Epidendrum glumarum Hamer & Garay, 1985
- Epidendrum gnomoides Hágsater, 2004
- Epidendrum gnomus Schltr., 1921
- Epidendrum goebelii Schltr., 1915
- Epidendrum golondrinense Hágsater & Dodson, 2001
- Epidendrum gomezii Schltr., 1918
- Epidendrum goniorhachis Schltr., 1918
- Epidendrum goodspeedianum A.D.Hawkes, 1957
- Epidendrum gracilibracteatum Hágsater & Dodson, 2001
- Epidendrum gracillimum Rchb.f. & Warsz., 1854
- Epidendrum grand-ansense Nir, 2000
- Epidendrum gratiosum Rchb.f., 1856
- Epidendrum gratissimum (Rchb.f.) Hágsater & Dodson, 1992
- Epidendrum grayi Hágsater & Dodson, 1993
- Epidendrum grayumii Hágsater & E.Santiago, 2009
- Epidendrum greenwoodii Hágsater, 1987
- Epidendrum gregorii Hágsater, 1993
- Epidendrum guacamayense Hágsater & Dodson, 1993
- Epidendrum guagra-urcuense Hágsater & Dodson, 2001
- Epidendrum gualaquicense Hágsater & Dodson, 2001
- Epidendrum guanacasense Hágsater & Dodson, 1993
- Epidendrum guanacastense Ames & C.Schweinf., 1930
- Epidendrum guaramacalense Hágsater, 2004
- Epidendrum guaridense Hágsater & E.Santiago, 2010
- Epidendrum guerrerense Hágsater & García-Cruz, 1993
- Epidendrum guillermoi P.Ortiz, 2007
- Epidendrum gymnochlamys Hágsater & E.Santiago, 2006
- Epidendrum gymnopodum Hágsater, 2004

## H

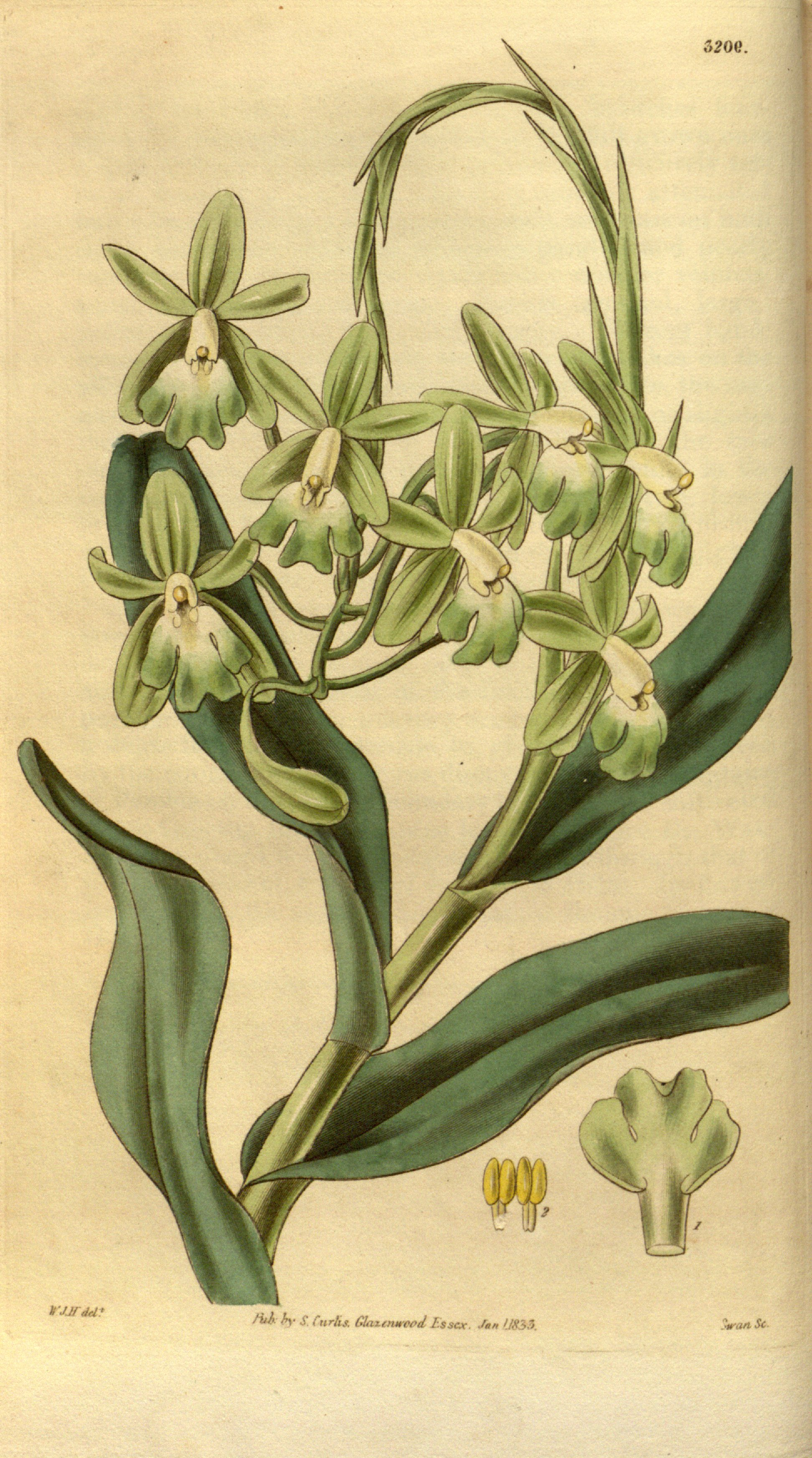
Epidendrum harrisoniae

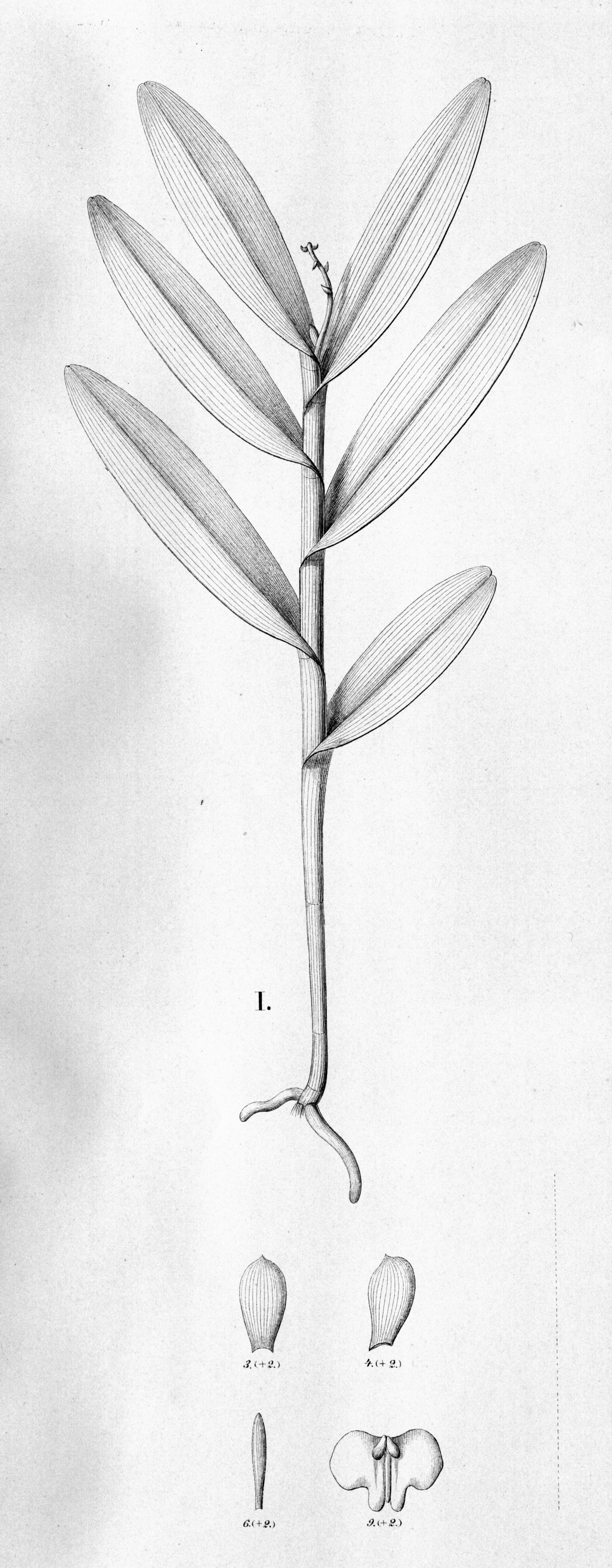
Epidendrum henschenii

- Epidendrum haberi Hágsater & L.Sánchez, 2006
- Epidendrum haematanthum Schltr., 1921
- Epidendrum haenkeanum C.Presl, 1827
- Epidendrum hagsateri Christenson, 1995
- Epidendrum hajekii R.Vásquez & Dodson, 1999
- Epidendrum hamatum (Garay) Dressler, 1971
- Epidendrum hameri Hágsater & L.Sánchez, 1993
- Epidendrum hammelii Hágsater & L.Sánchez, 1993
- Epidendrum harlingii Hágsater & Dodson, 2001
- Epidendrum harmsianum Kraenzl., 1916
- Epidendrum harrisoniae Hook., 1833
- Epidendrum hassleri Cogn., 1909
- Epidendrum hastilabium Schltr., 1920
- Epidendrum hawkesii A.H. Heller, 1966
- Epidendrum heliconaense Hágsater & E.Santiago, 2009
- Epidendrum hellerianum A.D.Hawkes, 1966
- Epidendrum hemihenomenum Hágsater & Dodson, 2004
- Epidendrum hemiscleria Rchb.f. in W.G.Walpers, 1862
- Epidendrum hemisclerioides (Kraenzl.) Hágsater & Dodson, 1992
- Epidendrum henschenii Barb.Rodr., 1881
- Epidendrum heringeri Hágsater, 2001
- Epidendrum herrenhusanum Hágsater, 1999
- Epidendrum hesperium Hágsater & E.Santiago, 2004
- Epidendrum heterodoxum Rchb.f., 1854
- Epidendrum heterothoneum (Rchb.f. & Warsz.) Hágsater & Dodson, 1992
- Epidendrum hexagonum Hágsater & Dodson, 1993
- Epidendrum hirtzipaniculatum Hágsater & E.Santiago, 2010
- Epidendrum hitchcockii Hágsater & Dodson, 2004
- Epidendrum holmnielsenii Hágsater & Dodson, 2001
- Epidendrum hololeucum Barb.Rodr., 1881
- Epidendrum holtonii Hágsater & L.Sánchez, 2009
- Epidendrum hombersleyi Summerh., 1934
- Epidendrum homoion Hágsater & Dodson, 1993
- Epidendrum hookerianum Rchb.f., 1876
- Epidendrum hopfianum Schltr., 1924
- Epidendrum horichii Hágsater, 1999
- Epidendrum hornitense Hágsater & L.Sánchez, 2006
- Epidendrum hueycantenangense Hágsater & García-Cruz, 1993
- Epidendrum hugomedinae Hágsater & Dodson, 2004
- Epidendrum humeadorense Hágsater & Dodson, 1999
- Epidendrum humidicola Schltr., 1922
- Epidendrum hunterianum Schltr., 1922
- Epidendrum hutchisonii Hágsater, 1999
- Epidendrum hygrohilephylum Hágsater & L.Sánchez, 2004
- Epidendrum hymenodes Lindl., 1853

## I

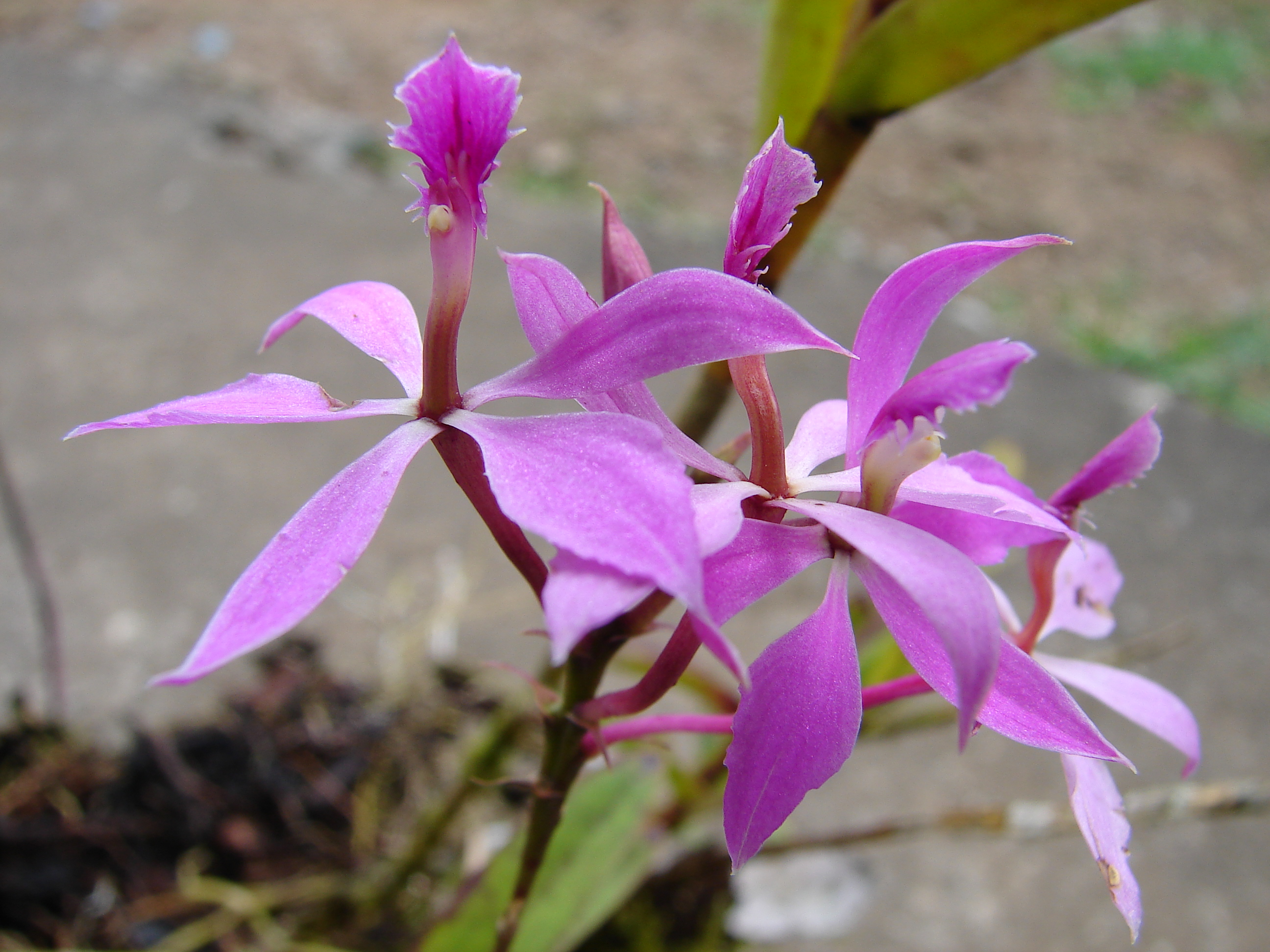
Epidendrum imatophyllum

- Epidendrum ibaguense Kunth in F.W.H.von Humboldt, A.J.A.Bonpland & C.S.Kunth, 1816
- Epidendrum ibarrae R.González, 1993
- Epidendrum igneum Hágsater, 2004
- Epidendrum iguagoi Hágsater & Dodson, 2001
- Epidendrum ilense Dodson, 1977
- Epidendrum ilinizae Hágsater & Dodson, 1999
- Epidendrum iltisorum Dodson, 1980
- Epidendrum imitans Schltr., 1921
- Epidendrum imperator Hágsater, 2004
- Epidendrum imthurnii Ridl., 1886
- Epidendrum inamoenum Kraenzl., 1906
- Epidendrum incomptoides Ames, F.T.Hubb. & C.Schweinf., 1935
- Epidendrum incomptum Rchb.f., 1853
- Epidendrum indanzense Hágsater &; Dodson, 1993
- Epidendrum indecoratum Schltr., 1921
- Epidendrum infaustum Rchb.f., 1863
- Epidendrum infundibulum Hágsater & E.Santiago, 2007
- Epidendrum ingramii Hágsater & García-Cruz, 1999
- Epidendrum inornatum Schltr., 1917
- Epidendrum insectiferum Lindl., 1853
- Epidendrum insignificans Hágsater & Dodson, 1993
- Epidendrum insolatum Barringer, 1991 publ. 1992
- Epidendrum insulanum Schltr., 1918
- Epidendrum intermixtum Ames & C.Schweinf., 1930
- Epidendrum intertextum F.Lehm. & Kraenzl., 1899
- Epidendrum ionophyllum P.Ortiz, 1997
- Epidendrum isis Hágsater & Dodson, 2004
- Epidendrum isomerum Schltr., 1906
- Epidendrum isthmi Schltr., 1922
- Epidendrum ishtmoides Hágsater & E.Santiago, 2008

## J
- Epidendrum jajense Rchb.f., 1854

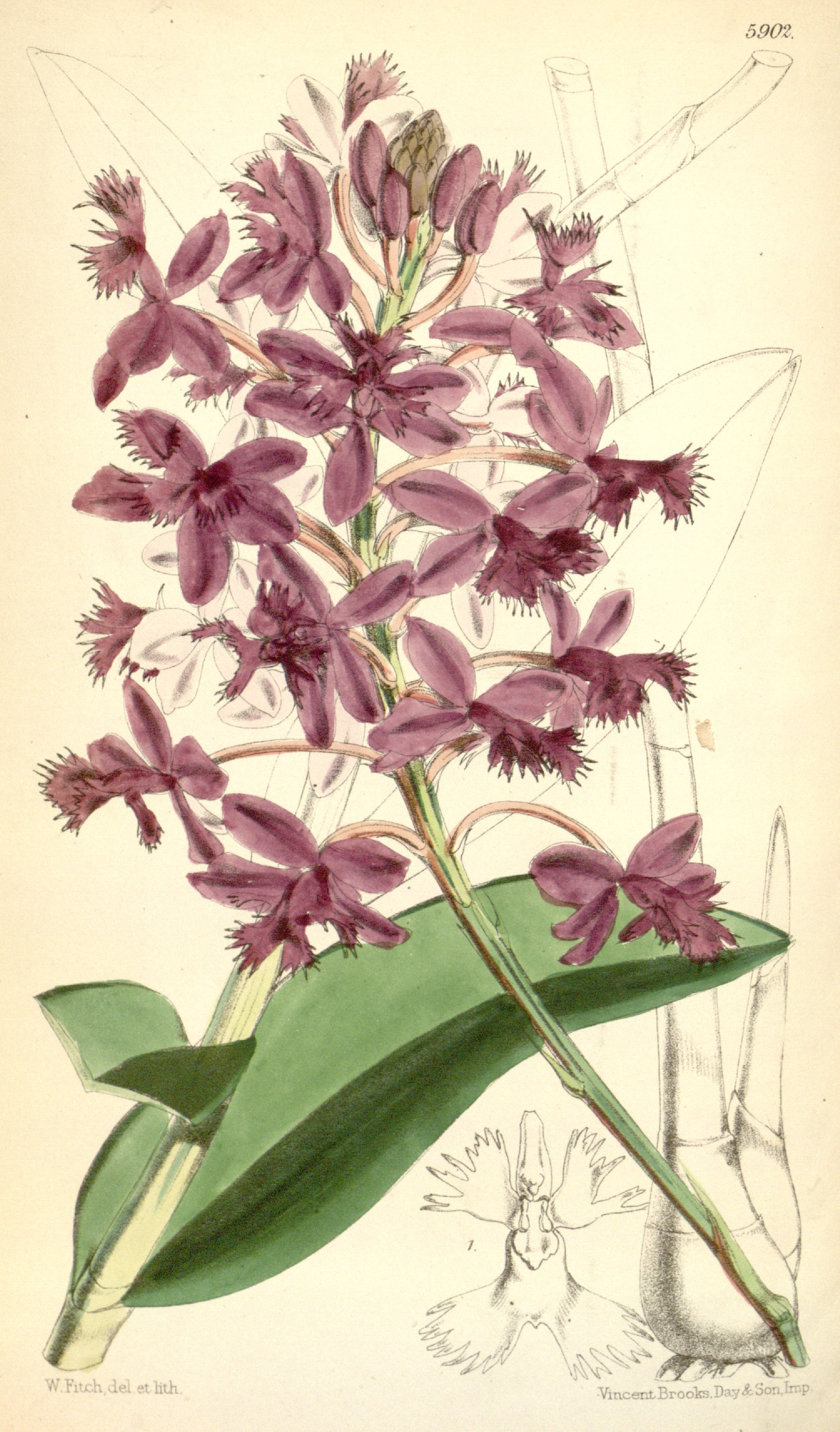
Epidendrum jamiesonis

- Epidendrum jalcaense Chocce, Dalström, Hágsater & J.Arnaiz, 2010
- Epidendrum jamaicense Lindl., 1853
- Epidendrum jamiesonis Rchb.f., 1856
- Epidendrum jarae D.E.Benn. & Christenson, 2001
- Epidendrum jaramilloae Hágsater & Dodson, 1993
- Epidendrum jasminosmum Hágsater & Dodson, 2001
- Epidendrum jativae Dodson, 1980
- Epidendrum jatunsachanum Dodson & Hágsater, 1994
- Epidendrum jefeallenii Hágsater & García-Cruz, 1999
- Epidendrum jefestigma Hágsater & García-Cruz, 1999
- Epidendrum jejunum Rchb.f., 1878
- Epidendrum jessupiorum Hágsater & Dodson, 2001
- Epidendrum jimburense Hágsater & Dodson, 2001
- Epidendrum jimenezii Hágsater, 1999
- Epidendrum johnstonii Ames, 1905
- Epidendrum josianae M.Frey & V.P.Castro, 2005
- Epidendrum juergensenii Rchb.f., 1880

## K
- Epidendrum kalloneuron Kraenzl., 1920
- Epidendrum kanehirae Hágsater, 2001
- Epidendrum karstenii Rchb.f., 1876
- Epidendrum kautskyi Pabst, 1973
- Epidendrum kerichilum Hágsater, 1888
- Epidendrum kerryae Hágsater & L.Sánchez, 1994
- Epidendrum killipii Hágsater & L.Sánchez, 1999
- Epidendrum kirkbridei Hágsater & E.Santiago, 2009
- Epidendrum klotzscheanum Rchb.f., 1850
- Epidendrum klugii Hágsater & L.Sánchez, 2009
- Epidendrum kockii Hágsater & Dodson, 1999
- Epidendrum kusibabii Szlach.,Kulak, Rutk. & Marg., 2006
- Epidendrum kymatochilum Hágsater & Dodson, 2004

## L

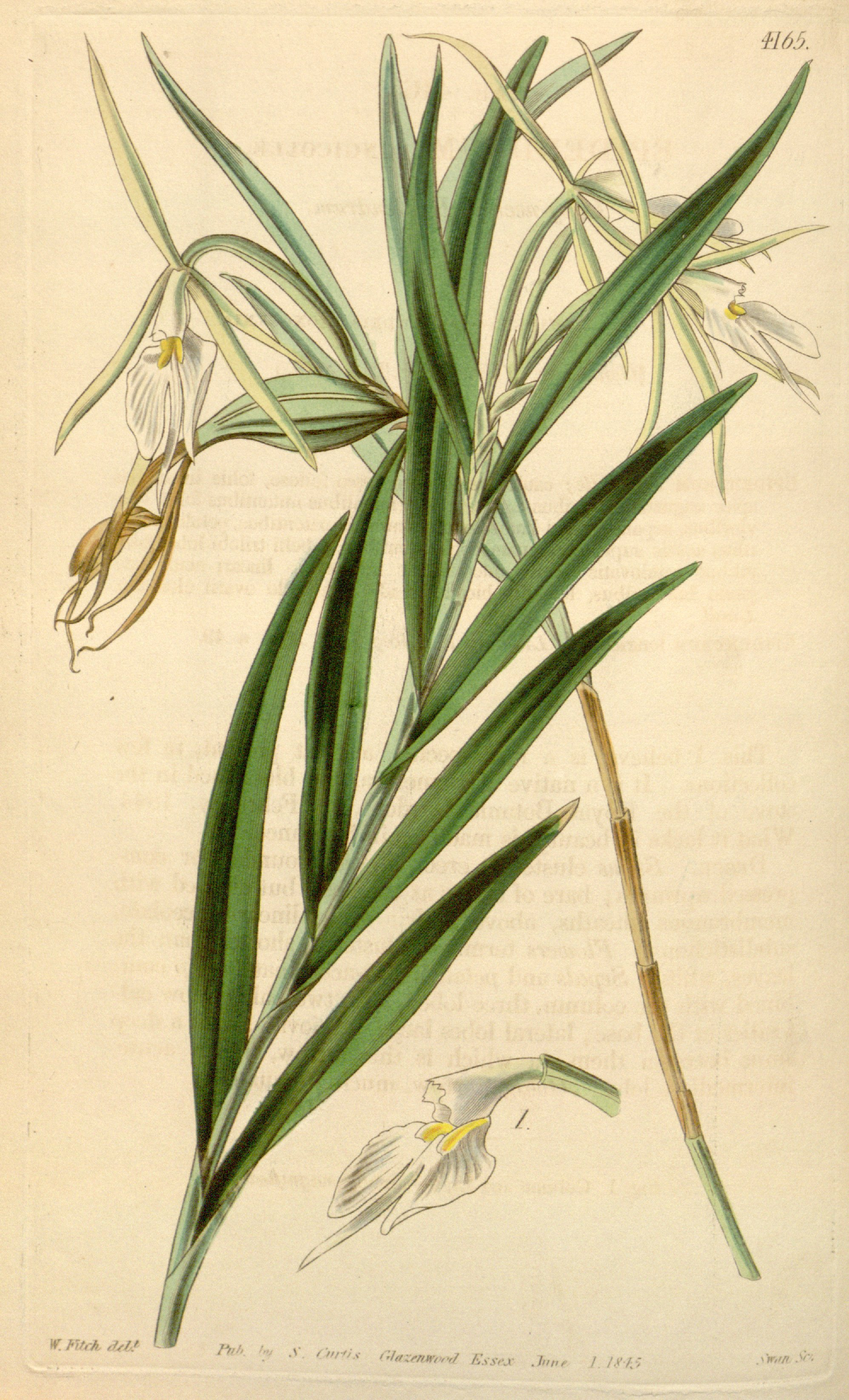
Epidendrum longicolle

- Epidendrum laceratum C.Schweinf., 1952
- Epidendrum lacertinum Lindl., 1841
- Epidendrum laciniitropis Hágsater, 2004
- Epidendrum lacteum Dressler, 1978
- Epidendrum lacustre Lindl., 1853
- Epidendrum laeve Lindl., 1844
- Epidendrum lagenocolumna Hágsater & L.Sánchez, 1993
- Epidendrum lagenomorphum Hágsater & Dodson, 2001
- Epidendrum lagotis Rchb.f., 1855
- Epidendrum lambeauanum De Wild., 1904
- Epidendrum lamprochilum Hágsater, 1999
- Epidendrum lanceolatum Bradford ex Griseb., 1864
- Epidendrum lancilabium Schltr., 1923
- Epidendrum lanioides Schltr., 1913
- Epidendrum lanipes Lindl., 1853
- Epidendrum lankesteri Ames, 1923
- Epidendrum larae Dodson & R.Vásquez, 1989
- Epidendrum laterale Rolfe, 1912
- Epidendrum laterinocturnum Hágsater, 2004
- Epidendrum lateritium Hágsater & Jenny, 2010
- Epidendrum latibracteum Kraenzl., 1920
- Epidendrum latilabre Lindl., 1841
- Epidendrum latisegmentum C.Schweinf., 1943
- Epidendrum latorreorum Chocce, Hágsater & Dalstrom, 2009
- Epidendrum laucheanum Bonhof ex Rolfe, 1893
- Epidendrum laurelense Hágsater & Dodson, 2001
- Epidendrum lawessonii Hágsater & Dodson, 2001
- Epidendrum laxicaule D.E.Benn. & Christenson, 1998
- Epidendrum laxifoliatum Schltr., 1920
- Epidendrum lechleri Rchb.f., 1876
- Epidendrum leeanum (Rchb.f.)Hágsater, 2008
- Epidendrum lehmannii Rchb.f., 1878
- Epidendrum leimebambense Hágsater, 1993
- Epidendrum lembotylosum Hágsater & Dodson, 2004
- Epidendrum leonii D.E.Benn. & Christenson, 1998
- Epidendrum lesteri Hágsater & Dodson, 2004
- Epidendrum leucochilum Link, Klotzsch & Otto, 1843
- Epidendrum lezlieae R.Vásquez & Ibisch, 2003
- Epidendrum lignosum Lex. in P.de La Llave & J.M.de Lexarza, 1825
- Epidendrum liguliferum C.Schweinf., 1943
- Epidendrum lilacinoides Hágsater & E.Santiago, 2010
- Epidendrum lilijae Foldats, 1968
- Epidendrum lima Lindl., 1853
- Epidendrum lindae Hágsater & Dodson, 1999
- Epidendrum lindamazonicum Hágsater & G.Calat., 2010
- Epidendrum lindbergii Rchb.f., 1881
- Epidendrum linearidiforme Hágsater & L.Sánchez, 1999
- Epidendrum lirion Hágsater & Dodson, 2004
- Epidendrum litense Hágsater & Dodson, 1993
- Epidendrum littorale Hágsater & Dodson, 1993
- Epidendrum llactapataense D.E.Benn. & Christenson, 2001
- Epidendrum llaviucoense Hágsater & Dodson, 2001
- Epidendrum lloense (Lindl.) Hágsater & Dodson, 1992
- Epidendrum lockhartioides Schltr., 1923
- Epidendrum loefgrenii Cogn. in C.F.P.von Martius & auct. suc. (eds.), 1898
- Epidendrum loejtnantii Hágsater & Dodson, 2001
- Epidendrum longibracteatum Hágsater, 1999
- Epidendrum longicaule (L.O.Williams) L.O.Williams, 1964
- Epidendrum longicolle Lindl., 1838
- Epidendrum longicrure Schltr., 1920
- Epidendrum longipetalum A.Rich. & Galeotti, 1845
- Epidendrum longirepens (C.Schweinf.) C.Schweinf., 1953
- Epidendrum lopezii Hágsater, 1999
- Epidendrum lophotropis Hágsater & Dodson, 2004
- Epidendrum lowilliamsii García-Cruz, 1992
- Epidendrum loxense F.Lehm. & Kraenzl., 1899
- Epidendrum luckei I.Bock, 1984
- Epidendrum lueri Dodson & Hágsater, 1989
- Epidendrum lumbaquiense Hágsater & Dodson, 1999
- Epidendrum lutheri Hágsater, 1993

## M

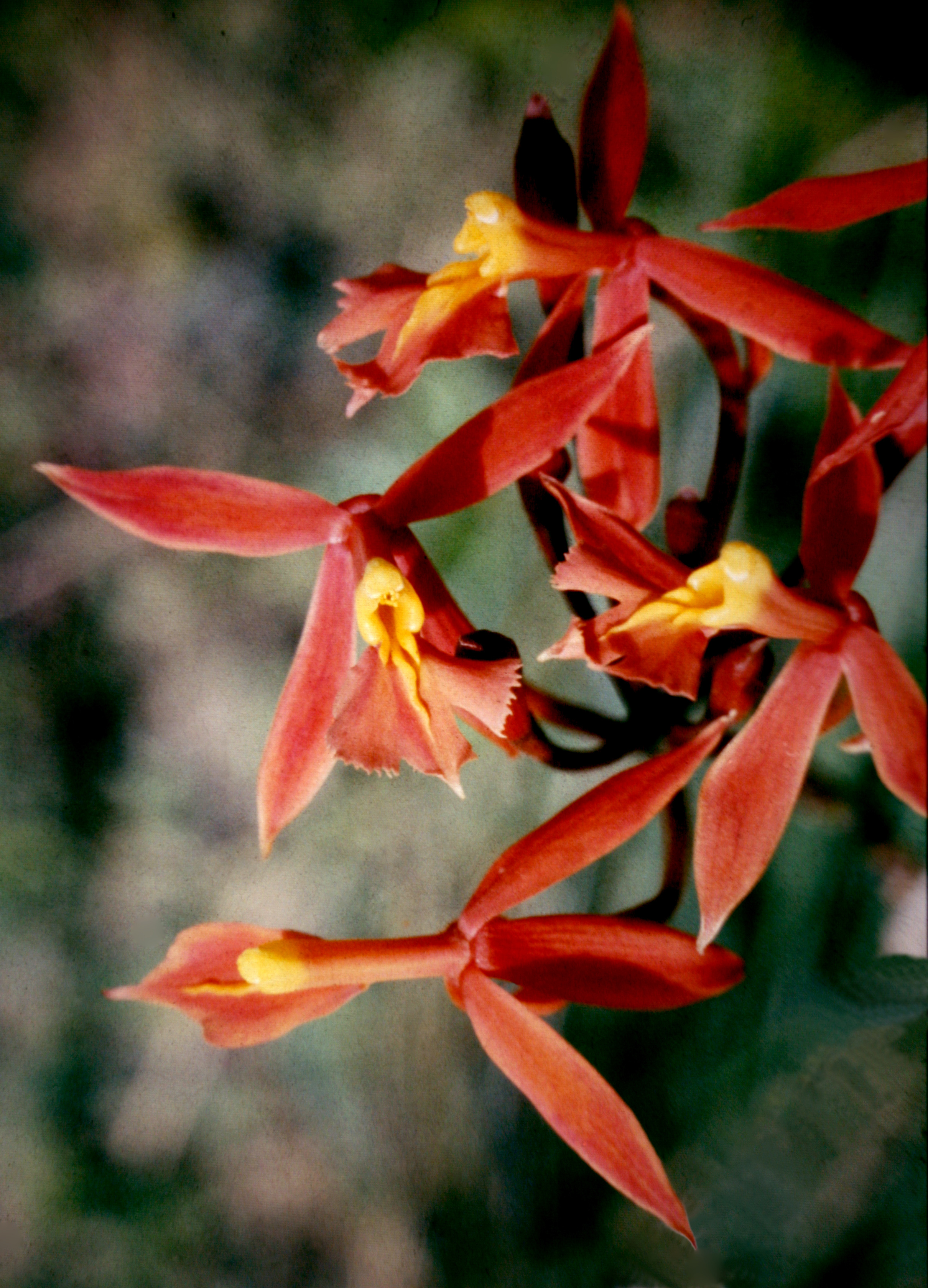
Epidendrum macrocarpum

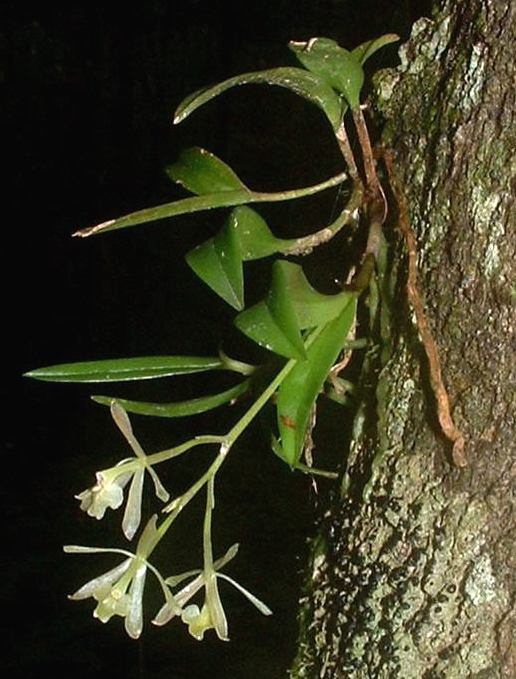
Epidendrum magnoliae

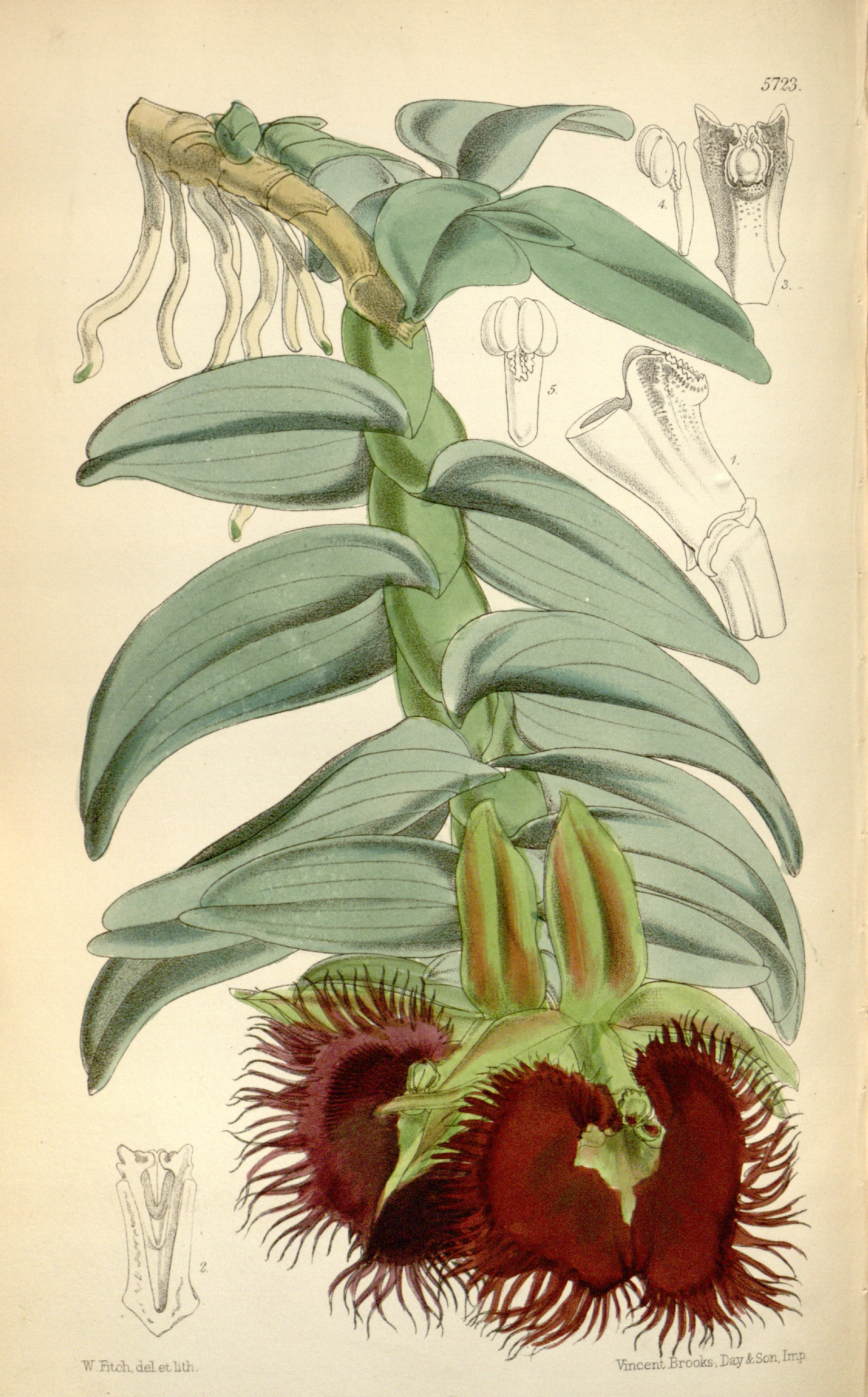
Epidendrum medusae

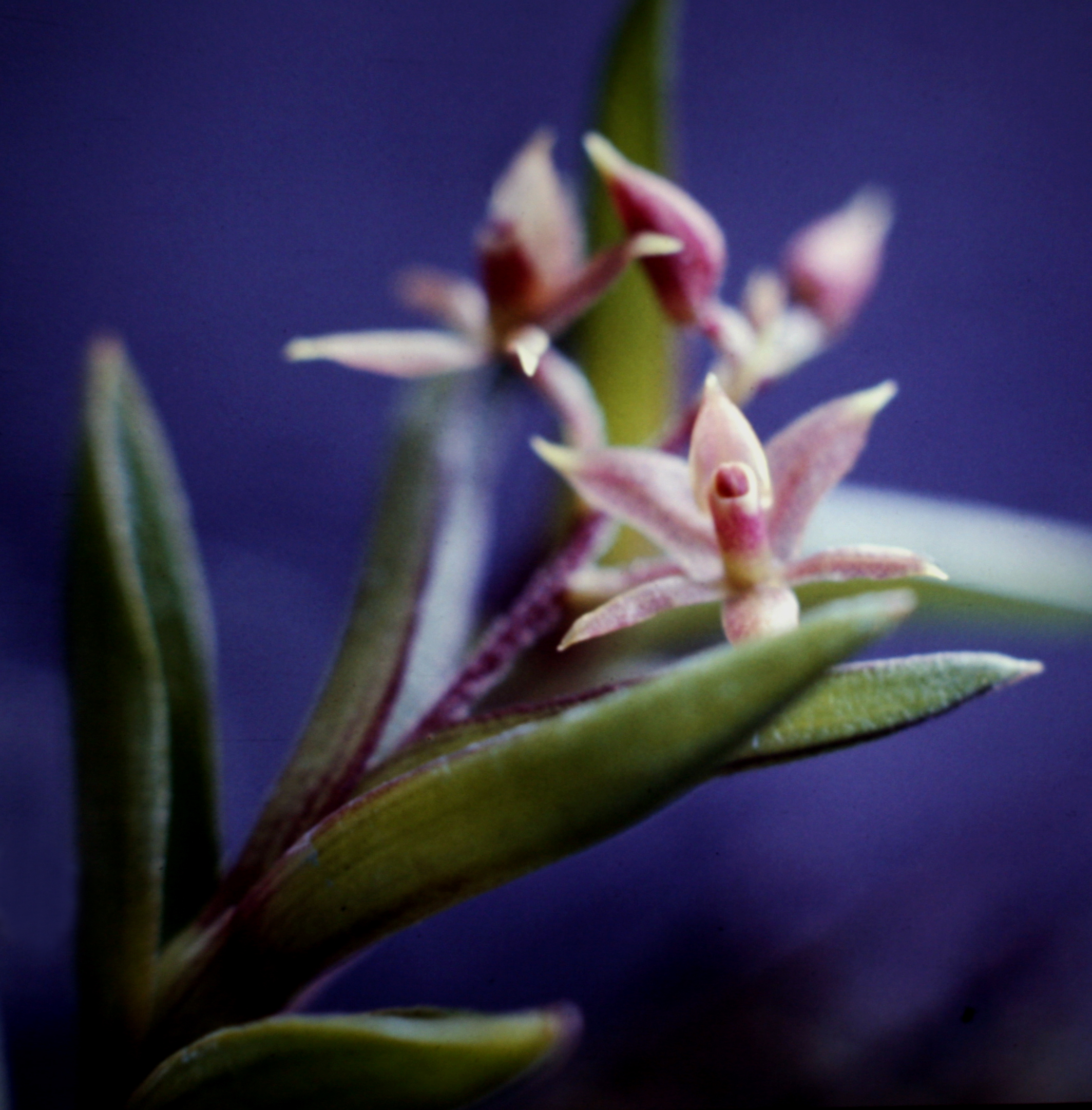
Epidendrum microphyllum

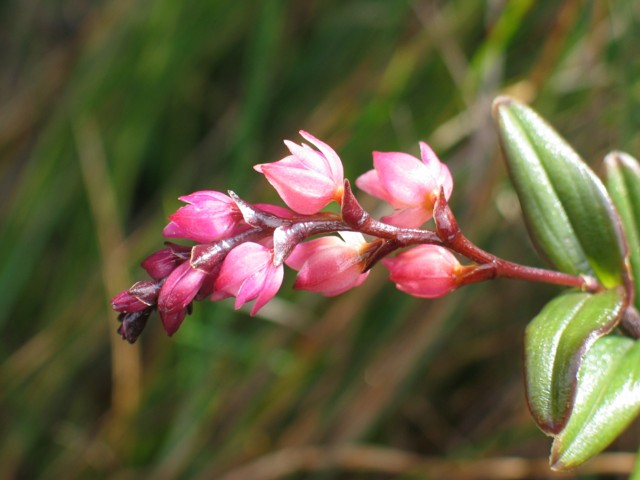
Epidendrum montigenum

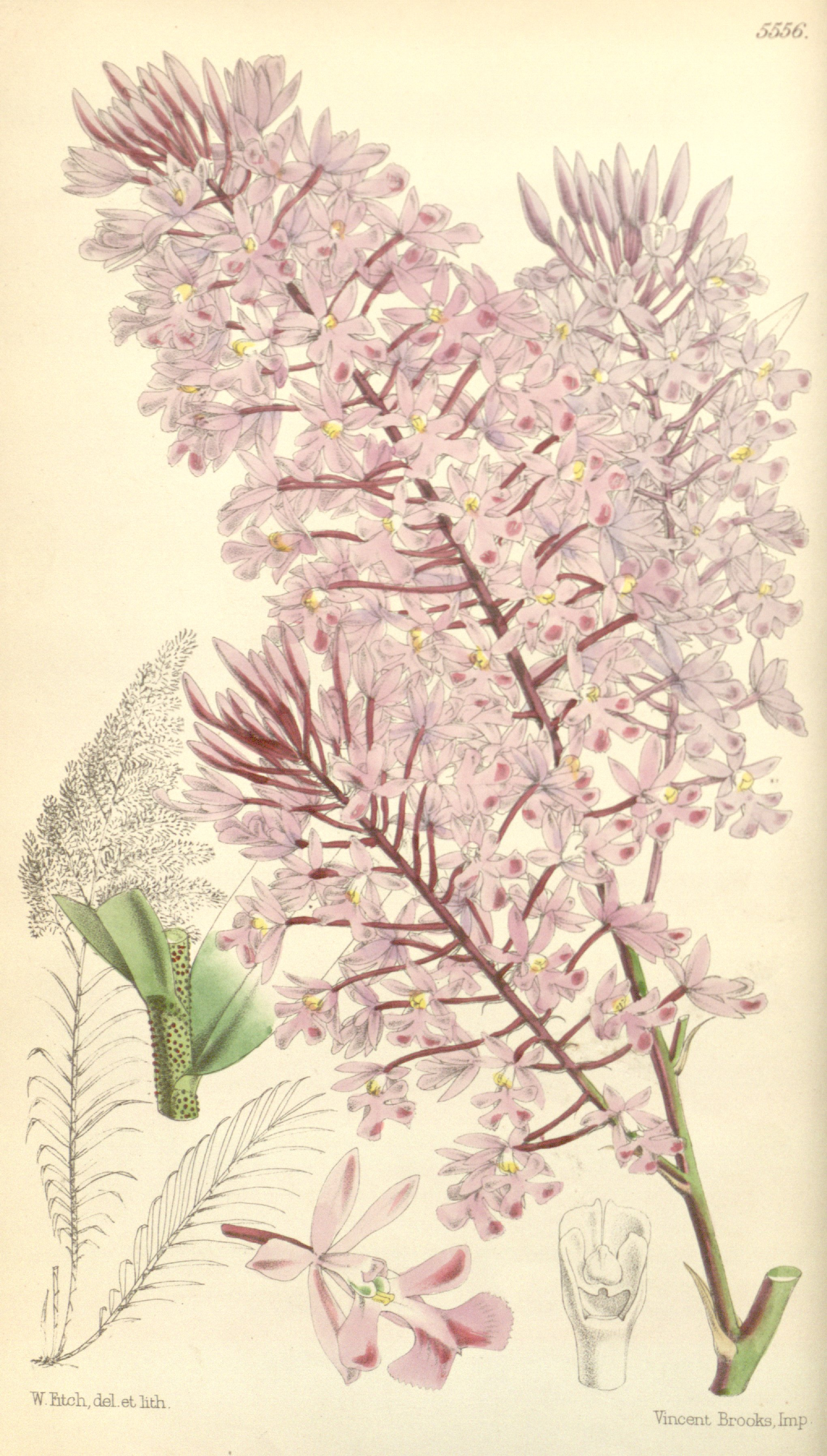
Epidendrum myrianthum

- Epidendrum macarense Hágsater & L.Sánchez, 2004
- Epidendrum macasense Hágsater & Dodson, 1993
- Epidendrum macbridei C.Schweinf., 1943)
- Epidendrum macdougallii (Hágsater) Hágsater  (2005)
- Epidendrum macrocarpum Rich., 1792
- Epidendrum macroclinium Hágsater, 1987
- Epidendrum macrocyphum Kraenzl., 1905
- Epidendrum macrogastrium Kraenzl., 1905
- Epidendrum macroophorum Hágsater & Dodson, 1999
- Epidendrum macropodum Rchb.f., 1856
- Epidendrum macrum Dressler, 1967
- Epidendrum maderoi Schltr., 1920
- Epidendrum madsenii Hágsater & Dodson, 1999
- Epidendrum maduroi Hágsater & García-Cruz, 1999
- Epidendrum magalhaesii Schltr., 1920
- Epidendrum magdalenense Porto & Brade, 1935
- Epidendrum magnibracteatum Ames, 1922
- Epidendrum magnibracteum Kraenzl., 1920
- Epidendrum magnicallosum C.Schweinf., 1943
- Epidendrum magnificum Schltr., 1918
- Epidendrum magnoliae Muhl., 1813
- Epidendrum maldonadoense Hágsater & Dodson, 2001
- Epidendrum manarae Foldats, 1968
- Epidendrum mancum Lindl., 1844
- Epidendrum mantinianum Rolfe, 1892
- Epidendrum mantiqueranum Porto & Brade, 1938 publ. 1940
- Epidendrum mantis-religiosae Hágsater, 1988
- Epidendrum marcapatense Hágsater & Ric.Fernández., 2007
- Epidendrum marmoratum A.Rich. & Galeotti, 1845
- Epidendrum marsiorum R.Vásquez & Ibisch, 2003
- Epidendrum marsupiale F.Lehm. & Kraenzl., 1899
- Epidendrum martianum Lindl., 1840
- Epidendrum martinezii L.Sánchez & Carnevali, 2001
- Epidendrum mathewsii Rchb.f., 1886
- Epidendrum matudae L.O.Williams, 1968
- Epidendrum maxthompsonianum Hágsater & Dalstrom, 2008
- Epidendrum medinae Dodson, 1980
- Epidendrum medusae (Rchb.f.) Pfitzer, 1889
- Epidendrum megacoleum Hágsater, 2007
- Epidendrum megagastrium Lindl., 1853
- Epidendrum megalemmum Carnevali & G.A.Romero, 2008
- Epidendrum megaloclinium Hágsater & Dodson, 2001
- Epidendrum megalospathum Rchb.f., 1877
- Epidendrum melanogastropodium Hágsater & Dodson, 2004
- Epidendrum melanoporphyreum Hágsater, 1993
- Epidendrum melanotrichoides Hágsater & Dodson, 1999
- Epidendrum melanoxeros Hágsater & Dodson, 1999
- Epidendrum melinanthum Schltr., 1920
- Epidendrum melistagoides Hágsater & L.Sánchez, 2008
- Epidendrum melistagum Hágsater, 1988
- Epidendrum mesocarpum Hágsater, 1999
- Epidendrum mesogastropodium Hágsater & Dodson, 2004
- Epidendrum mesomicron Lindl., 1853
- Epidendrum microcardium Schltr., 1923
- Epidendrum microcarpum Hágsater & Dodson, 2001
- Epidendrum microcattleya (Kraenzl.) Schltr., 1921
- Epidendrum microcattleyioides D.E.Benn. & Christenson, 2001
- Epidendrum microcephalum Hágsater & L.Sánchez, 1999
- Epidendrum microcharis Rchb.f., 1870
- Epidendrum microdendron Rchb.f., 1866
- Epidendrum microdiothoneum Hágsater & Dodson, 2001
- Epidendrum microglossoides Hágsater & Dodson, 2004
- Epidendrum microglossum Schltr., 1917
- Epidendrum micronocturnum Carnevali & G.A.Romero, 1996
- Epidendrum microphyllum Lindl., 1841
- Epidendrum microrigidiflorum Hágsater, 2006
- Epidendrum microtum (Lindl.) Hágsater & L.Sánchez, 2009
- Epidendrum miguelii Schltr., 1925
- Epidendrum milenae Dodson & R.Vásquez, 1989
- Epidendrum millei Schltr., 1917
- Epidendrum mimeticum Carnevali & G.A.Romero, 2000
- Epidendrum mimopsis Hágsater & Dodson, 2004
- Epidendrum minarum Hoehne & Schltr., 1921
- Epidendrum miniatum Schltr., 1921
- Epidendrum mininocturnum Dodson, 1977
- Epidendrum minus (Cogn.) Hágsater, 1999
- Epidendrum minutidentatum C.Schweinf., 1943
- Epidendrum minutiflorum C.Schweinf., 1943
- Epidendrum mirabile Ames & C.Schweinf., 1930)
- Epidendrum miradoranum Dodson & D.E.Benn., 1989
- Epidendrum misasii Hágsater, 2005
- Epidendrum miserrimum Rchb.f., 1855
- Epidendrum miserum Lindl., 1841
- Epidendrum mittelstaedtii Hágsater, 1993
- Epidendrum mixtecanum Hágsater & García-Cruz, 1993
- Epidendrum mixtoides Hágsater & Dodson, 1993
- Epidendrum mixtum Schltr., 1912
- Epidendrum mocinoi Hágsater, 1999
- Epidendrum modestissimum F.Lehm. & Kraenzl., 1899
- Epidendrum modestum Rchb.f. & Warsz., 1854
- Epidendrum mojandae Schltr., 1921
- Epidendrum molaui Hágsater & Dodson, 2001
- Epidendrum molle Rchb.f., 1876
- Epidendrum molleturense Hágsater & Dodson, 2004
- Epidendrum monophlebium Hágsater, 1999
- Epidendrum montigenum Ridl., 1886
- Epidendrum montis-narae Pupulin & L.Sánchez, 2001
- Epidendrum montisillinicense Hágsater & Dodson, 2004
- Epidendrum montispichinchense Hágsater & Dodson, 2001
- Epidendrum montserratense Nir, 2000
- Epidendrum monzonense Kraenzl., 1905
- Epidendrum mora-retanae Hágsater, 1993
- Epidendrum morganii Dodson & Garay, 1980
- Epidendrum morilloi Hágsater & E.Santiago, 2010
- Epidendrum moritzii Rchb.f., 1850
- Epidendrum moronense Dodson & Hágsater, 1989
- Epidendrum morrisii Hágsater & L.Cerv., 2001
- Epidendrum moscozoi Hágsater & E.Santiago, 2009
- Epidendrum motozintlense Hágsater & L.Sánchez, 2008
- Epidendrum muricatisepalum Hágsater, 2004
- Epidendrum muricatoides Hágsater & Dodson, 1993
- Epidendrum muscicola Schltr., 1923
- Epidendrum musciferum Lindl., 1834
- Epidendrum mutelianum Cogn. in I.Urban, 1910
- Epidendrum mutisii Hágsater, 1999
- Epidendrum myodes Rchb.f., 1866
- Epidendrum myrianthum Lindl., 1853
- Epidendrum myrmecophorum Barb.Rodr., 1891
- Epidendrum mytigastropodium Hágsater & E.Santiago, 2004

## N

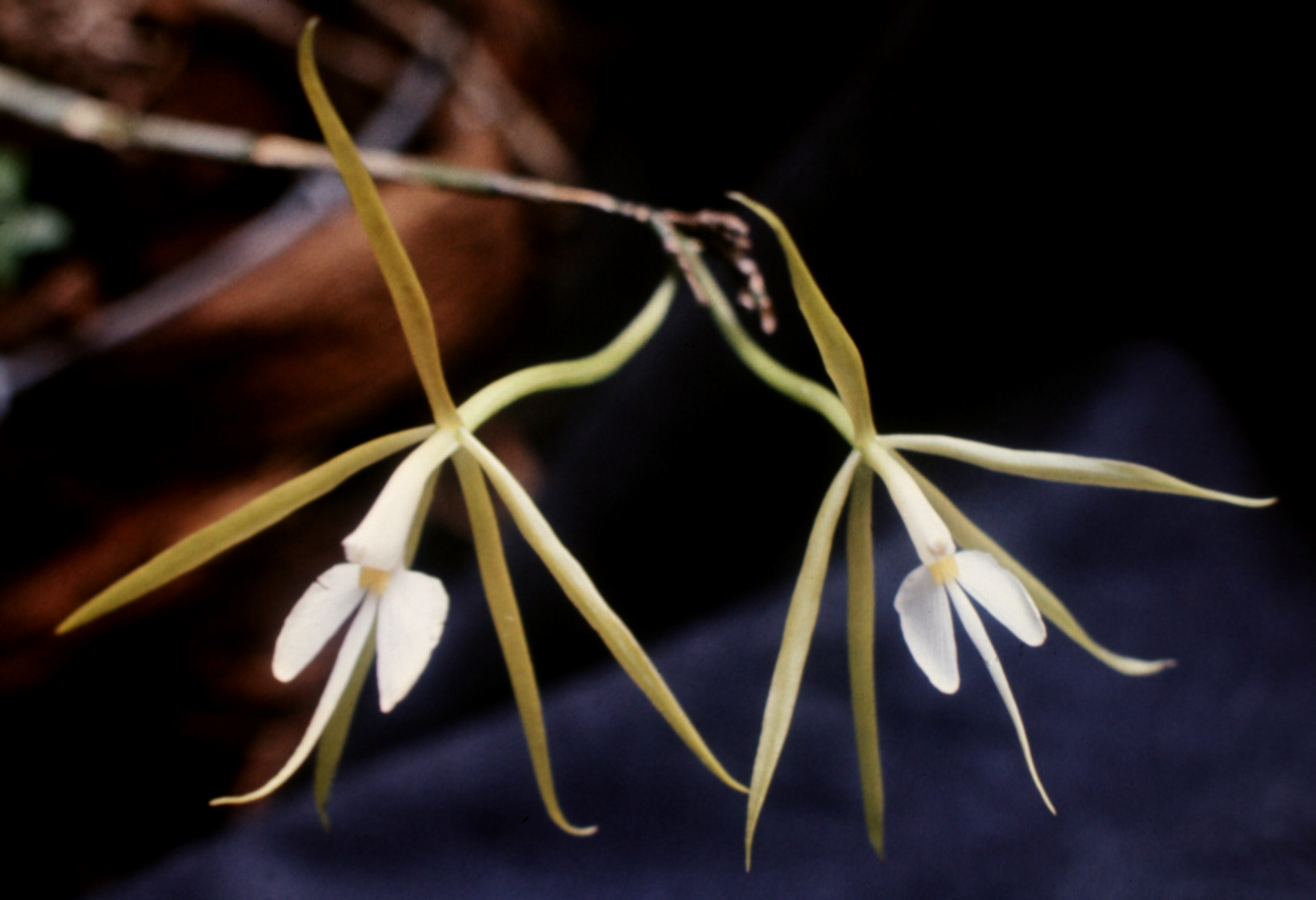
Epidendrum nocturnum

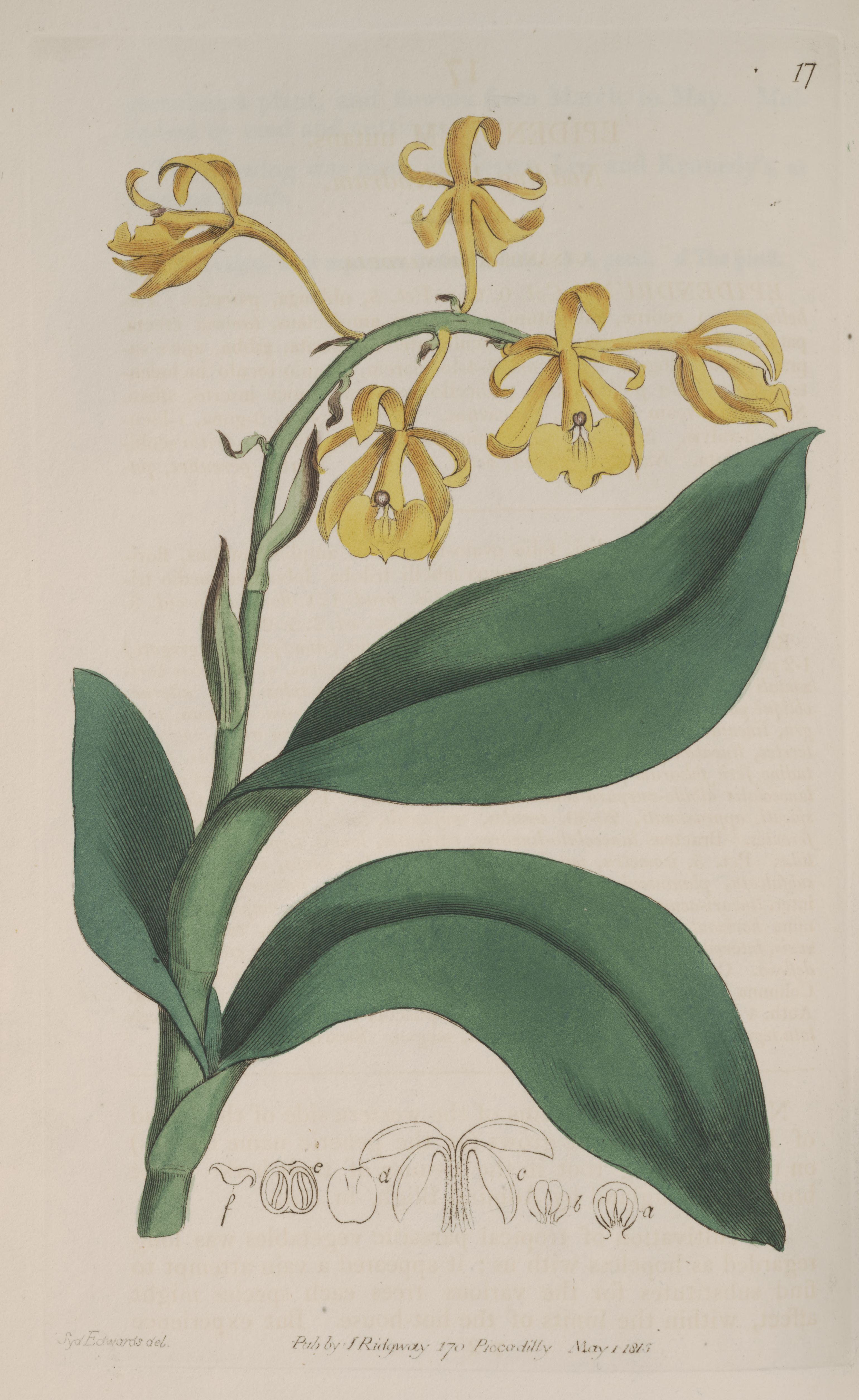
Epidendrum nutans

- Epidendrum nanegalense Hágsater & Dodson, 2001
- Epidendrum nanodentatum Hágsater & Dodson, 2006
- Epidendrum nanoecallosum Hágsater & E.Santiago, 2009
- Epidendrum nanosimplex Hágsater & Dodson, 1999
- Epidendrum nanum C.Schweinf., 1943
- Epidendrum neglectum Schltr., 1921
- Epidendrum nelsonii Hágsater, 1987
- Epidendrum nematopetalum Hágsater & Dodson, 2001
- Epidendrum neogaliciensis Hágsater & R.González, 1983
- Epidendrum neolehmannia Schltr., 1921
- Epidendrum neoporpax Ames, 1934
- Epidendrum neoviridiflorum Hágsater, 1992
- Epidendrum nervosiflorum Ames & C.Schweinf., 1925
- Epidendrum neudeckeri Dodson & Hágsater, 1994
- Epidendrum nevadense Hágsater & E.Santiago, 2004
- Epidendrum nicaraguense Scheeren ex Hágsater, 1993
- Epidendrum nigricans Schltr., 1913
- Epidendrum nitens Rchb.f., 1866
- Epidendrum nitidum L.O.Williams, 1940
- Epidendrum niveocaligarium Hágsater, 2006
- Epidendrum noackii Cogn., 1906
- Epidendrum nocturnum Jacq., 1760 (Specie tipo)
- Epidendrum nora-mesae Hágsater & O.Pérez, 2010
- Epidendrum norae Carnevali & G.A.Romero, 1996
- Epidendrum notabile Schltr., 1923
- Epidendrum nubigena Schltr., 1924
- Epidendrum nubium Rchb.f., 1866
- Epidendrum nuriense Carnevali & Hágsater, 1992
- Epidendrum nutans Sw., 1788
- Epidendrum nutantirhachis Ames & C.Schweinf., 1930

## O
- Epidendrum oaxacanum Rolfe, 1904
- Epidendrum obergii A.D.Hawkes, 1957
- Epidendrum obliquifolium Ames, F.T.Hubb. & C.Schweinf., 1935
- Epidendrum obliquum Schltr., 1912
- Epidendrum oblongialpicola Hágsater & Dodson, 2001
- Epidendrum obovatipetalum Hágsater & Dodson, 1993
- Epidendrum occidentale (Christenson) Hágsater & E.Santiago, 2010
- Epidendrum ochricolor A.D.Hawkes, 1957
- Epidendrum ocotalense Hágsater & L.Sánchez, 2008
- Epidendrum octomerioides Schltr., 1907
- Epidendrum odontantherum Hágsater & Dodson, 2004
- Epidendrum odontochilum Hágsater, 1988
- Epidendrum odontopetalum Hágsater, 2008
- Epidendrum odontospathum Rchb.f., 1878
- Epidendrum oellgaardii Hágsater & Dodson, 1993
- Epidendrum oenochromum Hágsater & Dodson, 2004
- Epidendrum oerstedii Rchb.f., 1852
- Epidendrum oldemanii Christenson, 1994
- Epidendrum oligophyllum F.Lehm. & Kraenzl., 1899
- Epidendrum ophidion Dodson & R.Vásquez, 1989
- Epidendrum ophiochilum Hágsater & Dodson, 2004
- Epidendrum opiranthizon Hágsater & Dodson, 1993
- Epidendrum oraion Hágsater, 1993
- Epidendrum orbiculatum C.Schweinf., 1943
- Epidendrum orchidiflorum Salzm. ex Lindl., 1831
- Epidendrum oreogena Schltr., 1924
- Epidendrum oreonastes Rchb.f., 1878
- Epidendrum orgyale Lindl., 1845
- Epidendrum orientale Hágsater & M.A.Díaz, 1993
- Epidendrum oripicoranense Hágsater & E.Santiago, 2010
- Epidendrum ornithidii Schltr., 1921
- Epidendrum ornithoglossum Schltr., 1917
- Epidendrum orthocaule Schltr., 1921
- Epidendrum orthoclinium Hágsater & Dodson, 2001
- Epidendrum orthodontum Hágsater & L.Sánchez, 1999
- Epidendrum orthophyllum Hágsater & Dodson, 1993
- Epidendrum orthopterum Hágsater & E.Santiago, 2004
- Epidendrum otuzcense Hágsater & E.Santiago, 2009
- Epidendrum oxapampense Hágsater, 1999
- Epidendrum oxybatesii Hágsater & Dodson, 2004
- Epidendrum oxycalyx Hágsater & Dodson, 1993
- Epidendrum oxyglossum Schltr., 1923
- Epidendrum oxynanodes Hágsater, 1999
- Epidendrum oxysepalum Hágsater & E.Santiago, 2004
- Epidendrum oyacachiense Hágsater, 1992

## P

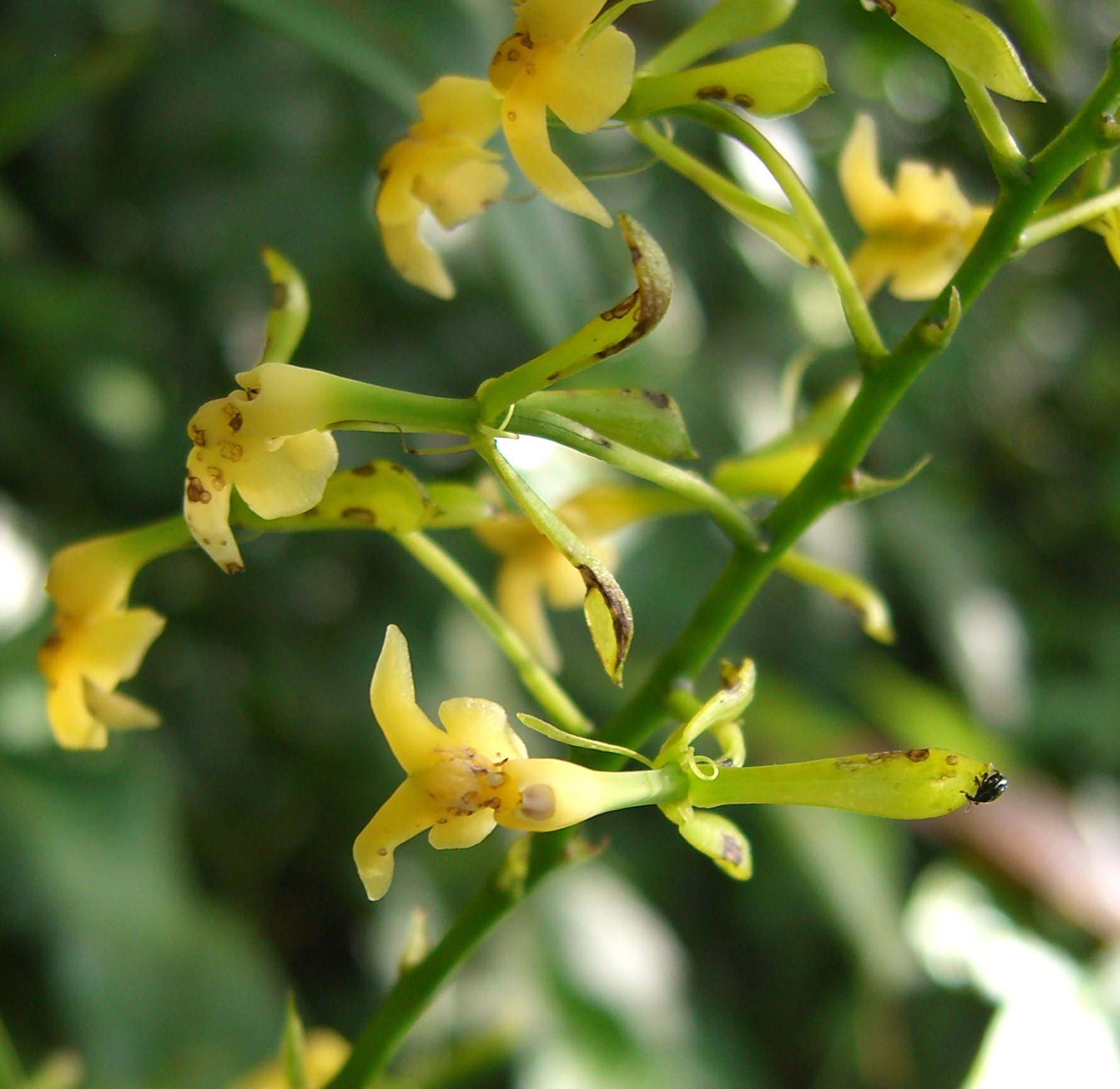
Epidendrum paniculatum

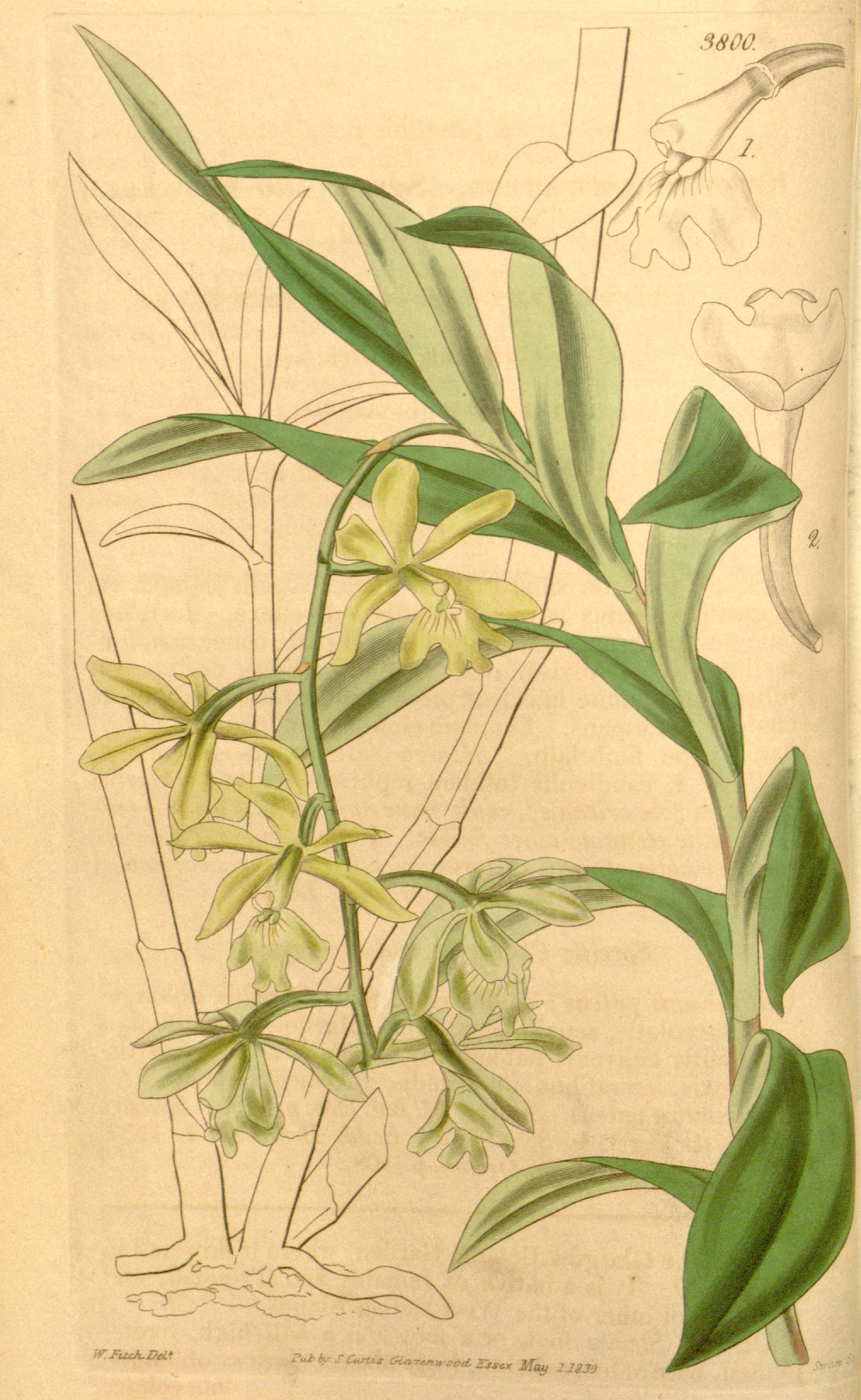
Epidendrum patens

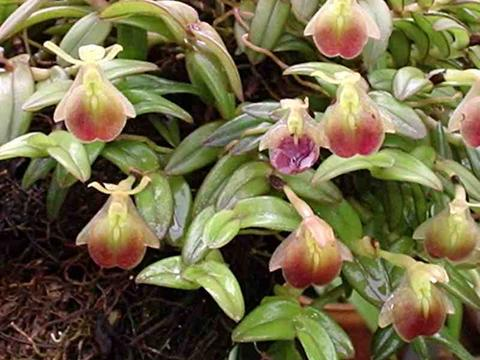
Epidendrum peperomia

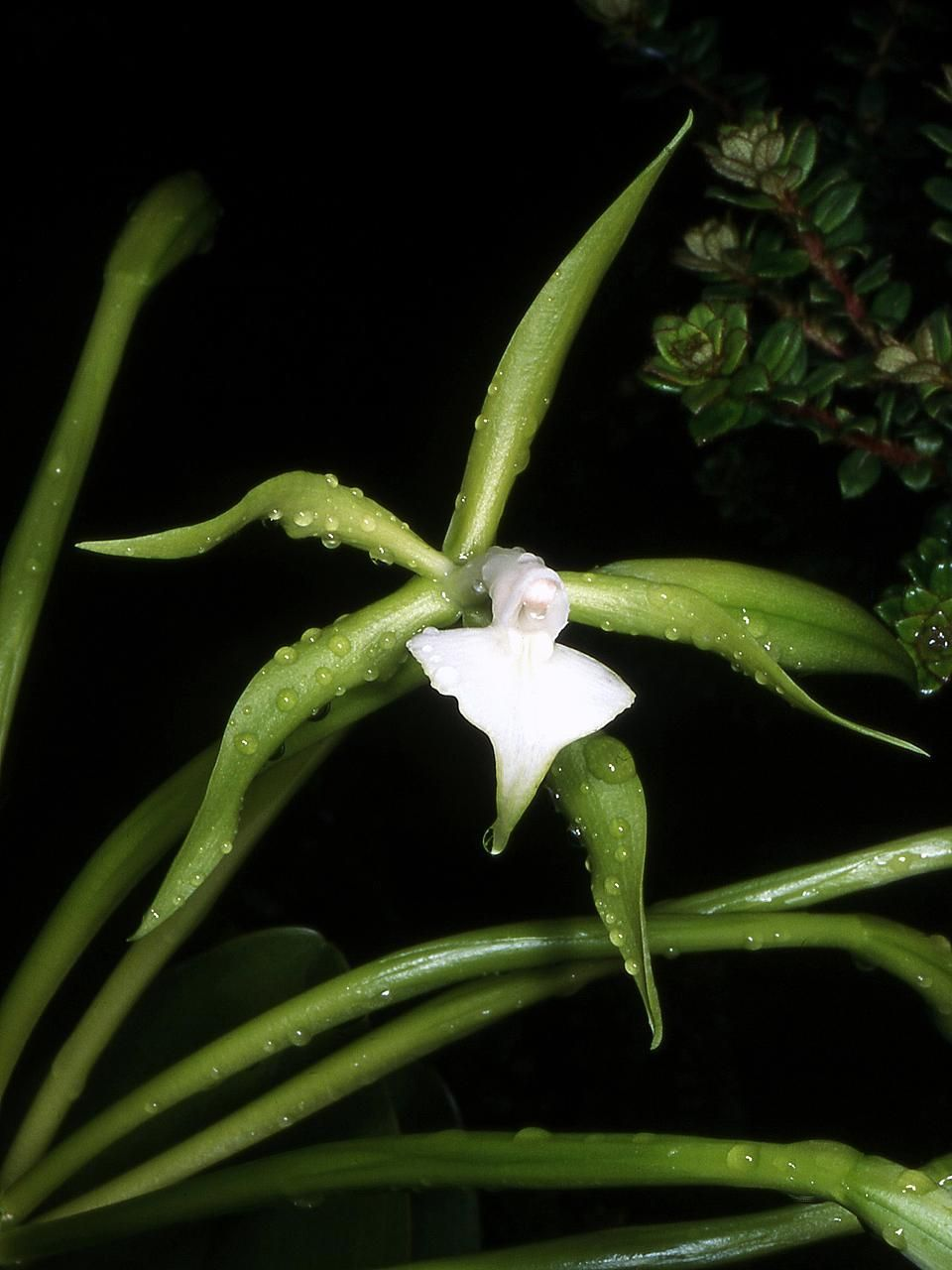
Epidendrum philocremnum

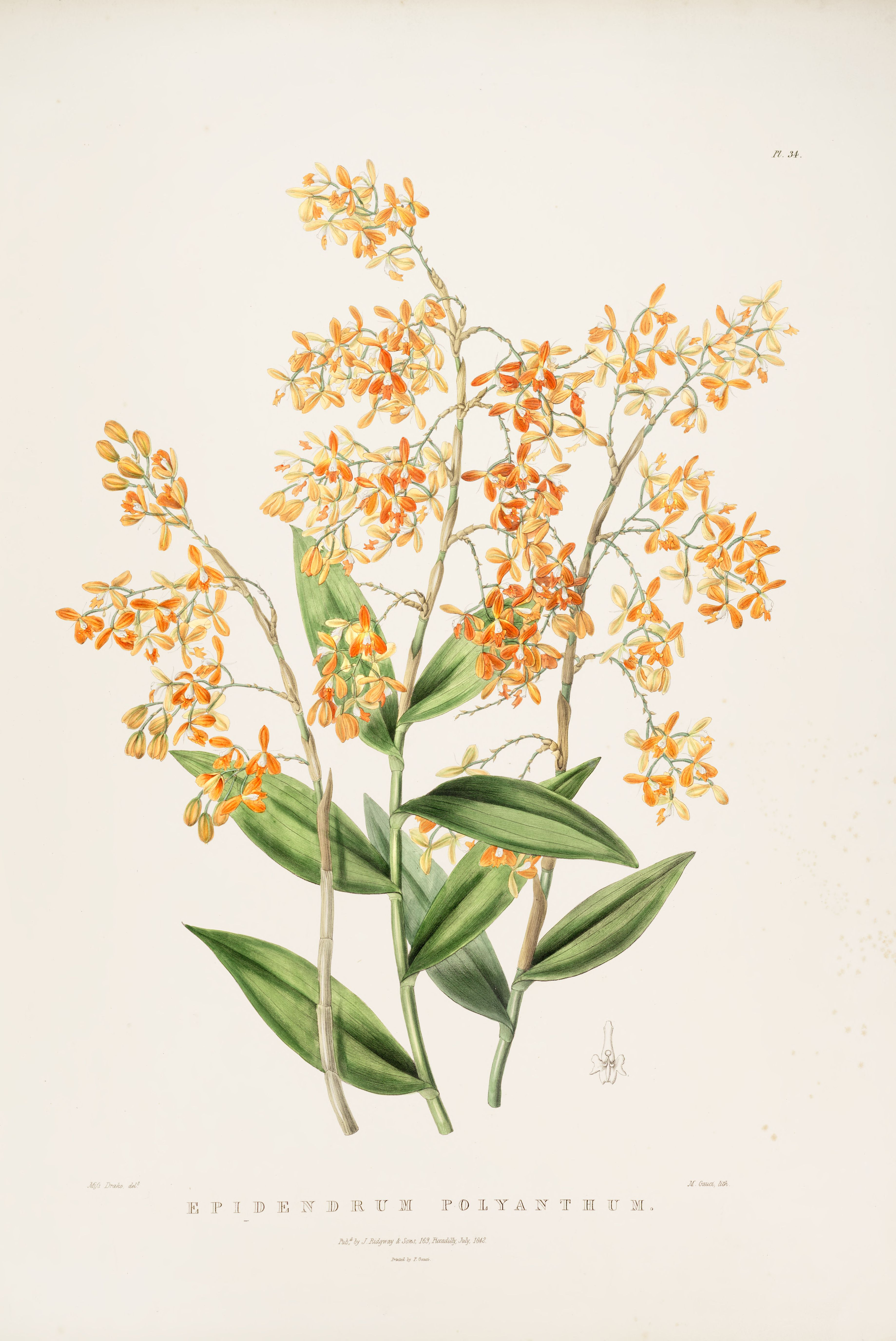
Epidendrum polyanthum

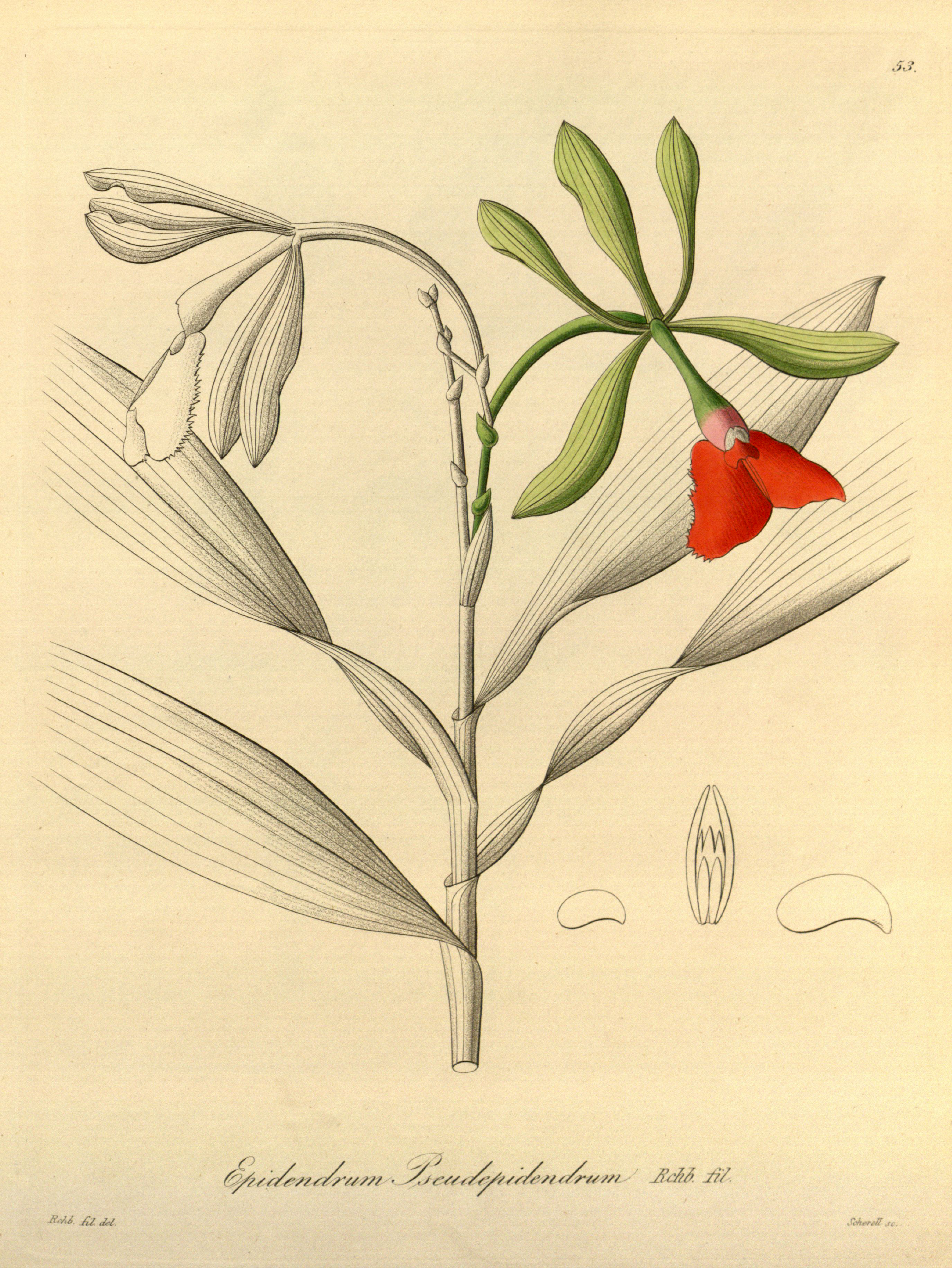
Epidendrum pseudepidendrum

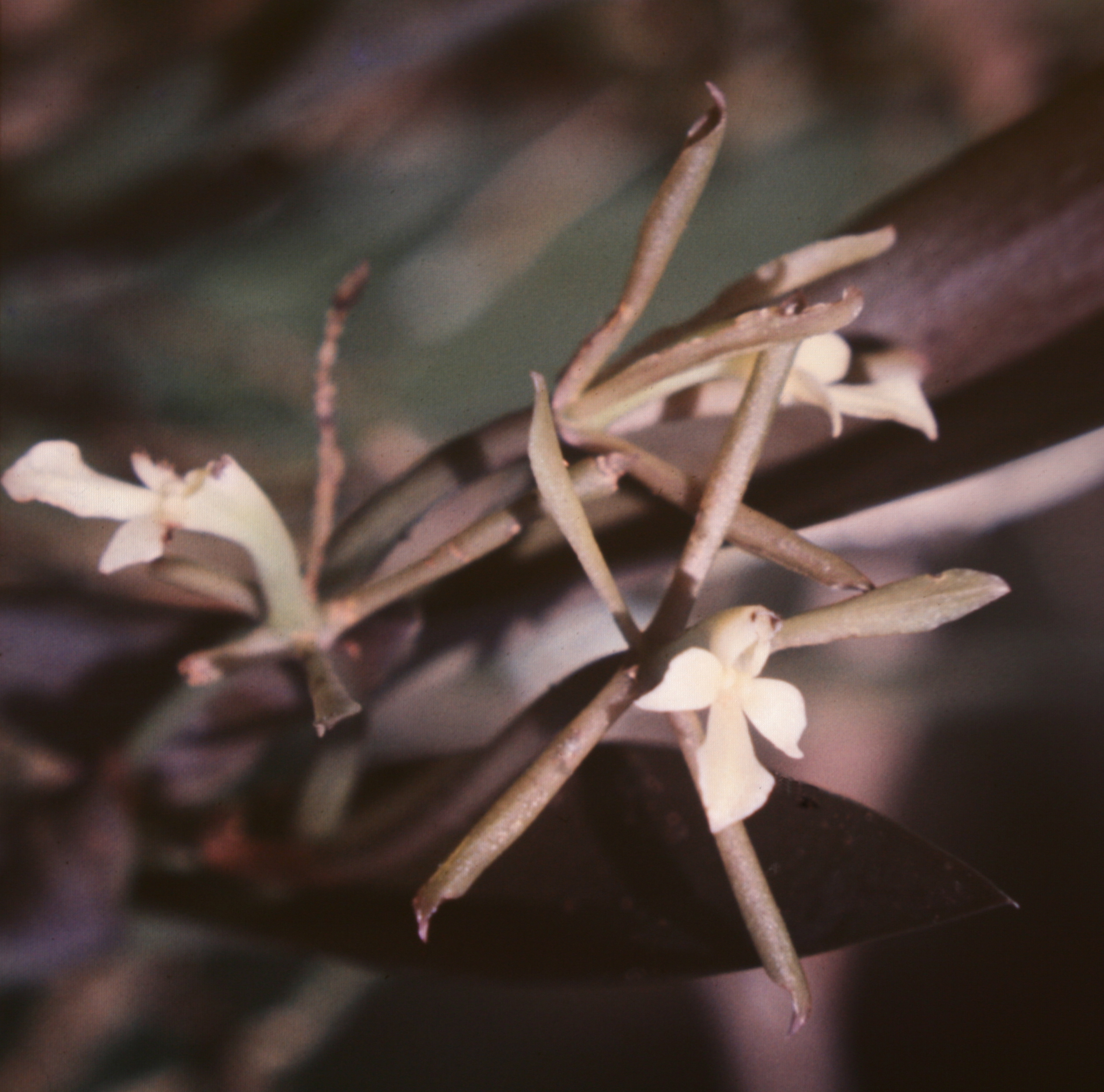
Epidendrum purpurascens

- Epidendrum pachacutequianum Hágsater & Collantes, 2006
- Epidendrum pachoi Hágsater & L.Sánchez, 2001
- Epidendrum pachyceras Hágsater & L.Sánchez, 1993
- Epidendrum pachychilum Kraenzl., 1905
- Epidendrum pachydiscum Hágsater, 2004
- Epidendrum pachyneuron Schltr., 1920
- Epidendrum pachyphylloides Hágsater & E.Santiago, 2004
- Epidendrum pachyphyton Garay, 1973
- Epidendrum pachyrachis Ames, 1923
- Epidendrum pachytepalum Hágsater & E.Santiago, 2006
- Epidendrum pajitense C.Schweinf., 1949
- Epidendrum palaciosii Hágsater & Dodson, 1993
- Epidendrum pallatangae Schltr., 1917
- Epidendrum pallens Rchb.f., 1866
- Epidendrum pallidiflorum Hook., 1830
- Epidendrum palmidium Hágsater, 1999
- Epidendrum pampatamboense Dodson & R.Vásquez, 1989
- Epidendrum panamense Schltr., 1913
- Epidendrum panchrysum Rchb.f. & Warsz., 1854
- Epidendrum panduratum Hágsater & Dodson, 1993
- Epidendrum panicoides Schltr., 1921
- Epidendrum paniculatum Ruiz & Pav., 1798
- Epidendrum paniculosum Barb.Rodr., 1877
- Epidendrum paniculovenezolanum Hágsater & E.Santiago, 2010
- Epidendrum pansamalae Schltr., 1912
- Epidendrum panteonense Dodson & R.Vásquez, 1989
- Epidendrum papallactense Hágsater & Dodson, 2001
- Epidendrum paradisicola Hágsater & García-Cruz, 1999
- Epidendrum paraguastigma Hágsater & García-Cruz, 1999
- Epidendrum parahybunense Barb.Rodr., 1881
- Epidendrum paranaense Barb.Rodr., 1881
- Epidendrum paranthicum Rchb.f., 1852
- Epidendrum parkinsonianum Hook., 1840
- Epidendrum paruimense G.A.Romero & Carnevali  (2004
- Epidendrum parviexasperatum (Hágsater) Hágsater, 2005
- Epidendrum parviflorum Ruiz & Pav., 1798
- Epidendrum parvilabre Lindl. in G.Bentham, 1845
- Epidendrum pastoense Schltr., 1920
- Epidendrum pastranae Hágsater, 1978
- Epidendrum patens Sw., 1806
- Epidendrum paucifolium Schltr., 1907
- Epidendrum pazii Hágsater, 2001
- Epidendrum pedale Schltr., 1926
- Epidendrum pedicellare Schltr., 1916
- Epidendrum pendens L.O.Williams, 1941
- Epidendrum penneystigma Hágsater & García-Cruz, 1999
- Epidendrum pentacarinatum Hágsater & Dodson, 1999
- Epidendrum pentadactylum Rchb.f., 1854
- Epidendrum peperomia Rchb.f., 1854
- Epidendrum peperomioides Schltr., 1921
- Epidendrum peraltum Schltr., 1920
- Epidendrum pergameneum Rchb.f., 1866
- Epidendrum pergracile Schltr., 1921
- Epidendrum perijaense Carnevali & G.A.Romero in G.A.Romero & G.Carnevali, 2000
- Epidendrum peristerium Hágsater & E.Santiago, 2010
- Epidendrum pernambucense Cogn. in C.F.P.von Martius, 1906
- Epidendrum persinnile Schltr., 1920
- Epidendrum peruvianum A.D.Hawkes, 1957
- Epidendrum philippii Rchb.f., 1850
- Epidendrum philocremnum Hágsater & Dodson, 2001
- Epidendrum philowercklei Hágsater & E.Santiago, 2006
- Epidendrum phragmites A.H.Heller & L.O.Williams, 1968
- Epidendrum phragmitoides Hágsater, 2010
- Epidendrum phyllocharis Rchb.f., 1878
- Epidendrum physodes Rchb.f., 1873
- Epidendrum physophorum Schltr., 1913
- Epidendrum physopus Kraenzl., 1905
- Epidendrum pichinchae Schltr., 1921
- Epidendrum piconeblinaense Hágsater, 2004
- Epidendrum pilcuense Hágsater, 1993
- Epidendrum piliferum Rchb.f., 1876
- Epidendrum pinniferum C.Schweinf., 1938
- Epidendrum piperinum Lindl., 1845
- Epidendrum pirrense Hágsater, 2001
- Epidendrum pitalense J.Linares & Hágsater, 2008
- Epidendrum pitanga Campacci, 2008
- Epidendrum pittieri Ames, 1922
- Epidendrum plagiophyllum Hágsater, 1999
- Epidendrum platychilum Schltr., 1921
- Epidendrum platyclinium Hágsater & Dodson, 1999
- Epidendrum platyglossum Rchb.f., 1876
- Epidendrum platyoon Schltr., 1921
- Epidendrum platyotis Rchb.f., 1859
- Epidendrum platypetalum Hágsater, 2001
- Epidendrum platyphylloserpens Hágsater, 2001
- Epidendrum platyphyllostigma Hágsater & García-Cruz, 1999
- Epidendrum platystachyum Hágsater, 2004
- Epidendrum platystigma Rchb.f., 1866
- Epidendrum platystomoides Hágsater & L.Sánchez, 2006
- Epidendrum platystomum Hágsater & L.Sánchez, 2006
- Epidendrum platytropis Hágsater & E.Santiago, 2010
- Epidendrum pleurobotrys Schltr., 1921
- Epidendrum pleurothalloides Hágsater, 1993
- Epidendrum podocarpophilum Schltr., 1921
- Epidendrum podostylos Hágsater & Dodson, 1993
- Epidendrum poeppigii Hágsater, 1993
- Epidendrum pogonochilum Carnevali & G.A.Romero, 2000
- Epidendrum pollardii Hágsater, 1993
- Epidendrum polyanthogastrium Hágsater & Dodson, 1999
- Epidendrum polyanthum Lindl., 1831
- Epidendrum polychlamys Schltr., 1906
- Epidendrum polychromum Hágsater, 1979
- Epidendrum polygonatum Lindl., 1858
- Epidendrum polystachyoides Kraenzl., 1920
- Epidendrum polystachyum Kunth, 1816
- Epidendrum pomacochense Hágsater, 1999
- Epidendrum pomecense Hágsater, 1999
- Epidendrum popayanense F.Lehm. & Kraenzl., 1899
- Epidendrum porpax Rchb.f., 1855
- Epidendrum porphyreodiscum Hágsater, D.Trujillo & E.Santiago, 2010
- Epidendrum porphyreum Lindl., 1841
- Epidendrum porquerense F.Lehm. & Kraenzl., 1899
- Epidendrum portillae Hágsater & Dodson, 2004
- Epidendrum portokalium Hágsater & Dodson, 2004
- Epidendrum portoricense Hágsater & Ackerman, 1999
- Epidendrum posadarum Hágsater, 2001
- Epidendrum powellii Schltr., 1922
- Epidendrum pozoi Hágsater & Dodson, 1993
- Epidendrum praetervisum Rchb.f., 1876
- Epidendrum prasinum Schltr., 1920
- Epidendrum presbyteri-ludgeronis Gomes Ferreira, 1994
- Epidendrum prietoi Hágsater & Dodson, 2004
- Epidendrum pristes Rchb.f., 1886
- Epidendrum probiflorum Schltr., 1922
- Epidendrum probosantherum Hágsater, 2010
- Epidendrum proligerum Barb.Rodr., 1877
- Epidendrum propinquum A.Rich. & Galeotti, 1845
- Epidendrum prostratum (Lindl.) Cogn., 1898
- Epidendrum pseudapaganum D.E.Benn. & Christenson, 1998
- Epidendrum pseudavicula Kraenzl., 1911
- Epidendrum pseudepidendrum Rchb.f., 1856
- Epidendrum pseudoalbiflorum D.E.Benn. & Christenson, 1998
- Epidendrum pseudoanceps D.E.Benn. & Christenson, 1998
- Epidendrum pseudobarbeyanurn Pupulin & Karremans, 2010
- Epidendrum pseudocardioepichilum Becerra & Hágsater, 2008
- Epidendrum pseudocernuum Carnevali & I.Ramírez, 1998
- Epidendrum pseudodifforme Hoehne & Schltr., 1925
- Epidendrum pseudoglobiflorum Hágsater & Dodson, 2004
- Epidendrum pseudogramineum D.E.Benn. & Christenson, 2001
- Epidendrum pseudokillipii Hágsater & L.Sánchez, 2004
- Epidendrum pseudolankesteri Carnevali & G.A.Romero, 2000
- Epidendrum pseudomancum Hágsater & L.Sánchez, 2004
- Epidendrum pseudonocturnum Hágsater & Dodson, 1993
- Epidendrum pseudopaniculatum Dodson, 1978
- Epidendrum pseudopolystachyum D.E.Benn. & Christenson, 2001
- Epidendrum pseudoramosum Schltr., 1912
- Epidendrum pseudosarcoglottis Hágsater & Dodson, 2004
- Epidendrum pseudoschumannianum Fowlie, 1969
- Epidendrum psilosepalum Hágsater & E.Santiago, 2008
- Epidendrum pterocaulum Hágsater & E.Santiago, 2009
- Epidendrum pterogastrium Hágsater, 2004
- Epidendrum pteroglottis Schltr., 1921
- Epidendrum pterostele Hágsater & Dodson, 2001
- Epidendrum ptochicum Hágsater, 2006
- Epidendrum puberulosum Hágsater, 1992
- Epidendrum pubiflorum C.Schweinf., 1943
- Epidendrum pucunoense Hágsater & Dodson, 2001
- Epidendrum pudicum Ames, 1923
- Epidendrum pulchrum (Schltr.) Hágsater & Dodson, 1992
- Epidendrum pumilum Rolfe, 1893
- Epidendrum punense Hágsater & Dodson, 2004
- Epidendrum puniceoluteum F.Pinheiro & F.Barros, 2006
- Epidendrum purdiei Hágsater & E.Santiago, 2009
- Epidendrum purpurascens Focke, 1851
- Epidendrum purum Lindl., 1844
- Epidendrum puteum Standl. & L.O.Williams, 1953
- Epidendrum putidocardiophyllum Hágsater & Dodson, 2001
- Epidendrum putumayoense Hágsater & L.Sánchez, 1999
- Epidendrum puyoense Hágsater & Dodson, 2001

## Q

Epidendrum quitensium

- Epidendrum quadrangulatum A.D.Hawkes, 1957
- Epidendrum queirozianum Campacci & J.B.F.Silva, 2010
- Epidendrum quinquecallosum Schltr., 1920
- Epidendrum quinquepartitum Schltr., 1922
- Epidendrum quisayanum Schltr., 1916
- Epidendrum quispei Hágsater & Collantes, 2006
- Epidendrum quitensium Rchb.f. in W.G.Walpers, 1862

## R

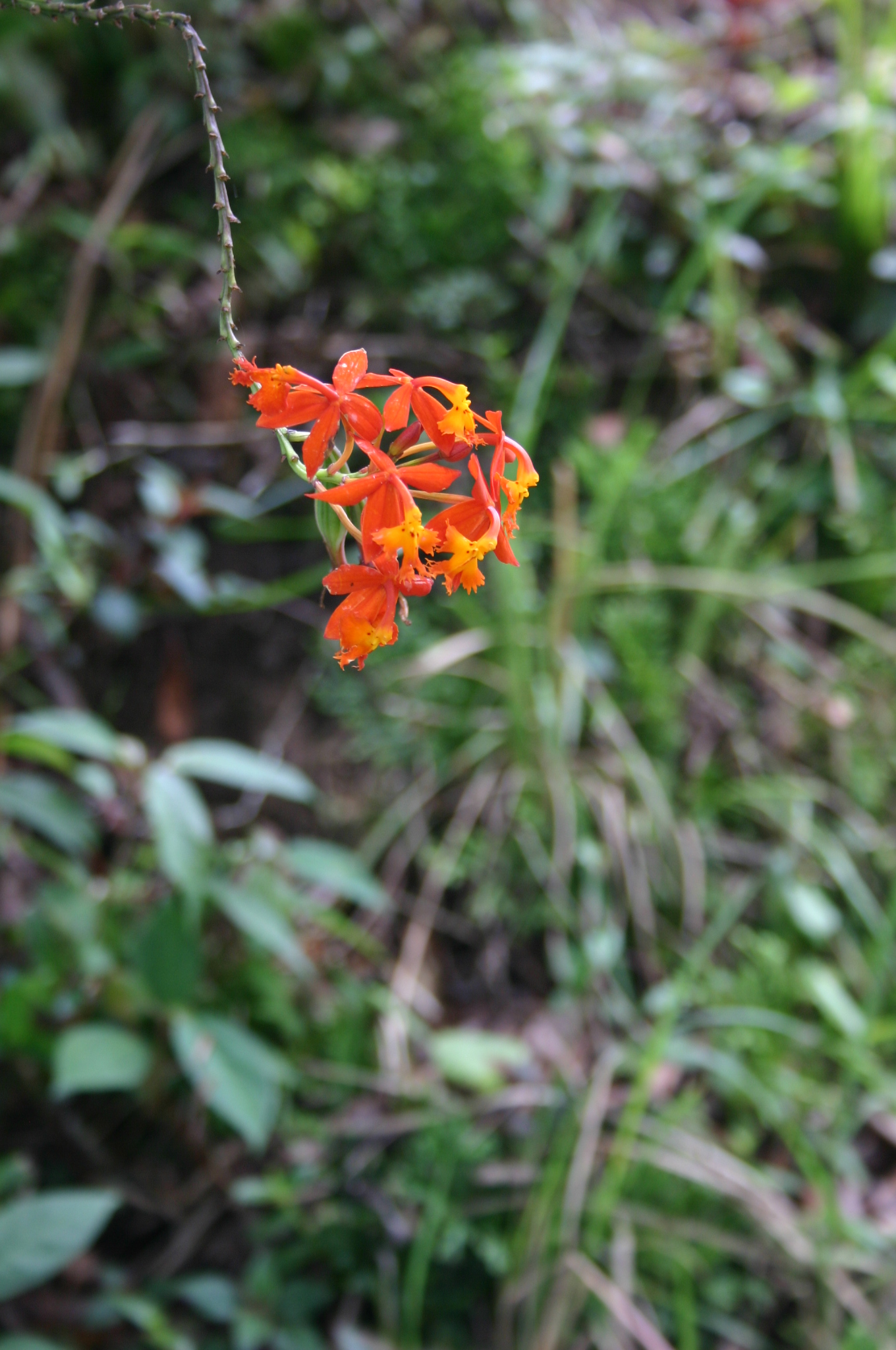
Epidendrum radicans

- Epidendrum radicans Pav. ex Lindl., 1831
- Epidendrum radioferens (Ames, F.T.Hubb. & C.Schweinf.) Hágsater, 1977
- Epidendrum rafael-lucasii Hágsater, 1993
- Epidendrum ramonianum Schltr., 1923
- Epidendrum ramosissimum Ames & C.Schweinf., 1925
- Epidendrum ramosum Jacq., 1760
- Epidendrum rauhii Hágsater, 2004
- Epidendrum reclinatum Carnevali & I.Ramírez, 2003
- Epidendrum rectopedunculatum C.Schweinf., 1943
- Epidendrum recurvatum Lindl., 1845
- Epidendrum refractum Lindl., 1843
- Epidendrum reniconfusum Hágsater, E.Santiago & Dodson, 2009
- Epidendrum renilabioides Hágsater & Dodson, 2001
- Epidendrum renilabium Schltr., 1920
- Epidendrum renzii Garay & Dunst., 1965
- Epidendrum repens Cogn., 1909
- Epidendrum resectum Rchb.f., 1876
- Epidendrum retrosepalum Hágsater, Ric.Fernández & E.Santiago, 2009
- Epidendrum reveloi Hágsater & Dodson, 1993
- Epidendrum revertianum (Stehlé) Hágsater, 1993
- Epidendrum revolutum Barb.Rodr., 1877
- Epidendrum rhizomaniacum Rchb.f., 1878
- Epidendrum rhodanthum Hágsater & Dodson, 1999
- Epidendrum rhodoides Hágsater & Dodson, 2001
- Epidendrum rhodovandoides Hágsater, 2008
- Epidendrum rhombicapitellatum Hágsater & Dodson, 2007
- Epidendrum rhombimancum Hágsater & L.Sánchez, 2008
- Epidendrum rhombochilum L.O.Williams, 1940
- Epidendrum rhopalostele Hágsater & Dodson, 2001
- Epidendrum rigidiflorum Schltr., 1923
- Epidendrum rigidum Jacq., 1760
- Epidendrum riobambae Schltr., 1921
- Epidendrum rivulare Lindl., 1858
- Epidendrum robustum Cogn. in C.F.P.von Martius & auct. suc. (eds.), 1906
- Epidendrum rocalderianum P.Ortiz & Hágsater, 1999
- Epidendrum rodrigoi Hágsater, 1993
- Epidendrum rojasii Cogn., 1912
- Epidendrum rolfeanum F.Lehm. & Kraenzl., 1899
- Epidendrum romanii Hágsater & Dodson, 1993
- Epidendrum romero-castannedae Hágsater & L.Sánchez, 2006
- Epidendrum roncanum Dodson & R.Vásquez, 1989
- Epidendrum rondoniense L.C.Menezes, 1990
- Epidendrum rondosianum C.Schweinf., 1943
- Epidendrum roseoscriptum Hágsater, 1993
- Epidendrum rosilloi Hágsater, 1988
- Epidendrum rostratum Garay & Dunst., 1961
- Epidendrum rostrigerum Rchb.f., 1876
- Epidendrum rothii A.D.Hawkes, 1957
- Epidendrum rotundifolium Hágsater & Dodson, 2001
- Epidendrum rowleyi Withner & Pollard, 1969
- Epidendrum rubioi Hágsater & Dodson, 1993
- Epidendrum rugosum Ames, 1923
- Epidendrum rugulosum Schltr., 1920
- Epidendrum ruizianum Steud., 1840
- Epidendrum ruizlarreanum D.E.Benn. & Christenson, 2001
- Epidendrum rupestre Lindl., 1841
- Epidendrum rupicola Cogn., 1898
- Epidendrum rusbyi Hágsater & L.Sánchez, 2009

## S

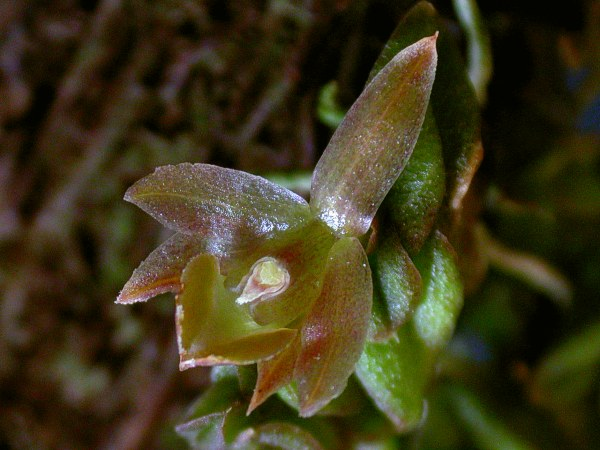
Epidendrum schlechterianum

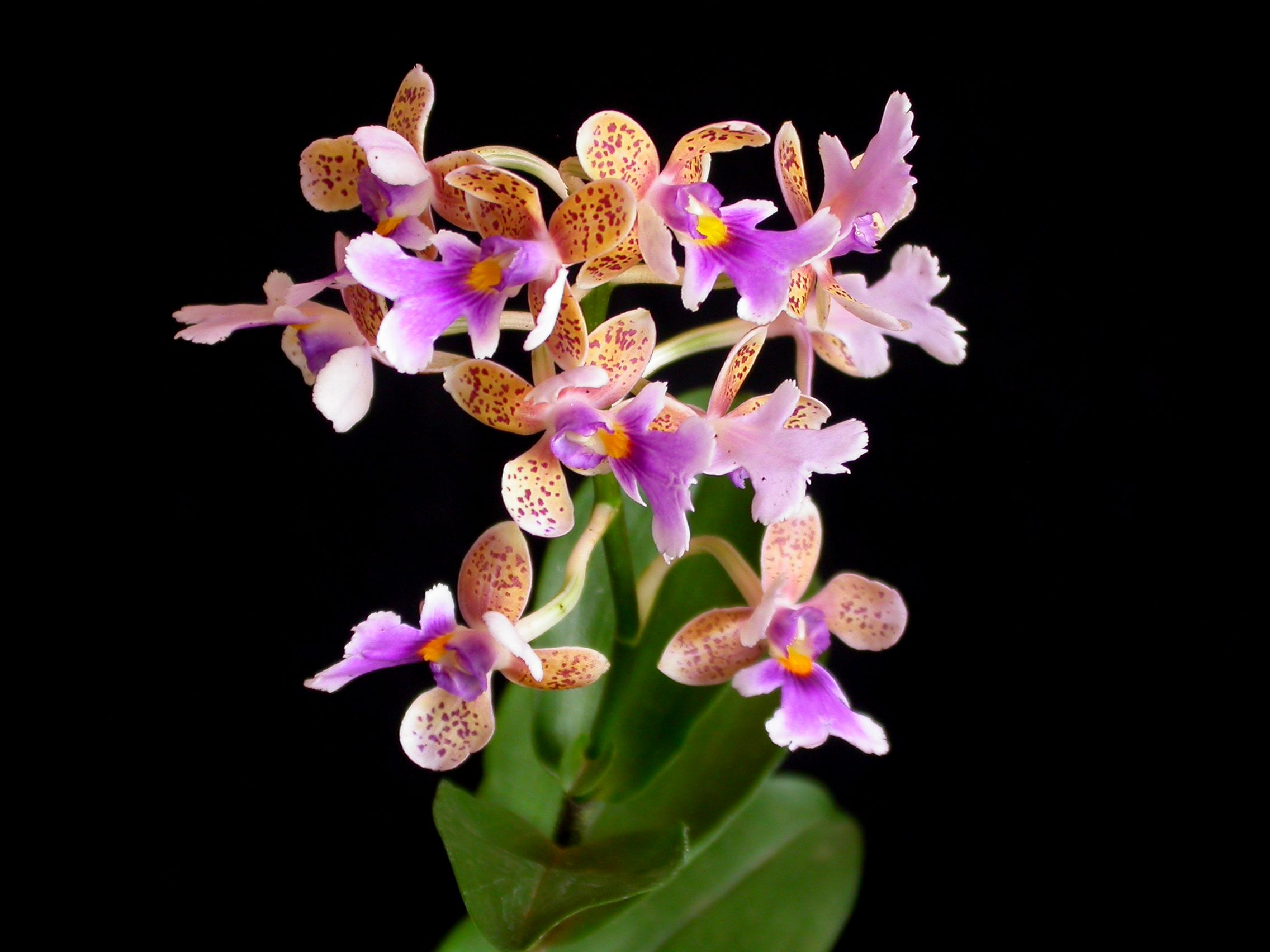
Epidendrum schumannianum

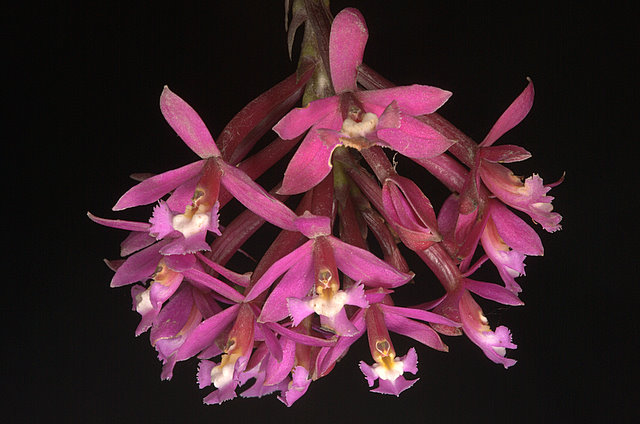
Epidendrum secundum

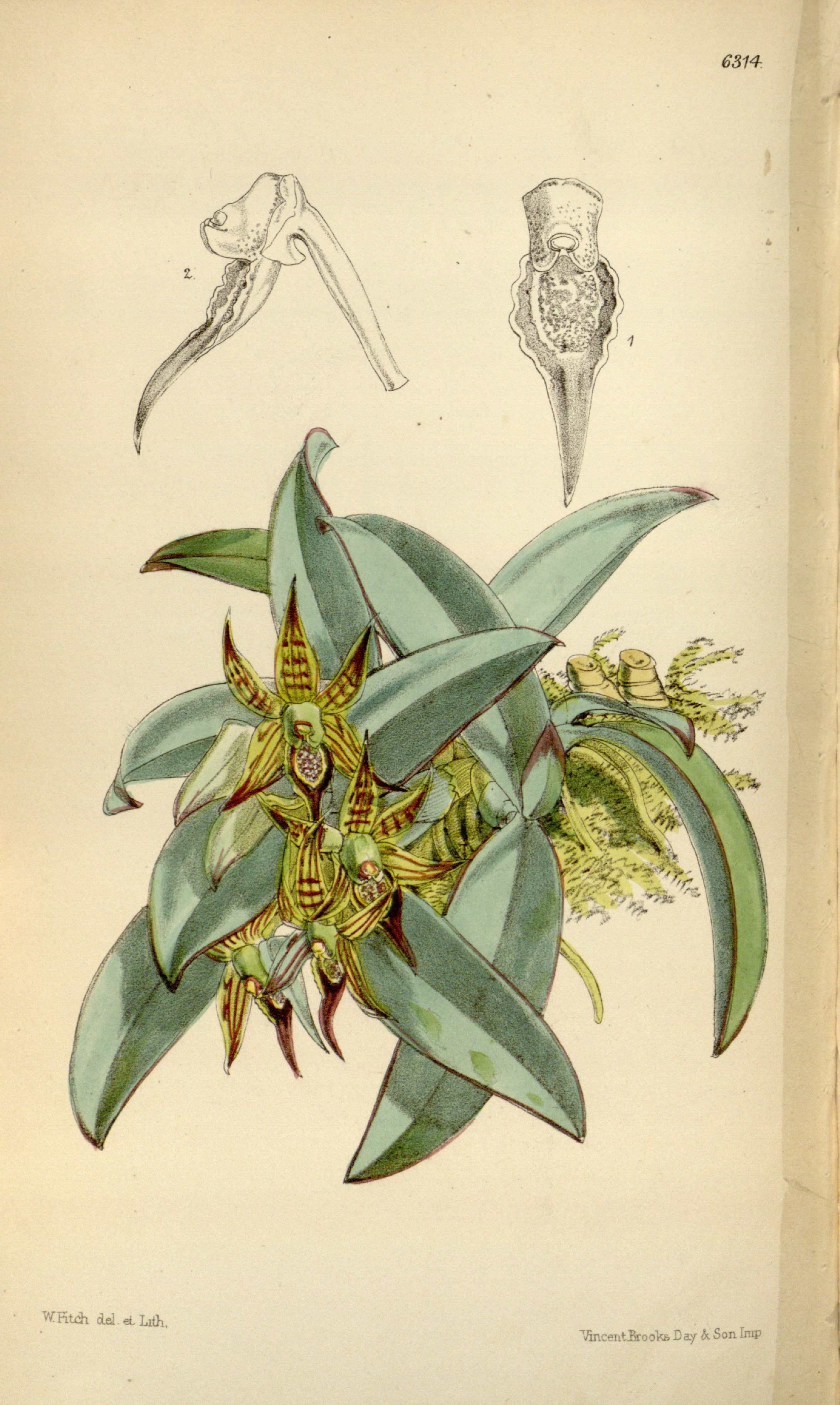
Epidendrum sophrontis

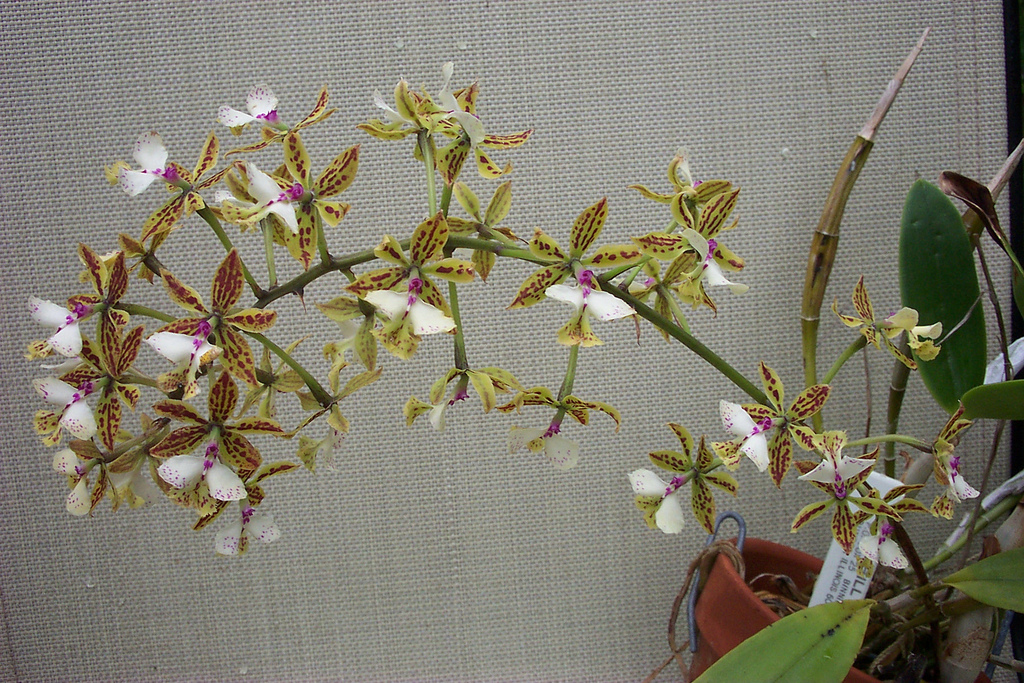
Epidendrum stamfordianum

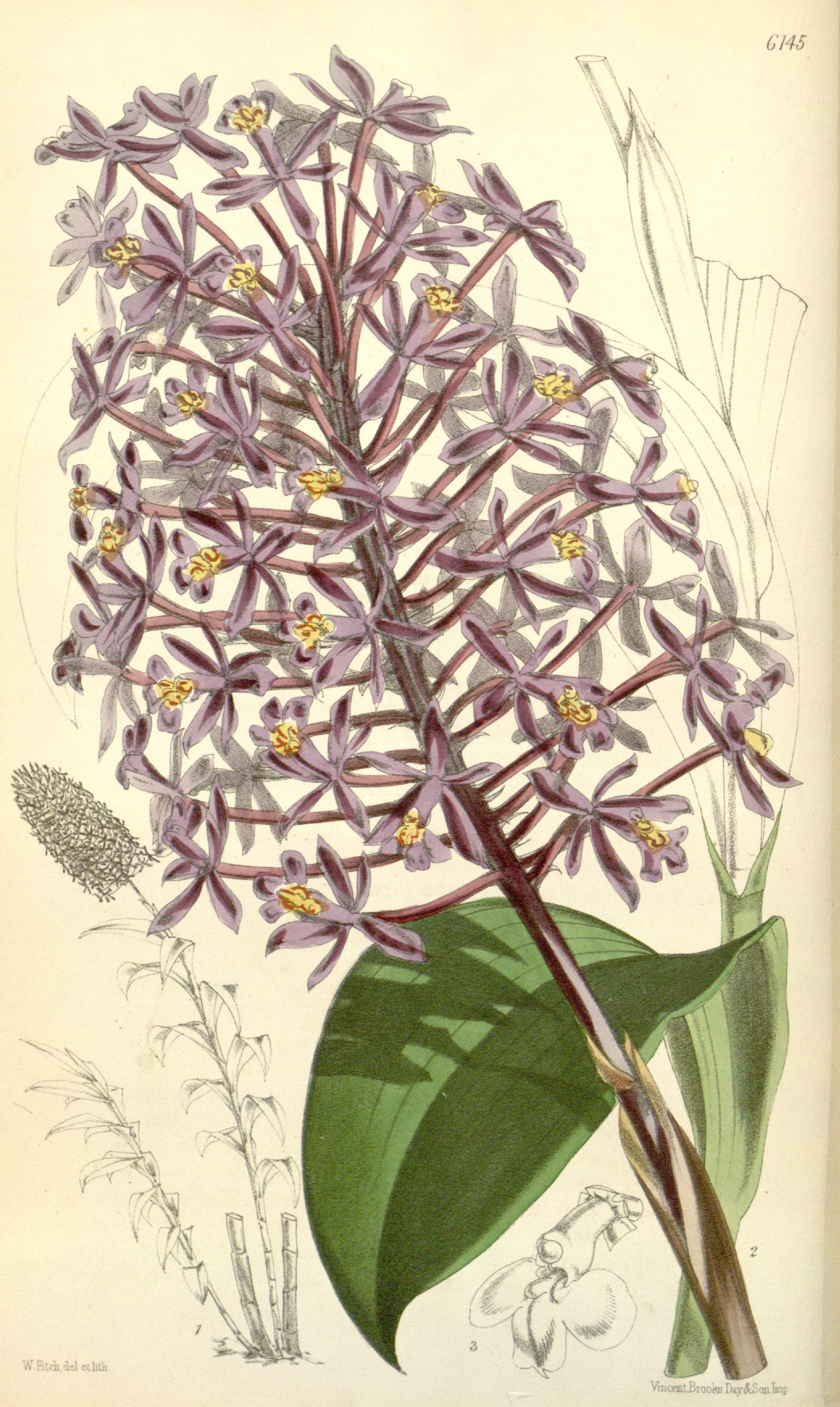
Epidendrum syringothyrsis

- Epidendrum saccatum Hágsater, 2001
- Epidendrum saccirhodochilum Hágsater & E.Santiago, 2009
- Epidendrum sagasteguii Hágsater & E.Santiago, 2004
- Epidendrum salpichlamys Hágsater & E.Santiago, 2006
- Epidendrum samaipatense Dodson & R.Vásquez, 1989
- Epidendrum sanchoi Ames, 1923
- Epidendrum sanctae-martae Schltr., 1920
- Epidendrum sanderi A.D.Hawkes, 1957
- Epidendrum sangayense Hágsater & Dodson, 2006
- Epidendrum santaclarense Ames, 1923
- Epidendrum sarcochilum Lindl. & Rchb.f., 1854
- Epidendrum sarcodes Lindl., 1853
- Epidendrum sarcoglottis Schltr., 1921
- Epidendrum sarcostalix Rchb.f. & Warsz., 1854
- Epidendrum saxatile Lindl., 1841
- Epidendrum saxicola Kraenzl., 1905
- Epidendrum saximontanum Pabst, 1967
- Epidendrum scabrum Ruiz & Pav., 1798
- Epidendrum scalpelligerum Rchb.f., 1865
- Epidendrum scharfii Hágsater & Dodson, 1993
- Epidendrum schistochilum Schltr., 1924
- Epidendrum schistostemum Hágsater, Laube & L.Sánchez, 2008
- Epidendrum schizoclinandrium D.E.Benn. & Christenson, 2001
- Epidendrum schlechterianum Ames, 1924
- Epidendrum schlimii Rchb.f., 1850
- Epidendrum schmidtchenii Hágsater & E.Santiago, 2009
- Epidendrum schneideri Hágsater, 2001
- Epidendrum schnitteri Schltr., 1921
- Epidendrum schumannianum Schltr., 1911
- Epidendrum schunkei D.E.Benn. & Christenson, 1998
- Epidendrum schweinfurthianum Correll, 1947
- Epidendrum scopulorum Rchb.f., 1878
- Epidendrum sculptum Rchb.f., 1854
- Epidendrum scutella Lindl., 1844
- Epidendrum scytocladium Schltr., 1920
- Epidendrum secundum Jacq., 1760
- Epidendrum selaginella Schltr., 1906
- Epidendrum semiteretifolium D.E.Benn. & Christenson, 1995
- Epidendrum septumspinae D.E.Benn. & Christenson, 2001
- Epidendrum serpens Lindl. in G.Bentham, 1845
- Epidendrum serrulatum Sw., 1788
- Epidendrum serruliferum Schltr., 1923
- Epidendrum sertorum Garay & Dunst., 1972
- Epidendrum shigenobui Hágsater, 1999
- Epidendrum sierrae-peladae Kraenzl., 1920
- Epidendrum sigmodiothoneum Hágsater & E.Santiago, 2007
- Epidendrum sigmoideum Hágsater, 1999
- Epidendrum sigsigense Hágsater & Dodson, 2008
- Epidendrum silvae Hágsater & V.P.Castro, 1999
- Epidendrum silvanum V.P.Castro & Chiron, 2003
- Epidendrum silverstonei Hágsater, 1999
- Epidendrum simulacrum Ames, 1923
- Epidendrum singuliflorum Schltr., 1912
- Epidendrum sinuosum Lindl., 1853
- Epidendrum siphonosepaloides T.Hashim., 1986
- Epidendrum siphonosepalum Garay & Dunst., 1972
- Epidendrum sisgaense Hágsater, 2001
- Epidendrum skutchii Ames, F.T.Hubb. & C.Schweinf., 1936
- Epidendrum smaragdinum Lindl., 1838
- Epidendrum sneidernii Hágsater & E.Santiago, 2010
- Epidendrum sobralioides Ames & Correll, 1943
- Epidendrum socorrense Rchb.f. & Warsz., 1854
- Epidendrum sodiroi Schltr., 1916
- Epidendrum solomonii Hágsater & L.Sánchez, 2004
- Epidendrum sophronitis Lindl. & Rchb.f., 1857
- Epidendrum sophronitoides F.Lehm. & Kraenzl., 1899
- Epidendrum soratae Rchb.f., 1878
- Epidendrum sotoanum Karremans & Hágsater, 2010
- Epidendrum spasmosum Hágsater & Dodson, 2004
- Epidendrum spathatum Schltr., 1917
- Epidendrum spathulipetalum Hágsater & Dressler, 2001
- Epidendrum sphaeranthum Schltr., 1921
- Epidendrum sphaerostachyum Rchb.f., 1877
- Epidendrum sphenostele Hágsater & E.Santiago, 2007
- Epidendrum spicatum Hook.f., 1851
- Epidendrum spilotum Garay & Dunst., 1976
- Epidendrum spinescens Lindl., 1853
- Epidendrum splendens Schltr., 1921
- Epidendrum spruceanum Lindl., 1853
- Epidendrum stalkyi Carnevali & G.A.Romero, 2000
- Epidendrum stallforthianum Kraenzl., 1912
- Epidendrum stamfordianum Bateman, 1839
- Epidendrum stangeanum Rchb.f., 1881
- Epidendrum stanhopeanum Kraenzl., 1897
- Epidendrum stellidifforme Hágsater & Dodson, 2001
- Epidendrum stenocalymmum Hágsater & G.Calat., 2004
- Epidendrum stenopetaloides Kraenzl., 1920
- Epidendrum stenophyllum Hágsater & Dodson, 1993
- Epidendrum stenophyton Schltr., 1921
- Epidendrum stenoselaginella Hágsater & E.Santiago, 2007
- Epidendrum stenostachyum Hágsater & E.Santiago, 2004
- Epidendrum sterroanthum Schltr., 1920
- Epidendrum sterrophyllum Schltr., 1920
- Epidendrum stevensii Hágsater, 1992
- Epidendrum stevensonii Hágsater & Dodson, 2001
- Epidendrum steyermarkii A.D.Hawkes, 1957
- Epidendrum stictoglossum Hágsater & D.Trujillo, 2007
- Epidendrum stiliferum Dressler, 1967
- Epidendrum stolidium Hágsater, 2005
- Epidendrum storkii Ames, 1924
- Epidendrum stramineum Lindl., 1853
- Epidendrum strictiforme C.Schweinf., 1949
- Epidendrum strictum Schltr., 1924
- Epidendrum strobilicaule Hágsater & Benelli, 2008
- Epidendrum strobiliferum Rchb.f., 1859
- Epidendrum strobiloides Garay & Dunst., 1966
- Epidendrum suaveolens Ames, 1922
- Epidendrum suavis (Rchb.f. & Warsz.) Løjtnant, 1977
- Epidendrum subadnatum Rchb.f., 1876
- Epidendrum subfloribundum Schltr., 1924
- Epidendrum subliberhombicum Hágsater & E.Santiago, 2010
- Epidendrum sublobatum C.Schweinf. ex Garay & Dunst., 1965
- Epidendrum subnutans Ames & C.Schweinf., 1930
- Epidendrum suborbiculare Schltr., 1924
- Epidendrum subpurum Rchb.f., 1854
- Epidendrum subreniforme C.Schweinf., 1943
- Epidendrum subtorquatum Kraenzl., 1920
- Epidendrum subumbellatum Hoffmanns., 1842
- Epidendrum successivum Hágsater & F.E.L.Miranda, 1993
- Epidendrum succulentum Hágsater, 1988
- Epidendrum sucumbiense Hágsater & Dodson, 2001
- Epidendrum suinii Hágsater & Dodson, 2001
- Epidendrum sulcatum Ames, 1922
- Epidendrum sumacoense Hágsater & Dodson, 1993
- Epidendrum summerhayesii Hágsater, 1993
- Epidendrum superpositum Garay, 1958
- Epidendrum suturatum Hágsater & Dressler, 1993
- Epidendrum swartzii (Rchb.f. ex Griseb.) Hágsater, 2007
- Epidendrum sympetalostele Hágsater & L.Sánchez, 1993
- Epidendrum sympodiale Schltr., 1920
- Epidendrum synchronum Hágsater, 2004
- Epidendrum syringodes Schltr., 1929
- Epidendrum syringothyrsis Rchb.f. ex Hook.f., 1875

## T

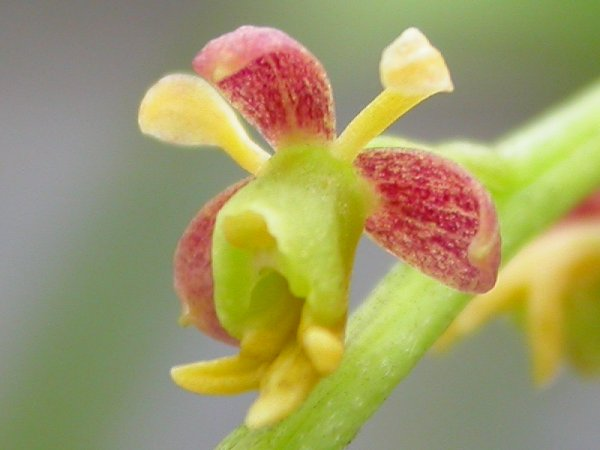
Epidendrum tridactylum

- Epidendrum tacanaense Hágsater, Soto Arenas & E.Santiago, 2008
- Epidendrum tacarcunense Hágsater, 1999
- Epidendrum tachirense Foldats, 1968
- Epidendrum talamancanum (J.T.Atwood) Mora-Ret. & García Castro, 1990 publ. 1991
- Epidendrum tamaense Foldats, 1968
- Epidendrum tandapianum Dodson & Hágsater, 1989
- Epidendrum tandapioides Hágsater, 2009
- Epidendrum tenax Rchb.f., 1854
- Epidendrum tenue Lindl., 1841
- Epidendrum tenuicaule F.Lehm. & Kraenzl., 1899
- Epidendrum tenuispathum C.Schweinf., 1952
- Epidendrum tenuisulcatum (Dressler) Hágsater, 1993
- Epidendrum tessmannii Mansf., 1928
- Epidendrum tetraceros Rchb.f., 1852
- Epidendrum tetragonioides Hágsater & Dodson, 2009
- Epidendrum teuscherianum A.D.Hawkes, 1957
- Epidendrum thelephorum Hágsater & Dodson, 1993
- Epidendrum theodorii Schltr., 1922
- Epidendrum thermophilum Hágsater & Dodson, 1993
- Epidendrum thiagoi Hágsater & L.Sánchez, 2010
- Epidendrum thompsonii Hágsater & Dodson, Icon. Orchid. 3: t. 385 (1999
- Epidendrum thurstoniorum Hágsater, 1999
- Epidendrum tigriphyllum Hágsater, 1999
- Epidendrum tingo-mariae Hágsater, 1999
- Epidendrum tipuloideum Lindl., 1853
- Epidendrum tiwinzaense Hágsater & Dodson, 2004
- Epidendrum tobarii Hágsater & Dodson, 2004
- Epidendrum tolimense Lindl., 1845
- Epidendrum tonduzii Lank., 1924
- Epidendrum torquatum Lindl. in G.Bentham, 1845
- Epidendrum torraense Hágsater & Silverst., 2001
- Epidendrum tortipetalum Scheeren, 1976
- Epidendrum tovarense Rchb.f., 1850
- Epidendrum trachychlaena Schltr., 1917
- Epidendrum trachypentatropis Hágsater & E.Santiago, 2010
- Epidendrum trachypus F.Lehm. & Kraenzl., 1899
- Epidendrum trachysepalum Hágsater, 1992
- Epidendrum trachythece Schltr., 1907
- Epidendrum transversellipticum Hágsater, 2001
- Epidendrum transversovatum Hágsater & Dodson, 2001
- Epidendrum trialatum Hágsater, 1984
- Epidendrum triangulabium Ames & C.Schweinf., 1930
- Epidendrum trianthum Schltr., 1923
- Epidendrum tricarinatum Rolfe, 1917
- Epidendrum trichopetalum Schltr., 1913
- Epidendrum tricrure Rchb.f. & Warsz., 1854
- Epidendrum tridactylum Lindl., 1838
- Epidendrum tridens Poepp. & Endl., 1836
- Epidendrum trifidum Schltr., 1920
- Epidendrum triflorum Ruiz & Pav., 1798
- Epidendrum trilobochilum Hágsater & Dodson, 2001
- Epidendrum trimeroglossum Schltr., 1920
- Epidendrum triodon Hágsater & Dodson, 2001
- Epidendrum tripetalum Hágsater & E.Santiago, 2007
- Epidendrum tritropianthum Hágsater & E.Santiago, 2007
- Epidendrum tropidioides Garay, 1978
- Epidendrum tropinectarium Hágsater & E.Santiago, 2004
- Epidendrum troxalis Luer, 1981
- Epidendrum trullichilum Hágsater & Dodson, 1999
- Epidendrum trulliforme Garay & Dunst., 1976
- Epidendrum tumuc-humaciense (Veyret) Carnevali & G.A.Romero, 1996
- Epidendrum turialvae Rchb.f., 1871
- Epidendrum tuxtlense Hágsater, García-Cruz & L.Sánchez, 1999
- Epidendrum tziscaoense Hágsater, 1999

## U
- Epidendrum ulei Schltr., 1914

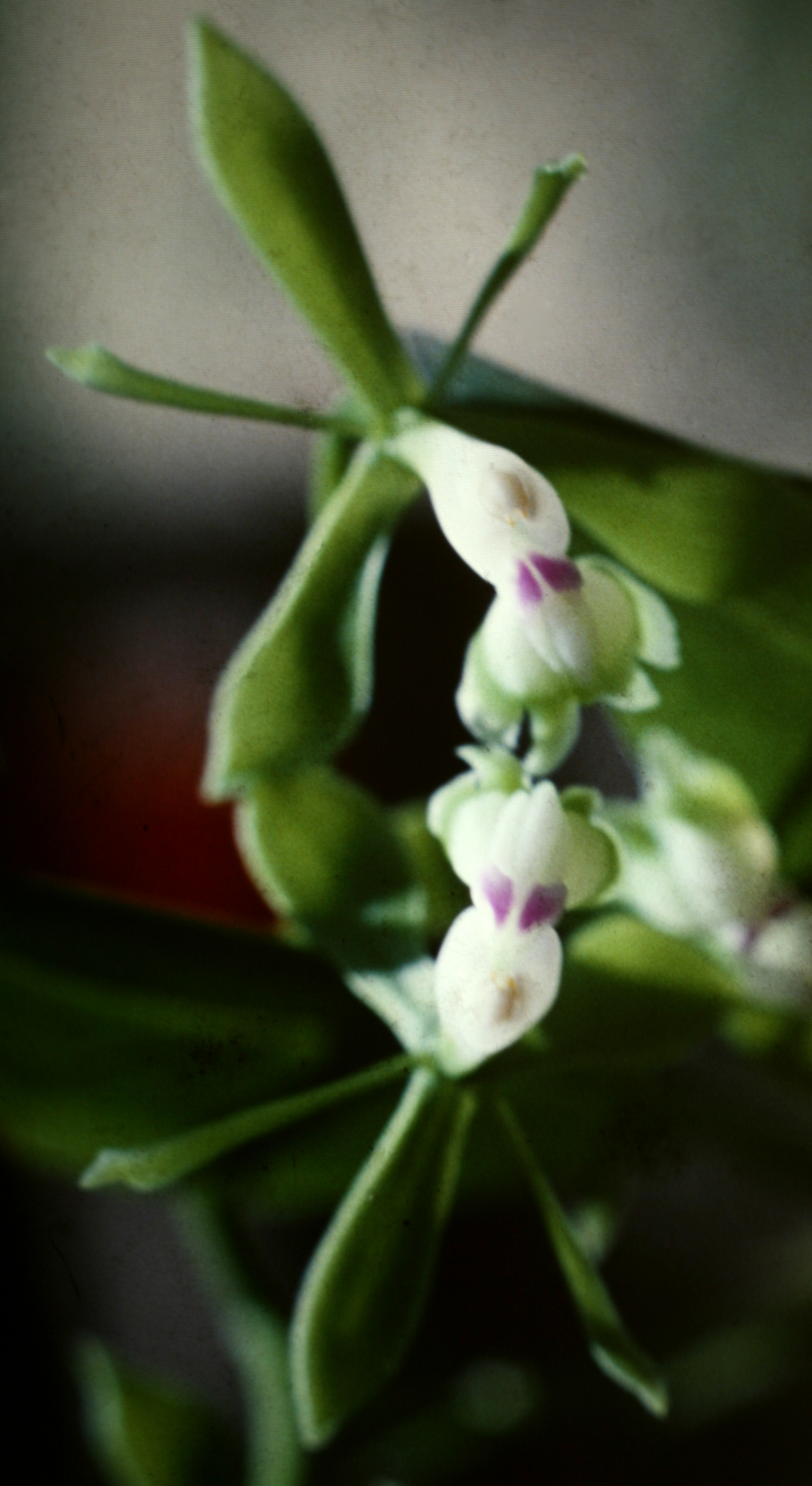
Epidendrum unguiculatum

- Epidendrum uleinanodes Hágsater, 1999
- Epidendrum uncinatum D.E.Benn. & Christenson, 1998
- Epidendrum unguiculatum (C.Schweinf.) Garay & Dunst., 1976
- Epidendrum unicallosum Hágsater & E.Santiago, 2006
- Epidendrum unifoliatum Schltr., 1921
- Epidendrum upanodifforme Hágsater & Dodson, 1999
- Epidendrum urbanianum Cogn. in I.Urban, 1910
- Epidendrum uribei A.D.Hawkes, 1957
- Epidendrum urichianum Carnevali, Foldats & I.Ramírez, 1992
- Epidendrum urraoense Hágsater, 1999
- Epidendrum urubambae Hágsater, 2001
- Epidendrum utcuyacuense Hágsater, 1993

## V
- Epidendrum vandifolium Lindl., 1849
- Epidendrum vareschii Foldats, 1969
- Epidendrum vargasii Christenson & Nauray, 2001
- Epidendrum vasquezii Hágsater & L.Sánchez, 2006
- Epidendrum vegae Chocce & Hágsater, 2010
- Epidendrum veltenianum Campacci, 2007 publ. 2008
- Epidendrum ventricosum Lindl., 1841
- Epidendrum veraguasense Hágsater, 1992
- Epidendrum vernixium Rchb.f. & Warsz., 1854
- Epidendrum veroreveloi Hágsater & Dodson, 2001
- Epidendrum veroscriptum Hágsater, 1993
- Epidendrum verrucosum Sw., 1806
- Epidendrum vesicatum Lindl., 1838
- Epidendrum vesicicaule L.O.Williams, 1940
- Epidendrum vexillium Hágsater, 1999
- Epidendrum vidal-senegei Hágsater, 1999
- Epidendrum vieirae Hágsater, 1993
- Epidendrum vigiaense I.Bock, 1982
- Epidendrum villegastigma Hágsater & García-Cruz, 1999
- Epidendrum villotae Hágsater & Dodson, 1999
- Epidendrum vincentinum Lindl., 1841
- Epidendrum violascens Ridl., 1887
- Epidendrum violetense Hágsater & Dodson, 2001
- Epidendrum viride Ruiz & Pav., 1798
- Epidendrum viridibrunneum Rchb.f. in W.G.Walpers, 1862
- Epidendrum viridipurpureum Hook., Bot. Mag. 65: t. 3666 (1838
- Epidendrum viviparum Lindl., 1841
- Epidendrum volubile Ruiz & Pav., 1798
- Epidendrum volutum Lindl. & Paxton, 1852
- Epidendrum vulcanicola A.H.Heller, 1968
- Epidendrum vulcanicum Schltr., 1924
- Epidendrum vulgoamparoanum Hágsater & L.Sánchez, 2006

## W

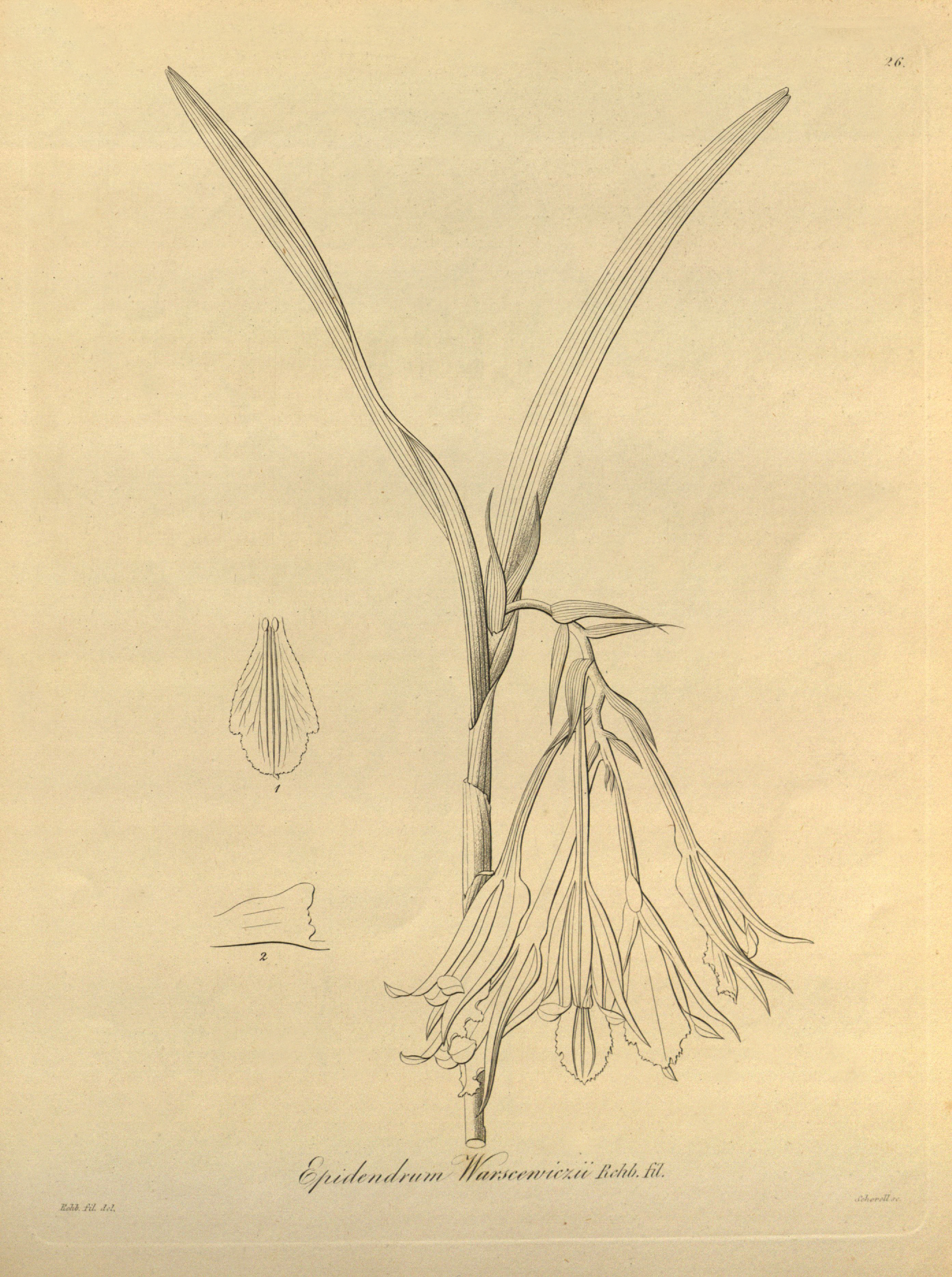
Epidendrum warszewiczii

- Epidendrum waiandtii V.P.Castro, 2006
- Epidendrum wallisii Rchb.f., 1875
- Epidendrum warrasii Pabst, 1971
- Epidendrum warszewiczii Rchb.f., 1852
- Epidendrum watsonianum Sander, 1892
- Epidendrum weberbauerianum Kraenzl., 1905
- Epidendrum welsii-windischii Pabst, 1975
- Epidendrum wendtii Hágsater & Salazar, 1999
- Epidendrum wercklei Schltr., 1906
- Epidendrum werffii Dodson & Hágsater, 1989
- Epidendrum werneri Schltr., 1924
- Epidendrum whittenii Hágsater & Dodson, 1999
- Epidendrum wigginsii Hágsater & Dodson, 2001
- Epidendrum williamsii Dodson, 1977
- Epidendrum witherspooniorum Hágsater & Dressler, 2004
- Epidendrum woytkowskianum A.D.Hawkes, 1957
- Epidendrum wrightii Lindl., 1858

## X
- Epidendrum xanthinum Lindl., 1844

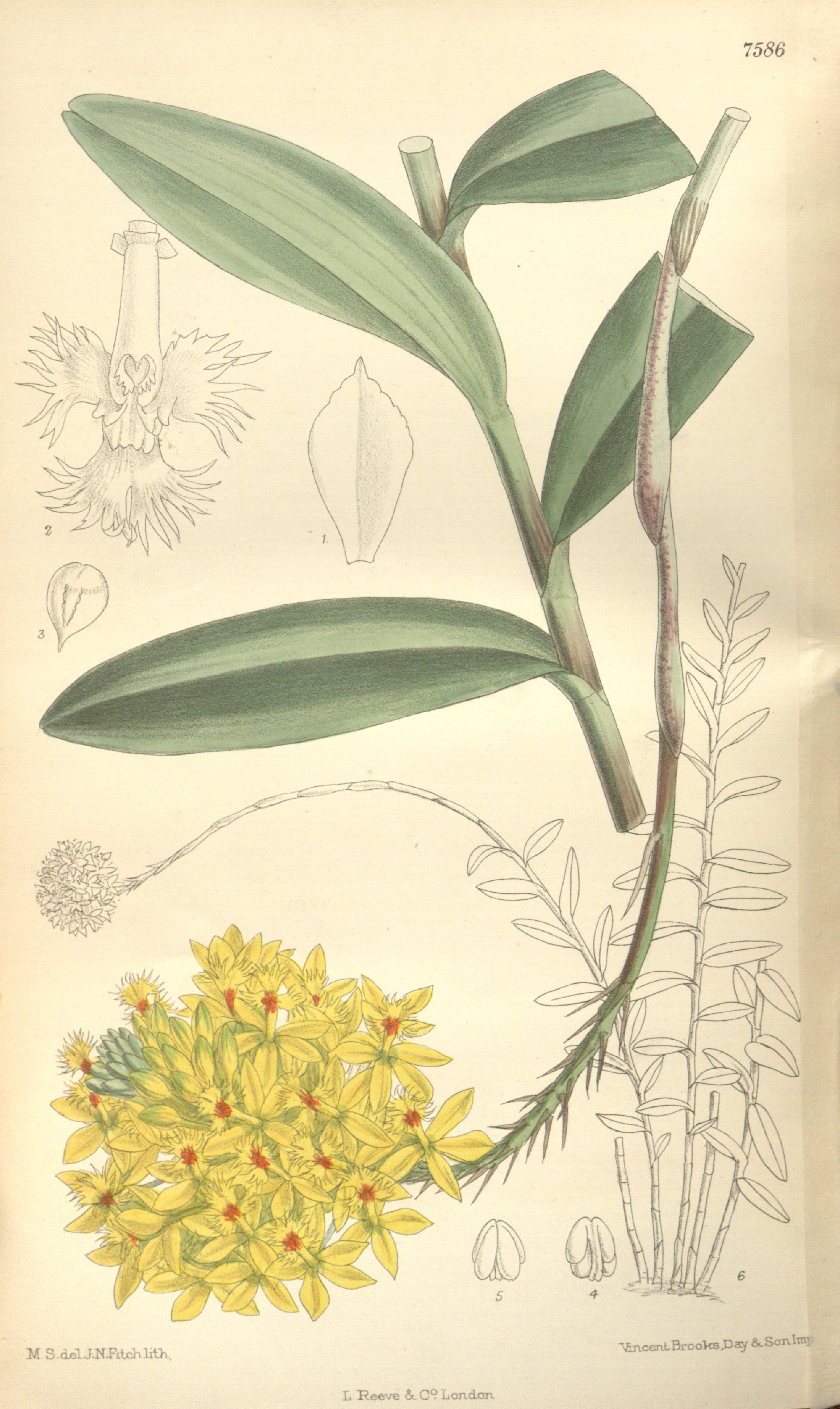
Epidendrum xanthinum

- Epidendrum xanthoianthinum Hágsater, 1993
- Epidendrum xantholeucum Rchb.f., 1850
- Epidendrum xylostachyum Lindl., 1845
- Epidendrum xytriophorum Rchb.f. & Warsz., 1854

## Y
- Epidendrum yambalense Hágsater & Dodson, 1993
- Epidendrum yambrasbambense Hágsater, 2001
- Epidendrum yanachagaense Hágsater, 2010
- Epidendrum yaracuyense Carnevali & G.A.Romero, 2000
- Epidendrum yarumalense Hágsater & E.Santiago, 2004
- Epidendrum yojoaense Hágsater & L.Sánchez, 2004
- Epidendrum ypsilum Hágsater & E.Santiago, 2006
- Epidendrum yungasense Rolfe ex Rusby, 1895

## Z
- Epidendrum zamorense Hágsater & Dodson, 1993
- Epidendrum zanonii Dod, 1993
- Epidendrum zappii Pabst, 1976
- Epidendrum zarumense Hágsater & Dodson, 1993
- Epidendrum zingiberaceum Schltr., 1921
- Epidendrum zosterifolium F.Lehm. & Kraenzl., 1899
- Epidendrum zunigae Hágsater, Karremans & Bogarín, 2008

## Ibridi
1. Epidendrum × doroteae P.H.Allen  (1958)
2. Epidendrum × gransabanense Carnevali & I.Ramírez, 2003 (Epidendrum ibaguense × Epidendrum secundum)
3. Epidendrum × monteverdense Pupulin & Hágsater) Hágsater, 2005 (Epidendrum endresii × Epidendrum exasperata)
4. Epidendrum × nocteburneum  Hágsater & L.Sánchez, 2008 (Epidendrum eburneum × Epidendrum nocturnum)
5. Epidendrum × purpureum Barb.Rodr., 1877 (Epidendrum denticulatum × Epidendrum myrmecophorum)
6. Epidendrum × renipichinchae  Hágsater & E.Santiago, 2009 (Epidendrum pichinchae × Epidendrum renilabioides)
7. Epidendrum × spathiporphyreum  Hágsater & Dodson, 2009 (Epidendrum porphyreum × Epidendrum spathatum)

## Denominazioni non più accettate
- Epidendrum acrostigma Hágsater & García-Cruz, (1999).
- Epidendrum alpicolum Rchb.f., (1854).
- Epidendrum amparoanum Schltr., (1923).
- Epidendrum cryptoglossum Pabst, (1976).
- Epidendrum curvicolumna Ames, F.T.Hubb. & C.Schweinf., (1935).
- Epidendrum duckei Porto & Brade, (1938 publ. 1940).
- Epidendrum emarginatum Ruiz & Pav., (1798).
- Epidendrum janeirense Porto & Brade, (1938 publ. 1940).
- Epidendrum longiflorum Kunth in F.W.H.von Humboldt, A.J.A.Bonpland & C.S.Kunth, (1816).
- Epidendrum macroceras Schltr., (1920).
- Epidendrum macrothyrsoides Rchb.f., (1877).
- Epidendrum monophlebium Hágsater, (1999).